# 1981
Portal Geschichte | Portal Biografien | Aktuelle Ereignisse | Jahreskalender | Tagesartikel

◄ |
19. Jahrhundert |
20. Jahrhundert
| 21. Jahrhundert

◄ |
1950er |
1960er |
1970er |
1980er
| 1990er | 2000er | 2010er | ►

◄◄ |
◄ |
1977 |
1978 |
1979 |
1980 |
1981
| 1982 | 1983 | 1984 | 1985 | ► | ►►
 Jan.
| Feb.
| Mär.
| Apr.
| Mai
| Jun.
| Jul.
| Aug.
| Sep.
| Okt.
| Nov.
| Dez.
Staatsoberhäupter · Wahlen · Nekrolog  · Literaturjahr · Musikjahr · Filmjahr · Rundfunkjahr · Sportjahr
| Januar | Januar | Januar | Januar | Januar | Januar | Januar | Januar |
| Kw     | Mo     | Di     | Mi     | Do     | Fr     | Sa     | So     |
| ------ | ------ | ------ | ------ | ------ | ------ | ------ | ------ |
| 1      |        |        |        | 1      | 2      | 3      | 4      |
| 2      | 5      | 6      | 7      | 8      | 9      | 10     | 11     |
| 3      | 12     | 13     | 14     | 15     | 16     | 17     | 18     |
| 4      | 19     | 20     | 21     | 22     | 23     | 24     | 25     |
| 5      | 26     | 27     | 28     | 29     | 30     | 31     |        |

| Februar | Februar | Februar | Februar | Februar | Februar | Februar | Februar |
| Kw      | Mo      | Di      | Mi      | Do      | Fr      | Sa      | So      |
| ------- | ------- | ------- | ------- | ------- | ------- | ------- | ------- |
| 5       |         |         |         |         |         |         | 1       |
| 6       | 2       | 3       | 4       | 5       | 6       | 7       | 8       |
| 7       | 9       | 10      | 11      | 12      | 13      | 14      | 15      |
| 8       | 16      | 17      | 18      | 19      | 20      | 21      | 22      |
| 9       | 23      | 24      | 25      | 26      | 27      | 28      |         |

| März | März | März | März | März | März | März | März |
| Kw   | Mo   | Di   | Mi   | Do   | Fr   | Sa   | So   |
| ---- | ---- | ---- | ---- | ---- | ---- | ---- | ---- |
| 9    |      |      |      |      |      |      | 1    |
| 10   | 2    | 3    | 4    | 5    | 6    | 7    | 8    |
| 11   | 9    | 10   | 11   | 12   | 13   | 14   | 15   |
| 12   | 16   | 17   | 18   | 19   | 20   | 21   | 22   |
| 13   | 23   | 24   | 25   | 26   | 27   | 28   | 29   |
| 14   | 30   | 31   |      |      |      |      |      |

| April | April | April | April | April | April | April | April |
| Kw    | Mo    | Di    | Mi    | Do    | Fr    | Sa    | So    |
| ----- | ----- | ----- | ----- | ----- | ----- | ----- | ----- |
| 14    |       |       | 1     | 2     | 3     | 4     | 5     |
| 15    | 6     | 7     | 8     | 9     | 10    | 11    | 12    |
| 16    | 13    | 14    | 15    | 16    | 17    | 18    | 19    |
| 17    | 20    | 21    | 22    | 23    | 24    | 25    | 26    |
| 18    | 27    | 28    | 29    | 30    |       |       |       |

| Mai | Mai | Mai | Mai | Mai | Mai | Mai | Mai |
| Kw  | Mo  | Di  | Mi  | Do  | Fr  | Sa  | So  |
| --- | --- | --- | --- | --- | --- | --- | --- |
| 18  |     |     |     |     | 1   | 2   | 3   |
| 19  | 4   | 5   | 6   | 7   | 8   | 9   | 10  |
| 20  | 11  | 12  | 13  | 14  | 15  | 16  | 17  |
| 21  | 18  | 19  | 20  | 21  | 22  | 23  | 24  |
| 22  | 25  | 26  | 27  | 28  | 29  | 30  | 31  |

| Juni | Juni | Juni | Juni | Juni | Juni | Juni | Juni |
| Kw   | Mo   | Di   | Mi   | Do   | Fr   | Sa   | So   |
| ---- | ---- | ---- | ---- | ---- | ---- | ---- | ---- |
| 23   | 1    | 2    | 3    | 4    | 5    | 6    | 7    |
| 24   | 8    | 9    | 10   | 11   | 12   | 13   | 14   |
| 25   | 15   | 16   | 17   | 18   | 19   | 20   | 21   |
| 26   | 22   | 23   | 24   | 25   | 26   | 27   | 28   |
| 27   | 29   | 30   |      |      |      |      |      |

| Juli | Juli | Juli | Juli | Juli | Juli | Juli | Juli |
| Kw   | Mo   | Di   | Mi   | Do   | Fr   | Sa   | So   |
| ---- | ---- | ---- | ---- | ---- | ---- | ---- | ---- |
| 27   |      |      | 1    | 2    | 3    | 4    | 5    |
| 28   | 6    | 7    | 8    | 9    | 10   | 11   | 12   |
| 29   | 13   | 14   | 15   | 16   | 17   | 18   | 19   |
| 30   | 20   | 21   | 22   | 23   | 24   | 25   | 26   |
| 31   | 27   | 28   | 29   | 30   | 31   |      |      |

| August | August | August | August | August | August | August | August |
| Kw     | Mo     | Di     | Mi     | Do     | Fr     | Sa     | So     |
| ------ | ------ | ------ | ------ | ------ | ------ | ------ | ------ |
| 31     |        |        |        |        |        | 1      | 2      |
| 32     | 3      | 4      | 5      | 6      | 7      | 8      | 9      |
| 33     | 10     | 11     | 12     | 13     | 14     | 15     | 16     |
| 34     | 17     | 18     | 19     | 20     | 21     | 22     | 23     |
| 35     | 24     | 25     | 26     | 27     | 28     | 29     | 30     |
| 36     | 31     |        |        |        |        |        |        |

| September | September | September | September | September | September | September | September |
| Kw        | Mo        | Di        | Mi        | Do        | Fr        | Sa        | So        |
| --------- | --------- | --------- | --------- | --------- | --------- | --------- | --------- |
| 36        |           | 1         | 2         | 3         | 4         | 5         | 6         |
| 37        | 7         | 8         | 9         | 10        | 11        | 12        | 13        |
| 38        | 14        | 15        | 16        | 17        | 18        | 19        | 20        |
| 39        | 21        | 22        | 23        | 24        | 25        | 26        | 27        |
| 40        | 28        | 29        | 30        |           |           |           |           |

| Oktober | Oktober | Oktober | Oktober | Oktober | Oktober | Oktober | Oktober |
| Kw      | Mo      | Di      | Mi      | Do      | Fr      | Sa      | So      |
| ------- | ------- | ------- | ------- | ------- | ------- | ------- | ------- |
| 40      |         |         |         | 1       | 2       | 3       | 4       |
| 41      | 5       | 6       | 7       | 8       | 9       | 10      | 11      |
| 42      | 12      | 13      | 14      | 15      | 16      | 17      | 18      |
| 43      | 19      | 20      | 21      | 22      | 23      | 24      | 25      |
| 44      | 26      | 27      | 28      | 29      | 30      | 31      |         |

| November | November | November | November | November | November | November | November |
| Kw       | Mo       | Di       | Mi       | Do       | Fr       | Sa       | So       |
| -------- | -------- | -------- | -------- | -------- | -------- | -------- | -------- |
| 44       |          |          |          |          |          |          | 1        |
| 45       | 2        | 3        | 4        | 5        | 6        | 7        | 8        |
| 46       | 9        | 10       | 11       | 12       | 13       | 14       | 15       |
| 47       | 16       | 17       | 18       | 19       | 20       | 21       | 22       |
| 48       | 23       | 24       | 25       | 26       | 27       | 28       | 29       |
| 49       | 30       |          |          |          |          |          |          |

| Dezember | Dezember | Dezember | Dezember | Dezember | Dezember | Dezember | Dezember |
| Kw       | Mo       | Di       | Mi       | Do       | Fr       | Sa       | So       |
| -------- | -------- | -------- | -------- | -------- | -------- | -------- | -------- |
| 49       |          | 1        | 2        | 3        | 4        | 5        | 6        |
| 50       | 7        | 8        | 9        | 10       | 11       | 12       | 13       |
| 51       | 14       | 15       | 16       | 17       | 18       | 19       | 20       |
| 52       | 21       | 22       | 23       | 24       | 25       | 26       | 27       |
| 53       | 28       | 29       | 30       | 31       |          |          |          |

| Januar | Januar | Januar | Januar | Januar | Januar | Januar | Januar |
| Kw     | Mo     | Di     | Mi     | Do     | Fr     | Sa     | So     |
| ------ | ------ | ------ | ------ | ------ | ------ | ------ | ------ |
| 1      |        |        |        | 1      | 2      | 3      | 4      |
| 2      | 5      | 6      | 7      | 8      | 9      | 10     | 11     |
| 3      | 12     | 13     | 14     | 15     | 16     | 17     | 18     |
| 4      | 19     | 20     | 21     | 22     | 23     | 24     | 25     |
| 5      | 26     | 27     | 28     | 29     | 30     | 31     |        |

| Februar | Februar | Februar | Februar | Februar | Februar | Februar | Februar |
| Kw      | Mo      | Di      | Mi      | Do      | Fr      | Sa      | So      |
| ------- | ------- | ------- | ------- | ------- | ------- | ------- | ------- |
| 5       |         |         |         |         |         |         | 1       |
| 6       | 2       | 3       | 4       | 5       | 6       | 7       | 8       |
| 7       | 9       | 10      | 11      | 12      | 13      | 14      | 15      |
| 8       | 16      | 17      | 18      | 19      | 20      | 21      | 22      |
| 9       | 23      | 24      | 25      | 26      | 27      | 28      |         |

| März | März | März | März | März | März | März | März |
| Kw   | Mo   | Di   | Mi   | Do   | Fr   | Sa   | So   |
| ---- | ---- | ---- | ---- | ---- | ---- | ---- | ---- |
| 9    |      |      |      |      |      |      | 1    |
| 10   | 2    | 3    | 4    | 5    | 6    | 7    | 8    |
| 11   | 9    | 10   | 11   | 12   | 13   | 14   | 15   |
| 12   | 16   | 17   | 18   | 19   | 20   | 21   | 22   |
| 13   | 23   | 24   | 25   | 26   | 27   | 28   | 29   |
| 14   | 30   | 31   |      |      |      |      |      |

| April | April | April | April | April | April | April | April |
| Kw    | Mo    | Di    | Mi    | Do    | Fr    | Sa    | So    |
| ----- | ----- | ----- | ----- | ----- | ----- | ----- | ----- |
| 14    |       |       | 1     | 2     | 3     | 4     | 5     |
| 15    | 6     | 7     | 8     | 9     | 10    | 11    | 12    |
| 16    | 13    | 14    | 15    | 16    | 17    | 18    | 19    |
| 17    | 20    | 21    | 22    | 23    | 24    | 25    | 26    |
| 18    | 27    | 28    | 29    | 30    |       |       |       |

| Mai | Mai | Mai | Mai | Mai | Mai | Mai | Mai |
| Kw  | Mo  | Di  | Mi  | Do  | Fr  | Sa  | So  |
| --- | --- | --- | --- | --- | --- | --- | --- |
| 18  |     |     |     |     | 1   | 2   | 3   |
| 19  | 4   | 5   | 6   | 7   | 8   | 9   | 10  |
| 20  | 11  | 12  | 13  | 14  | 15  | 16  | 17  |
| 21  | 18  | 19  | 20  | 21  | 22  | 23  | 24  |
| 22  | 25  | 26  | 27  | 28  | 29  | 30  | 31  |

| Juni | Juni | Juni | Juni | Juni | Juni | Juni | Juni |
| Kw   | Mo   | Di   | Mi   | Do   | Fr   | Sa   | So   |
| ---- | ---- | ---- | ---- | ---- | ---- | ---- | ---- |
| 23   | 1    | 2    | 3    | 4    | 5    | 6    | 7    |
| 24   | 8    | 9    | 10   | 11   | 12   | 13   | 14   |
| 25   | 15   | 16   | 17   | 18   | 19   | 20   | 21   |
| 26   | 22   | 23   | 24   | 25   | 26   | 27   | 28   |
| 27   | 29   | 30   |      |      |      |      |      |

| Juli | Juli | Juli | Juli | Juli | Juli | Juli | Juli |
| Kw   | Mo   | Di   | Mi   | Do   | Fr   | Sa   | So   |
| ---- | ---- | ---- | ---- | ---- | ---- | ---- | ---- |
| 27   |      |      | 1    | 2    | 3    | 4    | 5    |
| 28   | 6    | 7    | 8    | 9    | 10   | 11   | 12   |
| 29   | 13   | 14   | 15   | 16   | 17   | 18   | 19   |
| 30   | 20   | 21   | 22   | 23   | 24   | 25   | 26   |
| 31   | 27   | 28   | 29   | 30   | 31   |      |      |

| August | August | August | August | August | August | August | August |
| Kw     | Mo     | Di     | Mi     | Do     | Fr     | Sa     | So     |
| ------ | ------ | ------ | ------ | ------ | ------ | ------ | ------ |
| 31     |        |        |        |        |        | 1      | 2      |
| 32     | 3      | 4      | 5      | 6      | 7      | 8      | 9      |
| 33     | 10     | 11     | 12     | 13     | 14     | 15     | 16     |
| 34     | 17     | 18     | 19     | 20     | 21     | 22     | 23     |
| 35     | 24     | 25     | 26     | 27     | 28     | 29     | 30     |
| 36     | 31     |        |        |        |        |        |        |

| September | September | September | September | September | September | September | September |
| Kw        | Mo        | Di        | Mi        | Do        | Fr        | Sa        | So        |
| --------- | --------- | --------- | --------- | --------- | --------- | --------- | --------- |
| 36        |           | 1         | 2         | 3         | 4         | 5         | 6         |
| 37        | 7         | 8         | 9         | 10        | 11        | 12        | 13        |
| 38        | 14        | 15        | 16        | 17        | 18        | 19        | 20        |
| 39        | 21        | 22        | 23        | 24        | 25        | 26        | 27        |
| 40        | 28        | 29        | 30        |           |           |           |           |

| Oktober | Oktober | Oktober | Oktober | Oktober | Oktober | Oktober | Oktober |
| Kw      | Mo      | Di      | Mi      | Do      | Fr      | Sa      | So      |
| ------- | ------- | ------- | ------- | ------- | ------- | ------- | ------- |
| 40      |         |         |         | 1       | 2       | 3       | 4       |
| 41      | 5       | 6       | 7       | 8       | 9       | 10      | 11      |
| 42      | 12      | 13      | 14      | 15      | 16      | 17      | 18      |
| 43      | 19      | 20      | 21      | 22      | 23      | 24      | 25      |
| 44      | 26      | 27      | 28      | 29      | 30      | 31      |         |

| November | November | November | November | November | November | November | November |
| Kw       | Mo       | Di       | Mi       | Do       | Fr       | Sa       | So       |
| -------- | -------- | -------- | -------- | -------- | -------- | -------- | -------- |
| 44       |          |          |          |          |          |          | 1        |
| 45       | 2        | 3        | 4        | 5        | 6        | 7        | 8        |
| 46       | 9        | 10       | 11       | 12       | 13       | 14       | 15       |
| 47       | 16       | 17       | 18       | 19       | 20       | 21       | 22       |
| 48       | 23       | 24       | 25       | 26       | 27       | 28       | 29       |
| 49       | 30       |          |          |          |          |          |          |

| Dezember | Dezember | Dezember | Dezember | Dezember | Dezember | Dezember | Dezember |
| Kw       | Mo       | Di       | Mi       | Do       | Fr       | Sa       | So       |
| -------- | -------- | -------- | -------- | -------- | -------- | -------- | -------- |
| 49       |          | 1        | 2        | 3        | 4        | 5        | 6        |
| 50       | 7        | 8        | 9        | 10       | 11       | 12       | 13       |
| 51       | 14       | 15       | 16       | 17       | 18       | 19       | 20       |
| 52       | 21       | 22       | 23       | 24       | 25       | 26       | 27       |
| 53       | 28       | 29       | 30       | 31       |          |          |          |

Das Jahr 1981 stand teilweise im Zeichen der Friedensbewegung. Der Kalte Krieg, der sich nach dem Ende des Vietnamkriegs mit der Ermüdung der Beteiligten etwas entspannt hatte, gewann wieder an rhetorischer Schärfe. Sowjetische Truppen waren 1979, zwei Jahre zuvor, unter Leonid Iljitsch Breschnew in Afghanistan einmarschiert, was das Augenmerk der Weltöffentlichkeit auf Zentralasien lenkte. Gleichzeitig hatten die USA mit der Islamischen Revolution in Iran ihren Vorposten dort verloren. Die SALT-II-Gespräche zwischen den Großmächten waren gescheitert, die NATO setzte daher auf ihren Doppelbeschluss. Mit Ronald Reagan wurde 1981 ein Republikaner Präsident der Vereinigten Staaten, dessen erklärtes Ziel es war, den Rüstungswettlauf gegen den Warschauer Pakt zu gewinnen. Das geteilte Europa sollte dabei als Basis für nukleare Mittelstreckenraketen eine Schlüsselrolle spielen.
Vor diesem Hintergrund kam es 1981 in Deutschland und in ganz Europa zu Friedenskundgebungen, von denen die größte, am 21. November in Amsterdam, 400.000 Menschen anzog. Die Proteste waren Teil einer größeren Untergrundkultur, die auch Umweltbewegung, die Atomkraftgegner und die Hausbesetzerszene umfasste.

## Ereignisse

### Polen
Als Reaktion auf die desolate Lage in der Volksrepublik Polen hatte sich 1980 eine neue, unabhängige Gewerkschaft, die Solidarność, gegründet, der schon im November 1980 etwa 10 Mio. von 16 Millionen Arbeitnehmern angehörten (siehe auch August-Streiks). Nach ersten Streiks wurden Hardliner im Politbüro gegen gemäßigte Politiker ausgetauscht; danach entspannte sich die Lage. Gleichwohl steigerte die Sowjetunion bzw. die KPdSU (1964–1982 von Leonid Breschnew regiert) den Druck auf die PVAP, die „Konterrevolution“ zu bekämpfen, und veranstaltete wiederholt Manöver in der Nähe der Grenzen Polens.
Im Frühjahr 1981 kam es wiederholt zu gewalttätigen Auseinandersetzungen zwischen Staatsorganen und Gewerkschaftsaktivisten. Anlässlich der weiter verschlechterten wirtschaftlichen Lage häuften sich wilde Streiks. In dieser entscheidenden Phase waren zudem die bewährten Vermittlungsmöglichkeiten der Kirche in Polen eingeschränkt, weil im Mai das Attentat auf Papst Johannes Paul II. verübt worden war und am 28. Mai auch noch Primas Stefan Wyszyński starb.
Nachdem der erste Landeskongress der Solidarność im September 1981 ein noch stärkeres politisches Engagement beschlossen und eine Botschaft an alle Arbeiter der anderen sozialistischen Staaten gerichtet hatte, entschloss sich die PVAP-Führung endgültig zum Konfrontationskurs. Auf dem 4. ZK-Plenum vom 16. bis 18. Oktober wurde Parteichef Stanisław Kania durch den als Hardliner geltenden Verteidigungsminister General Wojciech Jaruzelski ersetzt. Trotz der Bereitschaft der „Solidarność“ zu Kompromissen übernahmen in der Nacht vom 12. auf den 13. Dezember 1981 Militär und Sicherheitsorgane die Macht in Polen. General Jaruzelski verkündete in einer Fernsehansprache die Verhängung des Kriegsrechts. Die Führungsspitze der Gewerkschaft wurde in Danzig verhaftet, ihr Vorsitzender Lech Wałęsa (spätere Präsident Polens) unter Hausarrest gestellt. Regionalführer, Leiter der Betriebskommissionen und oppositionelle Intellektuelle, insgesamt einige Tausend Personen, wurden in Lagern interniert. Erst im Juli 1983 wurde das Kriegsrecht offiziell aufgehoben.

### Ägypten
Der ägyptische Präsident Anwar as-Sadat wurde am 6. Oktober bei einer Militärparade durch ein Attentat getötet. Sadat hatte Ägypten bereits 1979 durch den Israelisch-ägyptischen Friedensvertrag in der arabischen Welt isoliert. Zusätzliche interne Feinde machte er sich, als er im September gegen zahlreiche muslimische und koptische Organisationen sowie Studentengruppen vorging und es zu etwa 1.600 Verhaftungen kam. Zusätzlich geriet Ägypten in eine wirtschaftliche Krise. Der islamische Geistliche Omar Abdel-Rahman, der später für seine Rolle im Anschlag auf das World Trade Center 1993 verurteilt wurde, unterstützte das Attentat durch eine Fatwa.
Das Attentat war live im Fernsehen zu verfolgen. Während der Überflug eines Mirage-Kampfflugzeugs die Menge ablenkte, hielt ein Truppentransporter vor der Loge des Präsidenten und ein Leutnant trat nach vorn. Während Sadat aufstand, um den Salut zu empfangen, stiegen die Attentäter aus dem Lastwagen, warfen Granaten und schossen auf den Präsidenten. Im folgenden Schusswechsel wurden sieben Menschen getötet, darunter der kubanische Botschafter, und 28 wurden verletzt, darunter der Außenminister und spätere UN-Generalsekretär Boutros Boutros-Ghali.

### Gambia
Gambia wurde 1981 von einem gewaltsamen Staatsstreich erschüttert. Im Nachspiel zum Putsch unterzeichneten am 12. Dezember 1981 Gambia und Senegal einen Vertrag, der die Vereinigung der Streitkräfte, der Währung und des Wirtschaftsraumes in der Konföderation Senegambia vorsah. Diese Konföderation bestand vom 1. Februar 1982 bis zum 30. September 1989, als Gambia aus dem Bund austrat.

### Jahreswidmungen
- 1981 ist „Internationales Jahr der Behinderten“ von den Vereinten Nationen.
- Der Schwarzspecht (Dryocopus martius) ist Vogel des Jahres (NABU/Deutschland).

### Politik und Weltgeschehen

#### Januar

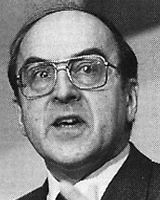
Kurt Furgler

- 1. Januar: Kurt Furgler wird erneut Bundespräsident der Schweiz.
- 1. Januar: Das Steuerentlastungsgesetz (StEntlG) tritt in der Bundesrepublik Deutschland in Kraft, und die Prozesskostenhilfe (PKH) ersetzt das bisherige Armenrecht.
- 1. Januar: Griechenland wird zehntes Vollmitglied der Europäischen Gemeinschaft.
- 1. Januar: Abdou Diouf wird Präsident des Senegal.
- 4. Januar: Der britische LKW-Fahrer Peter Sutcliffe wird von der Polizei als mutmaßlicher Yorkshire-Ripper festgenommen.
- 5. Januar: Im Iran-Irak-Krieg kommt es zur ersten Gegenoffensive Irans. In der Panzerschlacht bei Susangerd werden dabei 50 irakische und 140 von rund 400 angreifenden iranischen Panzern vernichtet.
- 6. Januar: Bundeskanzler Helmut Schmidt erörtert in Marokko mit König Hassan II. u. a. die Probleme des Nahen Ostens.
- 6. Januar: Libyen kündigt seine Vereinbarung mit dem Tschad zu einer Vereinigung beider Staaten.
- 6. Januar: Gaston Thorn wird neuer Präsident der EG-Kommission
- 8. Januar: Der sowjetische Chefdolmetscher bei den Abrüstungsverhandlungen in Wien, Nikolai Koroljuk, flüchtet in die Bundesrepublik Deutschland.
- 10. Januar: In El Salvador beginnt eine Großoffensive linksgerichteter Guerilleros; die Regierung verhängt das Kriegsrecht.
- 13. Januar: Der polnische Arbeiterführer Lech Wałęsa reist zu einem einwöchigen Besuch nach Italien und wird von Papst Johannes Paul II. sowie von drei Gewerkschaftsbossen empfangen.
- 14. Januar: Die internationale Konferenz zu Namibia wird in Genf ohne Ergebnis beendet.
- 15. Januar: Der Berliner Senat unter Dietrich Stobbe tritt zurück.
- 15. Januar: Richter Giovanni D’Urso wird von den Roten Brigaden freigelassen; er war am 12. Dezember 1980 entführt worden.
- 17. Januar: Auf den Philippinen wird das seit acht Jahren bestehende Kriegsrecht aufgehoben.
- 19. Januar: Das Abkommen zwischen der Islamischen Republik Iran und den USA zur Freilassung der amerikanischen Geiseln wird von beiden Seiten unterzeichnet; die USA sagen darin u. a. zu, das Vermögen des Schahs in den USA einzufrieren, auf Sanktionen gegen die iranische Regierung zu verzichten und sich künftig nicht mehr in die inneren Angelegenheiten Irans einzumischen.
- 20. Januar: Ronald Reagan wird als 40. Präsident der USA vereidigt. Er löst Jimmy Carter ab.
- 20. Januar: Nach Abschluss des vereinbarten Lösegelds von 8 Millionen Dollar auf algerische Treuhandkonten werden die 52 amerikanischen Geiseln nach 444 Tagen Geiselhaft freigelassen und über Algerien nach Wiesbaden ausgeflogen, wo sie bis zu ihrem Heimflug am 25. Januar in einem Militärkrankenhaus betreut werden.
- 21. Januar: Am Tag nach der Beendigung seiner Amtszeit als US-Präsident besucht Jimmy Carter Wiesbaden, um mit den bei Iran ausgelösten Geiseln zusammenzutreffen.
- 22. Januar: Der sowjetische Schriftsteller und Germanist Lew Kopelew wird von der Sowjetunion ausgebürgert, nachdem er seit November 1980 in der Bundesrepublik Deutschland lebt.
- 23. Januar: Der südkoreanische Oppositionsführer Kim Dae-jung wird von der Regierung zu lebenslanger Haft begnadigt, nachdem der Oberste Gerichtshof das gegen ihn gefällte Todesurteil bestätigt hatte.
- 23. Januar: Hans-Jochen Vogel (SPD) wird vom Berliner Abgeordnetenhaus als Nachfolger von Dietrich Stobbe als Regierender Bürgermeister gewählt, nachdem er tags zuvor als Bundesjustizminister zurückgetreten war.
- 25. Januar: Das Urteil im Prozess gegen die Viererbande in Peking wird verkündet: Todesstrafe für die Witwe Mao Zedongs, Jiang Qing; sie erhält Aufschub.
- 28. Januar: Jürgen Schmude (SPD) wird Nachfolger von Hans-Jochen Vogel als Bundesjustizminister. Schmudes Amt für Bildung und Wissenschaft übernimmt Björn Engholm (SPD).
- 29. Januar: Spanien. Ministerpräsident Adolfo Suárez tritt zurück
- 30. Januar: Großdemonstration gegen Atomkraftwerke in der Bundesrepublik Deutschland in Brokdorf nahe Itzehoe

#### Februar

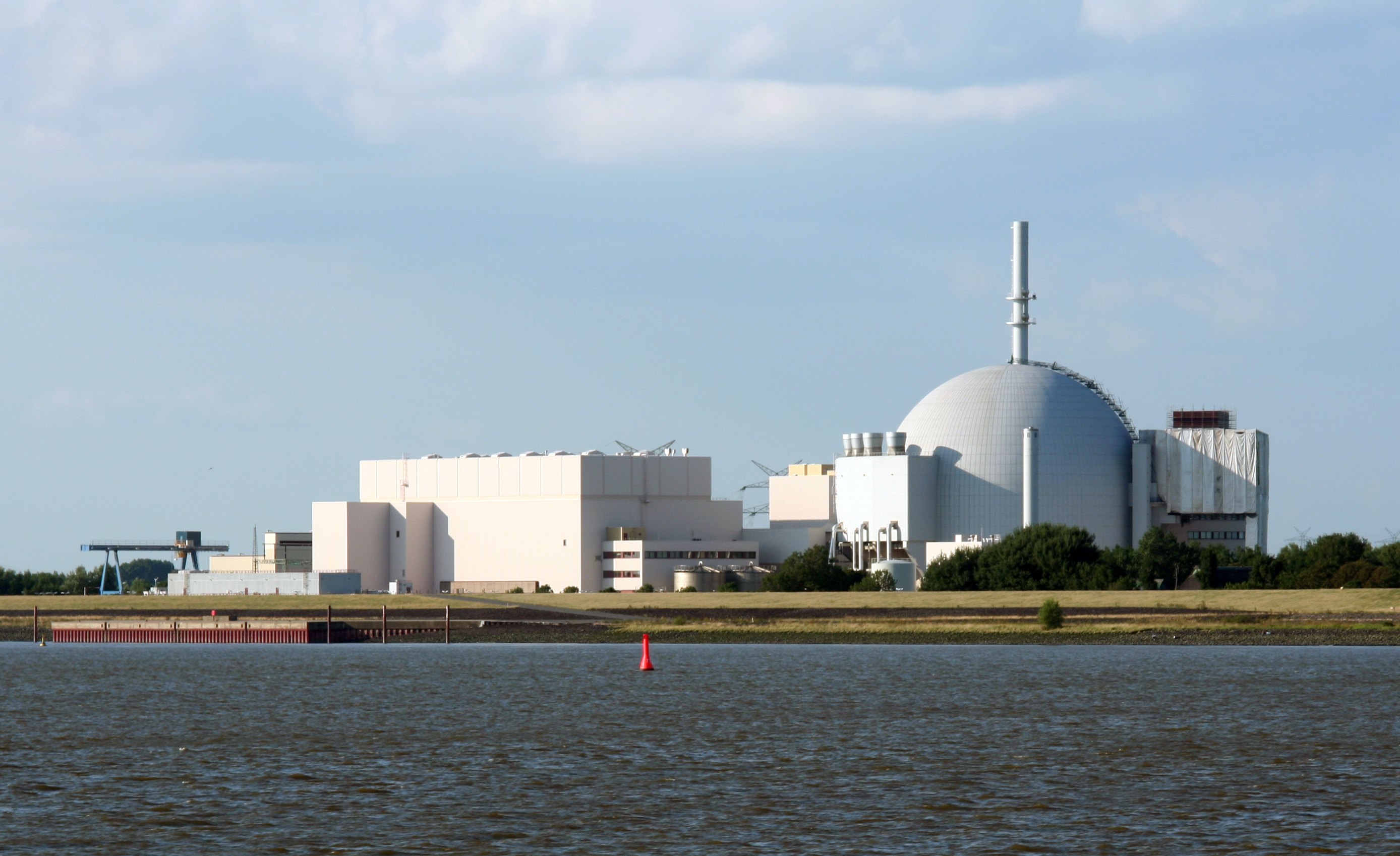
Kernkraftwerk Brokdorf

- 2. Februar: Auf einem Sonderparteitag der Hamburger SPD wird eine Resolution gegen eine Beteiligung am Bau des Atomkraftwerks Brokdorf verabschiedet.
- 3. Februar: In Manila stürmt die philippinische Polizei die von iranischen Studenten besetzte Botschaft Irans.
- 3. Februar: Gro Harlem Brundtland wird zur ersten Ministerpräsidentin Norwegens gewählt. Am Tag darauf übernimmt sie dieses Amt.
- 4. Februar: In Turin wird der Chef der Terrororganisation „Prima Linea“, Maurice Bignami, gefasst.
- 5. Februar: In Paris findet das 37. deutsch-französische Gipfeltreffen statt; Bundeskanzler Helmut Schmidt erörtert mit Staatspräsident Valéry Giscard d’Estaing die Verschlechterung der internationalen Lage.
- 5. Februar: Die DDR lockert ihre Vorschriften zum Mindestumtausch bei der Einreise westlicher Besucher dahingehend, dass Begleitpersonen von Schwerstbehinderten und Blinden nicht herangezogen werden.
- 6. Februar: Klaus Bölling trifft als neuer Ständiger Vertreter der Bundesrepublik in der DDR ein, wo er am 9. März dem Staatsratsvorsitzenden Erich Honecker seinen Antrittsbesuch abstattet.
- 9. Februar: Józef Pińkowski tritt als Ministerpräsident von Polen zurück, Nachfolger wird am 11. Februar Verteidigungsminister General Wojciech Jaruzelski, der ein 10-Punkte-Programm zur Sanierung der polnischen Wirtschaft vorlegt.
- 10. Februar: Der Oberste Gerichtshof Polens urteilt, dass die Gründung von Bauerngewerkschaften unzulässig sei.
- 10. Februar: Als erster arabischer Staatschef spricht Anwar as-Sadat vor dem Europa-Parlament in Luxemburg; er fordert Israel und die Palästinenser zu gegenseitiger Anerkennung auf.
- 12. Februar: In Neu-Delhi geht eine fünftägige Konferenz der Blockfreien zu Ende, die von Differenzen wegen der Haltung einiger prosowjetischer Mitgliedsstaaten gekennzeichnet ist.
- 14. Februar: Mehr als 100.000 Bauern demonstrieren in mehreren westdeutschen Großstädten gegen die Agrarpolitik der Bundesregierung und der EG; sie verlangen etwa 15 % höhere Preise auf Agrarprodukte.
- 15. Januar: In den DDR-Medien wird eine Rede von SED-Chef Erich Honecker zitiert, die überraschend das Thema der Vereinigung beider deutscher Staaten zum Inhalt hat.
- 16. Februar: Papst Johannes Paul II. tritt eine zwölftägige Reise nach Ostasien an, wobei er zunächst in Pakistan einen Zwischenaufenthalt hat.
- 18. Februar: In Mexiko-Stadt stürmen Sicherheitskräfte die von Studenten und Bauern besetzte Botschaft von Guatemala.
- 18. Februar: Der Verteidigungsausschuss des Deutschen Bundestags konstituiert sich als Untersuchungsausschuss, um die Umstände und Hintergründe der Beschaffung des Kampfflugzeuges Tornado zu klären.
- 20. Februar: Im Baskenland werden die Botschafter von Österreich, Uruguay und El Salvador entführt und am 28. Februar wieder freigelassen.
- 21. Februar: Auf die US-amerikanischen Radiosender „Radio Free Europe“ und „Radio Liberty“ (München) werden Bombenanschläge verübt, acht Menschen werden zum Teil schwer verletzt.
- 23. Februar: In Spanien findet im Parlament (Cortes Generales) ein Putschversuch mit Geiselnahme von 350 Abgeordneten von Teilen der Guardia Civil und des Offizierskorps unter Führung von Oberstleutnant Antonio Tejero statt, der am folgenden Tag niedergeschlagen wird, siehe 23-F.
- 25. Februar: Spanien. Leopoldo Calvo Sotelo wird neuer Ministerpräsident
- 27. Februar: Die Berliner SPD wählt auf ihrem Landesparteitag den ehemaligen Wissenschaftssenator Peter Glotz zum neuen Landesvorsitzenden.
- 28. Februar: Mit der Großdemonstration bei Brokdorf findet die bis dahin größte Demonstration der Bundesrepublik Deutschland statt: 50.000 bis 100.000 Demonstranten nehmen an einem weitgehend friedlichen Marsch gegen das geplante Kernkraftwerk Brokdorf teil und werden von rund 10.000 Polizisten begleitet.

#### März
- 2. März: In Ägypten sterben Verteidigungsminister Ahmed Badawi und 13 weitere hohe Militärs bei einem Hubschrauberabsturz.
- 2. März: Der spanische Fußballspieler Enrique Castro (Quini) wird entführt und am 25. März von der Polizei befreit.
- 2. März: Eine Boeing 720 der pakistanischen Luftfahrtgesellschaft PIA mit 137 Passagieren und 11 Besatzungsmitgliedern wird entführt und zur Landung in Kabul gezwungen; die Entführer verlangen die Freilassung von 90 in Pakistan inhaftierten politischen Gefangenen, erschießen am 6. März einen Passagier und lassen das Flugzeug erneut am 9. März in Damaskus landen – 54 pakistanische Häftlinge werden freigelassen und nach Syrien ausgeflogen.
- 3. März: Auf dem 26. Parteitag der KPdSU wird Leonid Breschnew als Generalsekretär und die gesamte Parteiführung in ihren Ämtern bestätigt.
- 4. März: Der deutsche Bundespräsident Karl Carstens besucht Indien (bis 9. März), wo er Ministerpräsidentin Indira Gandhi und andere führende Politiker trifft.
- 5. März: In Nürnberg werden nach Vandalismus bei einer Demonstration 141 Personen im Kulturzentrum KOMM verhaftet.
- 5. März: In Paris werden zwei türkische Diplomaten von armenischen Attentätern getötet.
- 6. März: Die damals 31-jährige Marianne Bachmeier erschießt im Lübecker Landgerichtssaal den mutmaßlichen Mörder ihrer Tochter Anna.

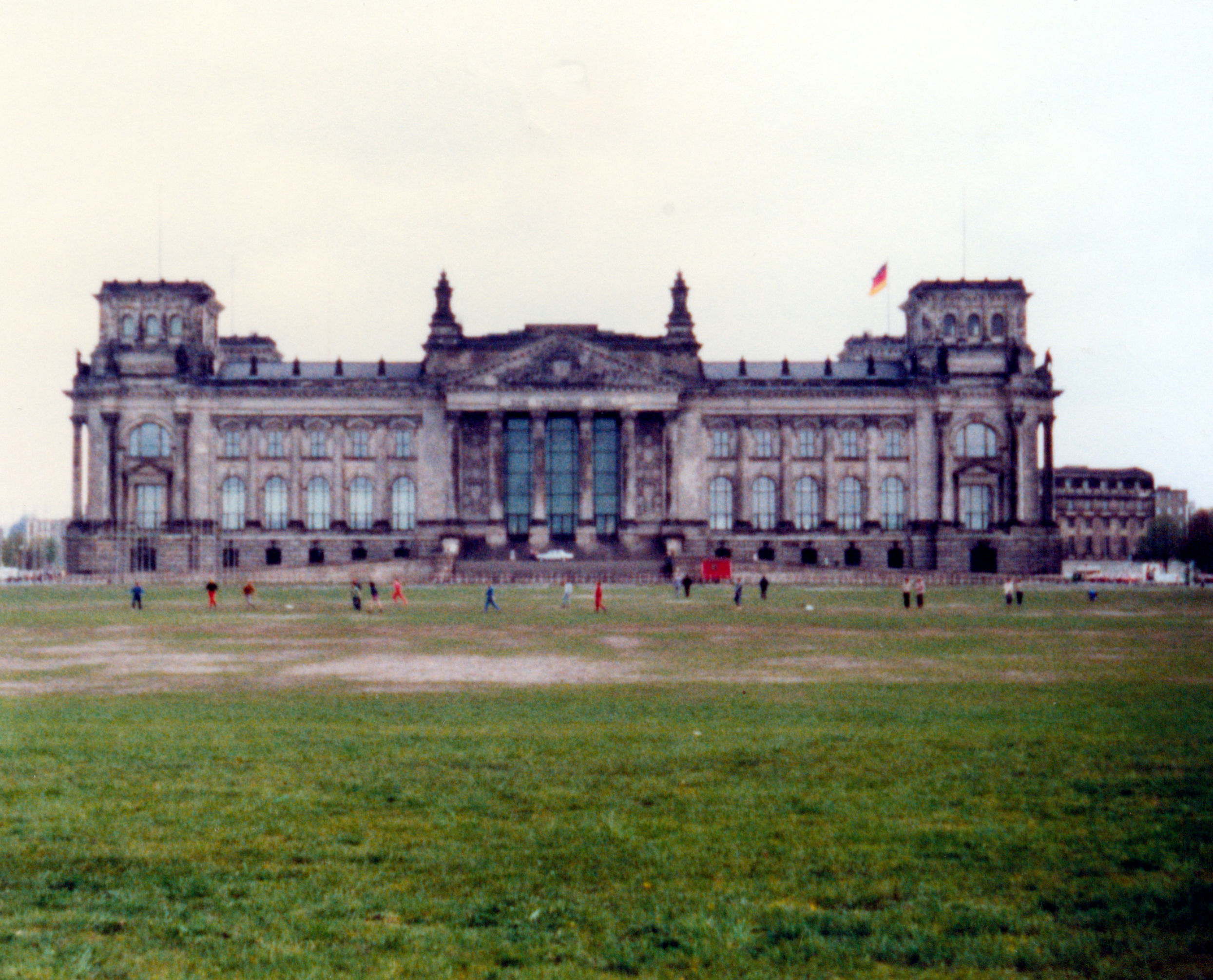
Reichstagsgebäude im Jahr 1982

- 13. März: In Berlin wird ein Anschlag auf das Reichstagsgebäude durchgeführt, wobei 50.000 D-Mark Sachschaden entsteht; zwei der drei Täter werden gefasst.
- 15. März: In Surinam scheitert ein Staatsstreich vorwiegend rechter Kreise.
- 15. März: Aus der Präsidentenwahl in der Zentralafrikanischen Republik geht der bisherige Staatspräsident Dacko mit etwas mehr als 50 % der abgegebenen Stimmen als Sieger hervor.
- 16. März: In Mauretanien wird ein Staatsstreich niedergeschlagen, bei dem jedoch 85 Menschen ums Leben kommen.
- 19. März: In Polen spitzt sich die Lage zu, nachdem Gewerkschaftsmitglieder von Solidarność in Bromberg zusammengeschlagen worden sind.
- 19. März: Die Bundesrepublik lässt mehrere DDR-Spione frei, darunter auch Christel Guillaume, um DDR-Häftlinge freizukaufen.
- 19. März: Im Iran-Irak-Krieg startet die iranische Seite eine große Gegenoffensive in der Schlacht von Dezful, die jedoch letztlich ohne Sieger bleibt.
- 20. März: Maria Estela Peron, vormalige Präsidentin, wird in Argentinien zu acht Jahren Haft verurteilt.
- 22. März: Bei den Kommunalwahlen in Hessen erreichen die Grünen spektakuläre Gewinne, während CDU und SPD mehr oder weniger große Verluste einfahren.
- 26. März: In Großbritannien gründen ehemalige Mitglieder der Labour-Partei die Sozialdemokratische Partei Großbritanniens.
- 27. März: Eine Boeing 737 der honduranischen Luftfahrtgesellschaft TAN Honduras mit Ziel New Orleans wird von Angehörigen der linksgerichteten nationalen Befreiungsbewegung nach Managua (Nicaragua) entführt, wo die Entführer am 29. März aufgeben und ihre 49 Geiseln freilassen.
- 28. März: In Indonesien wird eine DC-9 der indonesischen Luftfahrtsgesellschaft von moslemischen Terroristen entführt und über Malaysia nach Bangkok gezwungen; die Entführer fordern die Freilassung von 84 politischen Häftlingen in Indonesien und werden am 31. März von einem Elitekommando überwältigt, ohne die Geiseln zu schädigen.
- 30. März: Bei einem Attentat wird US-Präsident Ronald Reagan in Washington, D. C., verletzt, der Attentäter John Hinckley, Jr. wird gefasst.
- 30. März: Der deutsche Innenminister Gerhart Baum verabschiedet den seit 1971 amtierenden Chef des Bundeskriminalamts, Horst Herold; neuer BKA-Chef wird ab 1. April Heinrich Boge.

#### April
- 1. April: In Thailand versuchen die „Jungtürken“ unter Führung von General San Chipatima einen Putsch gegen die Regierung von Ministerpräsident Prem Tinsulanonda. Der Putsch endet erfolglos am 3. April und die Umstürzler fliehen ins Ausland.
- 1. April: Österreich wird erstes assoziiertes Mitglied der Europäischen Weltraumorganisation ESA.
- 2. April: Im Libanon brechen die schwersten Kämpfe zwischen syrischen Truppen und christlichen Milizen seit 1978 aus; Beirut und Zahlé sind besonders betroffen.
- 2. April: Der Ministerpräsident von Belgien, Wilfried Martens, tritt aufgrund tiefgreifender Meinungsverschiedenheiten mit dem sozialistischen Koalitionspartner zurück, siehe 6. April.
- 2. April: Der deutsche Außenminister Hans-Dietrich Genscher besucht bis zum 4. April Moskau, um mit Andrei Gromyko und Leonid Breschnew Gespräche über die Raketenrüstung in West und Ost zu führen.
- 3. April: Samoa wird Mitglied in der UNESCO.
- 3. April: Als Folge von Unruhen in der überwiegend von Albanern bewohnten Provinz Kosovo vom 11. März verhängt Jugoslawien den Ausnahmezustand; sie fordern eine eigenständige Republik Kosovo innerhalb Jugoslawiens.
- 4. April: In Israel gründet Mosche Dajan eine neue Partei, die Bewegung für nationale Erneuerung.
- 6. April: In Belgien wird der bisherige Finanzminister Mark Eyskens als neuer Ministerpräsident vereidigt.
- 7. April: In Rom wird ein Gefängnisaufseher von Terroristen erschossen.
- 8. April: In Köln wird in der U-Bahn-Station Neumarkt ein Bombenanschlag verübt, 7 Menschen werden verletzt.
- 10. April: Der zu 14 Jahren Haft verurteilte IRA-Terrorist Bobby Sands wird ins britische Unterhaus gewählt.
- 11. April: Maxim Dmitrijewitsch Schostakowitsch und dessen Sohn Dimitri setzen sich nach einem Gastspiel in Fürth in den Westen ab.

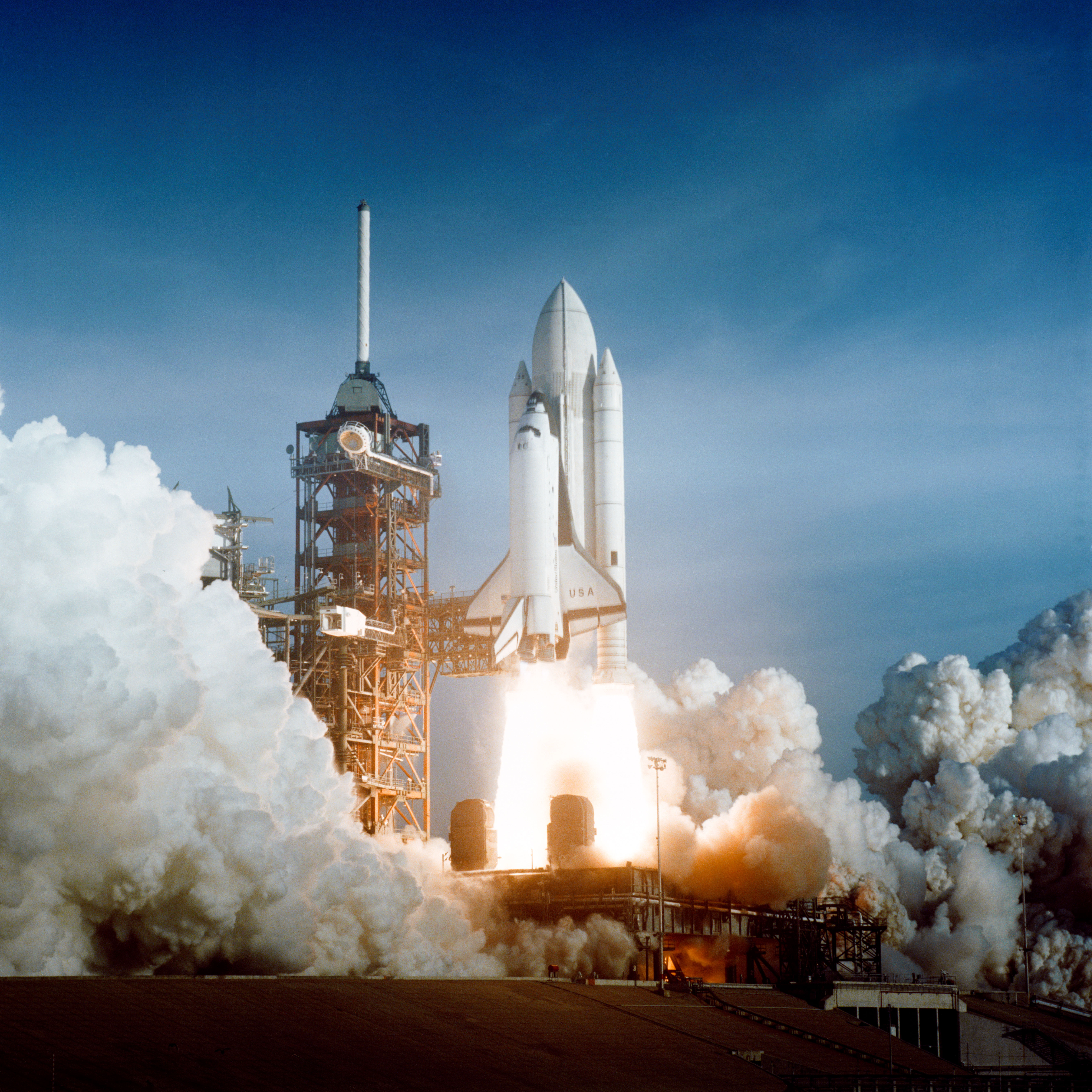
Start der Columbia

- 12. April: Erster Start eines Space Shuttle, der Raumfähre Columbia, nach Komplikationen mit einem Computer.
- 16. April: Sigurd Debus, der zur Terroristenszene gezählt wird, stirbt in einem Hamburger Krankenhaus an den Folgen eines Hungerstreiks für verbesserte Haftbedingungen.
- 17. April: Die polnische Regierung sagt in einem Abkommen die offizielle Anerkennung der Gewerkschaft „Solidarität privater Bauern“ zu.
- 20. April: In El Salvador sterben bei einem Massaker in San Martin acht Menschen.
- 22. April: Der spanische Ministerpräsident Leopoldo Calvo-Sotelo besucht auf seiner ersten Auslandsreise die Bundesrepublik Deutschland, u. a. um für die Aufnahme Spaniens in die Europäische Gemeinschaft und die NATO zu werben.
- 23. April: Die Bahamas werden Mitglied in der UNESCO.

#### Mai
- 1. Mai: Der Wiener Stadtrat Heinz Nittel wird von einem Palästinenser erschossen.
- 3. Mai: Israels Ministerpräsident Menachem Begin kritisiert Bundeskanzler Helmut Schmidt, nennt ihn „geldgierig“ und rückt ihn in die Nähe des Nationalsozialismus.
- 4. Mai: In Turin beginnt ein Massenprozess gegen italienische Terroristen.
- 4. Mai: In Madrid und Barcelona sterben vier Sicherheitskräfte bei Anschlägen.
- 4. Mai: Ziaur Rahman, Ministerpräsident von Bangladesch, besucht die Bundesrepublik.
- 5. Mai: In Nordirland brechen nach dem Tod des IRA-Mitglieds Bobby Sands schwere Unruhen aus.
- 7. Mai: In Madrid werden drei Militärs bei einem Anschlag getötet.

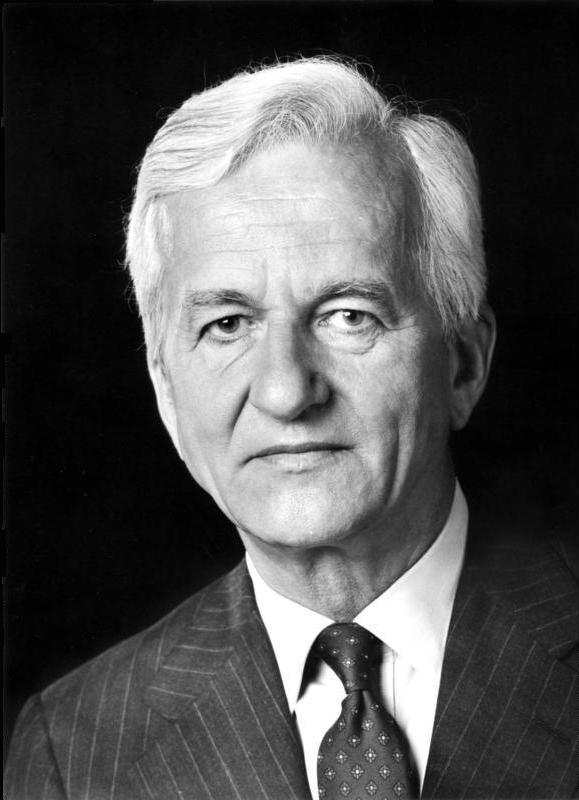
Richard v. Weizsäcker

- 10. Mai: Bei den Wahlen zum Abgeordnetenhaus von Berlin siegt die CDU mit ihrem Spitzenkandidaten Richard von Weizsäcker, die Alternative Liste schafft den Sprung ins Landesparlament; damit ist nach dem Ende des Senats von Dietrich Stobbe (SPD) auch sein Nachfolger Hans-Jochen Vogel (SPD) gescheitert.
- 10. Mai: Präsidentschaftswahl in Frankreich 1981: François Mitterrand wird Nachfolger von Valéry Giscard d’Estaing als französischer Staatspräsident.
- 11. Mai: Der hessische Wirtschaftsminister Heinz-Herbert Karry wird in seiner Wohnung in Frankfurt-Seckbach von Terroristen im Schlaf erschossen.
- 11. Mai: Bundeskanzler Helmut Schmidt besucht Großbritannien und berät mit Margaret Thatcher die Lage der Europäischen Gemeinschaft nach dem Wechsel der Präsidentschaft in Frankreich.
- 12. Mai: In Polen wird die neue Gewerkschaft privater polnischer Bauern auch juristisch anerkannt.
- 13. Mai: Pistolen-Attentat auf Papst Johannes Paul II. durch den türkischen Rechtsextremisten Mehmet Ali Ağca
- 17. Mai: Der Präsident Brasiliens, J. B. de Figueiredo besucht die Bundesrepublik Deutschland (bis zum 20. Mai).
- 19. Mai: Der Bundesgerichtshof urteilt, dass ein Betroffener kein Anrecht darauf hat, über den Empfänger seiner Daten informiert zu werden.
- 20. Mai: Bundeskanzler Helmut Schmidt reist zu Gesprächen in die USA, wichtigstes Ergebnis: Präsident Reagan bekräftigt das NATO-Angebot an die Sowjetunion zur Rüstungsbegrenzung.
- 23. Mai: In Barcelona kommt es zu einer Geiselnahme, bei der 213 Menschen in einem Bankgebäude festgehalten werden; sie werden einen Tag später von spanischen Antiterror-Spezialeinheiten befreit.
- 24. Mai: Im griechischen Teil von Zypern gewinnen die Kommunisten und die rechtskonservative Partei „Demokratischer Alarm“ je 12 Sitze.
- 25. Mai: Kuwait. Gründung des Golf-Kooperationsrates (GCC) gemeinsam mit Saudi-Arabien, Oman, Bahrain, Katar und den Vereinigten Arabischen Emiraten.
- 25. Mai: Der Erste Bürgermeister von Hamburg, Hans-Ulrich Klose, tritt von seinem Amt zurück.
- 25. Mai: In Bolivien scheitert der zweite Putschversuch innerhalb von zwei Wochen.
- 26. Mai: Parlamentswahlen in den Niederlanden: Christdemokraten bleiben stärkste Partei, verlieren aber zusammen mit den Rechtsliberalen ihre Mehrheit; die Arbeiterpartei verliert stark.
- 26. Mai: Die italienische Regierung tritt als Konsequenz auf die Affäre um die Freimaurerloge P2 zurück.
- 27. Mai: Der Staatsratsvorsitzende der DDR, Erich Honecker, schließt in Japan ein Handels- und Schifffahrtsabkommen ab; Besuch bis 31. Mai.
- 27. Mai: Beim Absturz eines Aufklärungsflugzeugs auf den US-Flugzeugträger Nimitz sterben 14 Menschen, 48 werden verletzt.
- 30. Mai: Bangladesch. Ziaur Rahman, Nachfolger von Mujibur Rahman, wird ermordet.

#### Juni
- 1. Juni: Naïm Khader, Leiter der PLO-Vertretung in Brüssel, wird auf offener Straße erschossen.
- 2. Juni: Der Deutsche Bundestag berät in einer viertägigen Sitzung den Bundeshaushalt 1981 mit einem Volumen von 231.155 Milliarden D-Mark – Ergebnis 269:225.
- 7. Juni: Israelischer Luftangriff auf den irakischen Kernreaktor Osirak, der zur Herstellung von Atombomben bestimmt gewesen sein soll.
- 9. Juni: Für die geplante nukleare Wiederaufbereitungsanlage in der BR Deutschland wird der nordhessische Ort Wethen vorgeschlagen.
- 10. Juni: In der Nähe Roms stürzt der sechsjährige Alfredo Rampi in einen rund 80 Meter tiefen Brunnen; er kann trotz einer aufsehenerregenden Rettungsaktion nicht lebend geborgen werden.
- 11. Juni: Bei den Parlamentswahlen in Irland verliert die regierende Partei Fianna Fáil unter Charles Haughey.
- 11. Juni: In der südiranischen Provinz Kerman findet ein Erdbeben der Stärke 6,8 statt, bei dem mindestens 2.000 Menschen ums Leben kommen.
- 11. Juni: Bei einem Zugunglück in der Nähe von Erfurt kommen 14 Menschen ums Leben, 93 werden verletzt.
- 12. Juni: Der rheinland-pfälzische Ministerpräsident Bernhard Vogel (CDU) bildet seine Regierung um, wobei nur die Ressorts Inneres, Wirtschaft und Landwirtschaft nicht betroffen sind. Kultusministerin Hanna-Renate Laurien wird durch Georg Gölter ersetzt.
- 14. Juni: 99,86 % der Wähler stimmen bei den Wahlen zur Volkskammer der DDR für die Kandidaten der Nationalen Front; erstmals werden auch die Abgeordneten aus Ost-Berlin direkt gewählt, wogegen die Westmächte förmlichen Protest bei der Sowjetmacht in Moskau erheben.
- 15. Juni: Der erste der deutschen Flugabwehrraketenpanzer Roland nimmt bei der Bundeswehr den Dienst auf; Stückpreis 19,5 Millionen D-Mark.
- 14. und 21. Juni: Französische Parlamentswahlen.[1]
- 22. Juni: In Iran wird Staatspräsident Abolhassan Banisadr seines Amtes enthoben.
- 22. Juni: In Berlin wird erstmals seit Bildung der CDU-Regierung ein Haus geräumt. Es kommt zu schweren Krawallen.
- 23. Juni: Der französische Ministerpräsident Pierre Mauroy bildet die Regierung um und beruft vier Mitglieder der Kommunistischen Partei Frankreichs als Minister.
- 24. Juni: Klaus von Dohnanyi, SPD-Landesvorsitzender in Rheinland-Pfalz, wird als Nachfolger von Hans-Ulrich Klose zum Ersten Bürgermeister von Hamburg gewählt.
- 25. Juni: Die DDR-Volkskammer bestätigt Erich Honecker als Staatsratsvorsitzenden und Willi Stoph als Ministerpräsidenten.
- 28. Juni: Der italienische Ministerpräsident Giovanni Spadolini (Republikanische Partei Italiens) ist seit dem Zweiten Weltkrieg der erste Ministerpräsident des Landes, der nicht der Democrazia Cristiana angehört.
- 28. Juni: In Teheran sterben bei einem Anschlag auf die Zentrale der Islamischen Republikanischen Partei 72 Menschen, darunter der Ajatollah Beheschti
- 29. Juni: Willy Brandt und Hans-Jürgen Wischnewski erörtern in Moskau mit Leonid Breschnew Sicherheits- und Abrüstungsfragen.
- 29. Juni: In der Volksrepublik China wird Hua Guofeng als Vorsitzender des ZK der Kommunistischen Partei abgelöst, Nachfolger wird Hu Yaobang.
- 29. Juni: Im Vatikan wird ein Anschlag auf die Peterskirche verhindert, der Täter Giuseppe Santangelo wird festgenommen.
- 30. Juni: Bei der Parlamentswahl in Israel entstehen zwei gleich große Blöcke: der Likud unter Menachem Begin und die Arbeiterpartei unter Shimon Peres. Keiner von beiden erreicht jedoch die absolute Mehrheit.
- 30. Juni: Im 474 Verhandlungstage dauernden dritten Majdanek-Prozess verhängt das Landgericht Düsseldorf die Urteile: die SS-Aufseherin Hermine Braunsteiner-Ryan erhält lebenslange Freiheitsstrafe, weitere sieben Angeklagte zwischen drei und zwölf Jahren, ein Freispruch.

#### Juli
- 1. Juli: Mit dem 1. Gesetz zur Bekämpfung der Umweltkriminalität (UKG) und 18. Strafrechtsänderungsgesetz werden in der Bundesrepublik Deutschland einige wichtige Normen des Umweltstrafrechts in den dafür neugeschaffenen 29. Abschnitt des StGB eingefügt.
- 4. Juli: In Großbritannien beginnt eine zweiwöchige Welle der Gewalt mit einer Straßenschlacht zwischen Rechtsradikalen und Asiaten in London, deren Ursache die Jugendarbeitslosigkeit ist.
- 6. Juli: Die frühere argentinische Staatspräsidentin Maria Estela Perón wird nach fünfjährigem Hausarrest auf freien Fuß gesetzt und fliegt am 9. Juli nach Spanien.
- 7. Juli: Das Europäische Parlament beschließt, Sitzungen zukünftig in Straßburg statt in Luxemburg abzuhalten.
- 12. Juli: Zweitägige Konsultationen der deutschen und französischen Regierungen finden in Bonn statt, erstmals mit Staatspräsident François Mitterrand an der Spitze der französischen Delegation.
- 14. Juli: Der bayerische Ministerrat sorgt erstmals für die Ausrüstung der Polizei mit dem Reizgas CS als Kampfmittel gegen gewalttätige Demonstranten.
- 16. Juli: Bundeskanzler Helmut Schmidt besucht Kanada, um den Ministerpräsidenten Pierre Elliott Trudeau zu treffen und am Weltwirtschaftsgipfel in Ottawa teilzunehmen (Rückkehr am 22. Juli).
- 16. Juli: Hans-Otto Scholl, FDP-Vorsitzender in Rheinland-Pfalz erklärt nach Berichten über sein unregelmäßiges Finanzgebaren als Geschäftsführer des Verbandes der Pharmazeutischen Industrie seinen Rücktritt.
- 17. Juli: Im Süden des Libanon kommen bei israelischen Luftangriffen auf palästinensische Stellungen 134 Menschen ums Leben.
- 18. Juli: Demokratisierungsprozess in Polen: mit Stanisław Kania wird als erster Parteichef der Polnischen Vereinigten Arbeiterpartei in geheimer Wahl erneut gewählt.
- 19. Juli: In Neuseeland beginnt die Tour der südafrikanischen Rugby-Union-Nationalmannschaft, begleitet von heftigen Anti-Apartheid-Protesten.
- 20. Juli: Karl-Heinz Hansen wird aus dem SPD-Bezirk Niederrhein ausgeschlossen, nachdem dieser wiederholt Bundeskanzler Schmidt und die deutsche Bundesregierung heftig kritisiert hatte.
- 21. Juli: Der 7. G7-Gipfel in Ottawa endet mit weitgehender Übereinstimmung in allen wichtigen Punkten darunter die Bekämpfung der Arbeitslosigkeit und der Inflation sowie der Verstärkung der Entwicklungshilfe. Nur die Hochzinspolitik in den USA wird kritisiert.
- 22. Juli: Der türkische Papst-Attentäter Mehmet Ali Ağca wird zu lebenslanger Haft verurteilt.
- 23. Juli: Der italienische Regionalpolitiker Ciro Cirillo wird von den Roten Brigaden nach dreimonatiger Entführung freigelassen.
- 28. Juli: In München wird der Redakteur des US-Senders Radio Free Europe, Emil-Valer Georgescu, mit Messerstichen schwer verletzt.
- 29. Juli: Der iranische Ex-Staatspräsident Abolhassan Banisadr flüchtet in einer Militärmaschine nach Frankreich.
- 30. Juli: In Gambia findet ein Putsch marxistischer Rebellen gegen Staatspräsident Jawara statt, der am 6. August niedergeschlagen werden kann.

#### August
- 1. August: Der INLA-Häftling Kevin Lynch stirbt nach einem Hungerstreik im Gefängnis von Belfast.
- 3. August: In Polen kommt es zu Demonstrationen wegen der schlechten Versorgung mit Lebensmitteln.
- 3. August: In den USA streikt der weitaus größte Teil der etwa 15.000 Fluglotsen.
- 3. August: In Bolivien putschen die Generale Alberto Natusch Busch und Lucio Anez gegen den Staatspräsidenten Luis Garcia Meza, der am 4. August zurücktritt.
- 3. August: In Bonn besetzen iranische Studenten aus Protest gegen die Mullahregierung unter Ayatollah Khomeini die iranische Botschaft.
- 4. August: In Rheinau-Freistett wird der Arzt Karl-Heinz Welsche entführt und am 13. August auf einem Parkplatz in Frankfurt am Main ermordet aufgefunden.
- 5. August: Nach langwierigen Koalitionsverhandlungen stellt Menachem Begin die neue Regierung Israels vor, die über 61 von 120 Sitzen im Parlament verfügt.
- 6. August: US-Präsident Ronald Reagan trifft die Entscheidung für den Bau der Neutronenbombe.
- 11. August: In Portugal tritt Ministerpräsident Francisco Pinto Balsemão zurück.
- 14. August: In Cadiz entführen iranische Regimegegner ein Schnellboot der iranischen Marine.
- 14. August: In Rückersdorf bei Nürnberg wird Ingeborg Schmechting, die Frau des Chefs von Foto-Quelle, bei einem missglückten Entführungsversuch getötet.
- 14. August: Die nationale Gedenkstätte Ntaba KaNdoda im Autonomiegebiet Ciskei wird eröffnet.
- 19. August: In Libyen schießen amerikanische Kampfflugzeuge zwei libysche Militärmaschinen vor der Küste ab.
- 26. August: Ein Autofahrer durchbricht mit seinem PKW die Berliner Mauer.
- 29. August: Bei einem Handgranatenanschlag auf das jüdische Gemeindezentrum in Wien sterben zwei Menschen und 20 werden verletzt.
- 30. August: In Teheran sterben bei einem Bombenanschlag der Staatspräsident Mohammad Ali Radschāʾi, der Ministerpräsident Mohammed Dschawad Bahonar und fünf weitere Personen.
- 30. August: In Karlsruhe explodiert nahe dem Bundesverfassungsgericht eine selbstgebastelte Bombe.
- 31. August: In Ramstein werden bei einem Bombenanschlag auf das Hauptquartier der US-Luftstreitkräfte in der Ramstein Air Base zwei Deutsche und 18 Amerikaner verletzt.

#### September

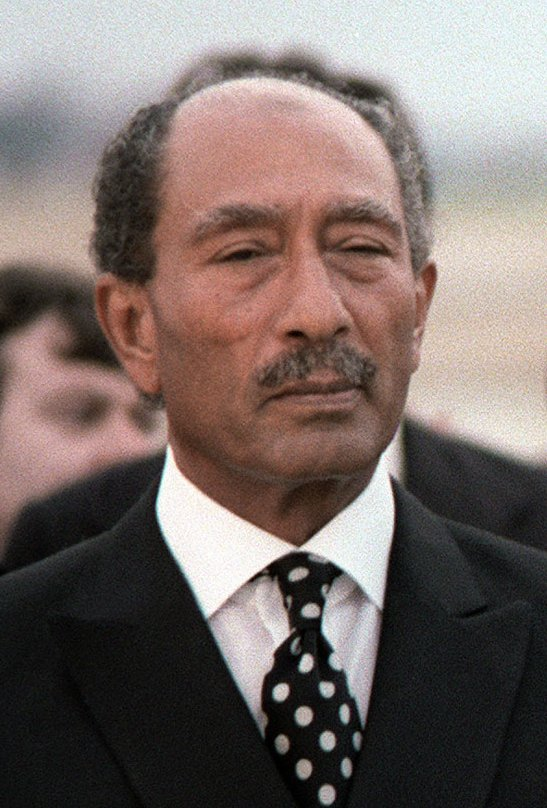
Ägyptens Staatspräsident Anwar as-Sadat (1918–1981)

- 1. September: In der Deutschen Demokratischen Republik (DDR) wird die vormilitärische Ausbildung durch die Gesellschaft für Sport und Technik (GST) als Pflichtfach in den Erweiterten Oberschulen (EOS) und Spezialschulen der Jungen ab der 11. Klasse. Mädchen erhalten zur Vorbereitung auf die Zivilverteidigung entsprechende Sanitätskurse, können aber auch am Ausbildungs- und Wehrsportprogramm für Jungen teilnehmen.
- 1. September: In der Zentralafrikanischen Republik findet ein unblutiger Staatsstreich statt; Generalstabschef André Kolingba löst Staatspräsident David Dacko ab.
- 1. September: General Gregorio Álvarez wird neuer Staatspräsident von Uruguay.
- 2. September: In Iran wird der bisherige Innenminister Ajatollah Mohammed Reza Mahdavi-Kani neuer Ministerpräsident.
- 4. September: General Celso Torrelio Villa wird als neuer Staatspräsident von Bolivien vereidigt.
- 5. September: Der ägyptische Staatspräsident Anwar as-Sadat gibt strenge Maßnahmen gegen islamische Extremisten bekannt und setzt das Oberhaupt der Koptisch-orthodoxen Kirche in Ägypten ab.
- 9. September: Die Bundesrepublik Deutschland schränkt das Recht auf Arbeit für Asylbewerber weiter ein: Asylbewerber, die nicht aus Ostblockländern kommen, müssen künftig zwei Jahre auf eine Arbeitserlaubnis warten, statt bisher ein Jahr.
- 10. September: In der Volksrepublik Polen fordert die Gewerkschaft Solidarität zum Abschluss ihres Kongresses in Danzig freie Parlamentswahlen, die Arbeiterselbstverwaltung und gleiche Rechte für jedermann.
- 11. September: Bundeskanzler Helmut Schmidt reist zu einem Staatsbesuch nach Italien und wird am 12. September von Papst Johannes Paul II. in dessen Sommerresidenz Castel Gandolfo empfangen.
- 13. September: Der US-amerikanische Außenminister Alexander Haig besucht den Westteil von Berlin sowie Bonn. Eine Gruppe von Demonstranten setzt sich gewaltsam mit der Berliner Polizei auseinander, nachdem vorher 50.000 Demonstranten ihren Protest friedlich geäußert haben.
- 15. September: In Heidelberg wird vom „Kommando Gudrun Ensslin“ der Rote Armee Fraktion (RAF) auf den Oberbefehlshaber der US-amerikanischen Landstreitkräfte in Europa, Frederick Kroesen, ein Anschlag verübt, bei dem dieser leicht verletzt wird.
- 15. September: Ägypten weist den Botschafter der Sowjetunion sowie sechs weitere Diplomaten aus, die hinter einer Verschwörung gegen die Regierung von Anwar as-Sadat stehen sollen.
- 15. September: Vanuatu wird Mitglied bei den Vereinten Nationen
- 18. September: Ein Flugzeug der polnischen Luftfahrtgesellschaft LOT wird nach West-Berlin entführt; zusammen mit den Entführern beantragen sechs polnische und zwei ungarische Fluggäste politisches Asyl.
- 20. September: Gefängnisausbruch und bewaffnete Geiselnahme in Frankfurt (Oder) durch André Baganz und drei Mittäter.
- 21. September: Belize wird unabhängig.
- 21. September: Die Bundesrepublik Deutschland erkennt Belize als unabhängigen Staat an.
- 25. September: Belize wird Mitglied bei den Vereinten Nationen.
- 29. September: Die EG billigt Fischereiverträge mit Kanada, Schweden und den Färöer-Inseln, wodurch die deutsche Hochseefischer einen großen Teil ihrer traditionellen Fanggründe zurückerhalten.
- 30. September: In Frankreich wird die Todesstrafe abgeschafft.

#### Oktober
- 1. Oktober: Ein Bombenanschlag auf ein Büro der PLO in Beirut fordert 92 Todesopfer, über 200 Menschen werden verletzt.
- 1. Oktober: Der DDR-Spion Günter Guillaume wird nach mehr als siebenjähriger Haft in die DDR entlassen, nachdem er am 28. September von Bundespräsident Karl Carstens begnadigt worden war.
- 2. Oktober: Ali Chamenei wird als dritter Präsident der Islamischen Republik Iran und als Nachfolger des ermordeten Mohammed Ali Radschei gewählt und am 13. Oktober vereidigt.
- 3. Oktober: Der Hungerstreik im HM Prison Maze im nordirischen Belfast wird nach sieben Monaten für beendet erklärt. Zehn von den Briten gefangene Mitglieder der IRA und INLA sind im Streikverlauf wegen Essensverweigerung gestorben.
- 5. Oktober: Neuordnung im EWS – die D-Mark und der niederländische Gulden werden um 5,5 % aufgewertet, der französische Franc und die italienische Lira um 3 % abgewertet.
- 6. Oktober: In Ägypten wird Präsident Anwar as-Sadat ermordet. Vizepräsident Mohamed Hosni Mubarak übernimmt sein Amt.
- 6. Oktober: In Frankfurt schützen mehrere Tausend Polizeibeamte und Beamte des Bundesgrenzschutzes den Beginn der Bauarbeiten zur Erweiterung des Frankfurter Flughafens.
- 10. Oktober: In der Bundeshauptstadt Bonn demonstrieren 300.000 Menschen für den Frieden: Friedensdemonstration im Bonner Hofgarten 1981
- 14. Oktober: In Ägypten wird Husni Mubarak zum Staatspräsidenten gewählt. Er ist Nachfolger des durch ein Attentat ermordeten Anwar as-Sadat.
- 26. Oktober: Die Bundesrepublik Deutschland schließt mit Ägypten ein Abkommen über die Zusammenarbeit bei der friedlichen Nutzung der Kernenergie
- 28. Oktober: Das sowjetische U-Boot „U 137“ läuft vor der schwedischen Marinebasis Karlskrona auf Grund. Der Vorfall ist Anlass, bei weiteren in den 1980er Jahren in schwedischen Gewässern gesichteten U-Booten unbekannter Nationalität die Sowjetunion als Drahtzieher zu vermuten. Der Keim für die schwedische U-Boot-Affäre ist gelegt.

#### November
- 1. November: Antigua und Barbuda erhält seine Unabhängigkeit
- 8. November: Parlamentswahlen in Belgien
- 11. November: Antigua und Barbuda wird Mitglied bei den Vereinten Nationen
- 17. November: Luftverkehrsabkommen zwischen Taiwan und der Bundesrepublik Deutschland

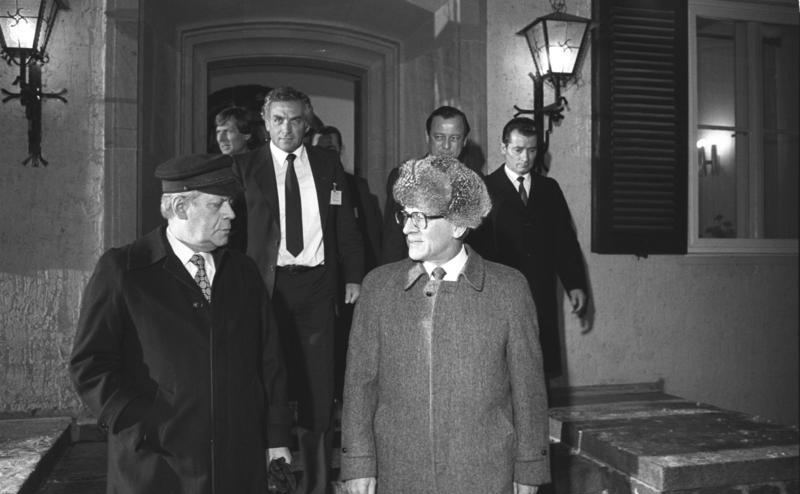
H. Schmidt und E. Honecker am 12. Dezember am Döllnsee

#### Dezember
- 11. Dezember: Erich Honecker empfängt Bundeskanzler Helmut Schmidt anlässlich dessen Staatsbesuchs in der DDR im Schloss Hubertusstock am Werbellinsee.
- 11./12. Dezember: Eine Todesschwadron des Militärregimes von El Salvador verübt ein Massaker im Dorf El Mozote mit rund 1.000 Toten.
- 12. Dezember: Senegal und Gambia schließen einen Vertrag, der die Bildung der Konföderation Senegambia ab 1. Februar 1982 regelt. Der Staatenbund scheitert jedoch einige Jahre später.
- 13. Dezember: (bis 22. Juli 1983): In Warschau verhängt Wojciech Jaruzelski, der neue Partei- und Staatschef in Polen, das Kriegsrecht. Die Gewerkschaft „Solidarität“ wird verboten.
- 15. Dezember: Die Generalversammlung der Vereinten Nationen folgt dem Vorschlag des Sicherheitsrats der Vereinten Nationen und ernennt den Peruaner Javier Pérez de Cuéllar zum neuen Generalsekretär.
- 23. Dezember: In der Bundesrepublik Deutschland ersetzt das Bundesausbildungsförderungsgesetz (BAföG) das geplante Ausbildungsplatzförderungsgesetz (AP1FG), das im Bundesrat die Zustimmung verfehlte und im Dezember 1980 vom Bundesverfassungsgericht für nichtig erklärt wurde.
- 31. Dezember: Ghana. Revolutionsregierung unter Jerry Rawlings

### Wirtschaft
- 1. Januar: Der ECU (European Currency Unit) wird als einzige EG-Verrechnungseinheit in der Europäischen Gemeinschaft eingeführt.
- 13. Februar: Der australische Medienunternehmer Rupert Murdoch erwirbt die traditionsreichen Londoner Zeitungen The Times und The Sunday Times.
- 10. Juni: In Stuttgart rollt der letzte Mercedes-Benz 600 vom Band ins Museum.
- 25. Juni: Das Braunschweiger Fotounternehmen Rollei beantragt Liquidation.
- 2. Juli: Gründung der Infosys Technologies.
- 7. Juli: Der Europäische Gerichtshof (EuGH) urteilt, dass abgabenfreie Einkäufe auf Butterfahrten in der Nord- und Ostsee mit EWG-Recht unvereinbar seien.
- 17. Juli: Doppelbesteuerungsabkommen zwischen Deutschland und Kanada.
- 22. September: Einweihung des Hochgeschwindigkeitszuges TGV durch François Mitterrand.
- 20. November: Die westdeutsche Ruhrgas AG und die sowjetische Außenhandelsorganisation Sojuz-Gas-Export vereinbaren in Essen ein gemeinsames Erdgasgeschäft.
- Das Unternehmen Dickmann (Schokoküsse) wird vom Unternehmen Storck übernommen.

### Wissenschaft und Technik
- 29. Januar: Das Synchrotronstrahlungslabor HASYLAB des Deutschen Elektronen-Synchrotrons DESY wird nach zweijähriger Bauzeit seiner Bestimmung übergeben.
- 5. März: Sinclair Research veröffentlicht den Heimcomputer ZX81, der das Zeitalter des Computers als Massenware einläutet.
- 1. April: Auf der Hannover-Messe wird eine Schreibmaschine mit chinesischen Schriftzeichen präsentiert.
- 2. April: Österreich wird erstes assoziiertes Mitglied der Europäischen Weltraumorganisation (ESA).
- 16. April: In Adrano (Sizilien) geht Europas erste Photovoltaik-Freiflächenanlage in Betrieb.
- 17. April: In der Nähe von Levkanti auf Euböa wird bei Ausgrabungen der wahrscheinlich älteste antike Tempel entdeckt.
- April: Microsoft stellt MS-DOS v1.0 fertig. Ausgeliefert wird es aufgrund vieler Fehler aber erst 1982 in der Version 1.14.
- 6. Mai: Das Auto- und Technikmuseum Sinsheim wird eröffnet.
- 15. Juni: Abkommen über wissenschaftlich-technologische Zusammenarbeit zwischen Portugal und Deutschland
- 8. Juli: In Bottrop wird eine Großversuchsanlage zur Kohleverflüssigung eingeweiht.

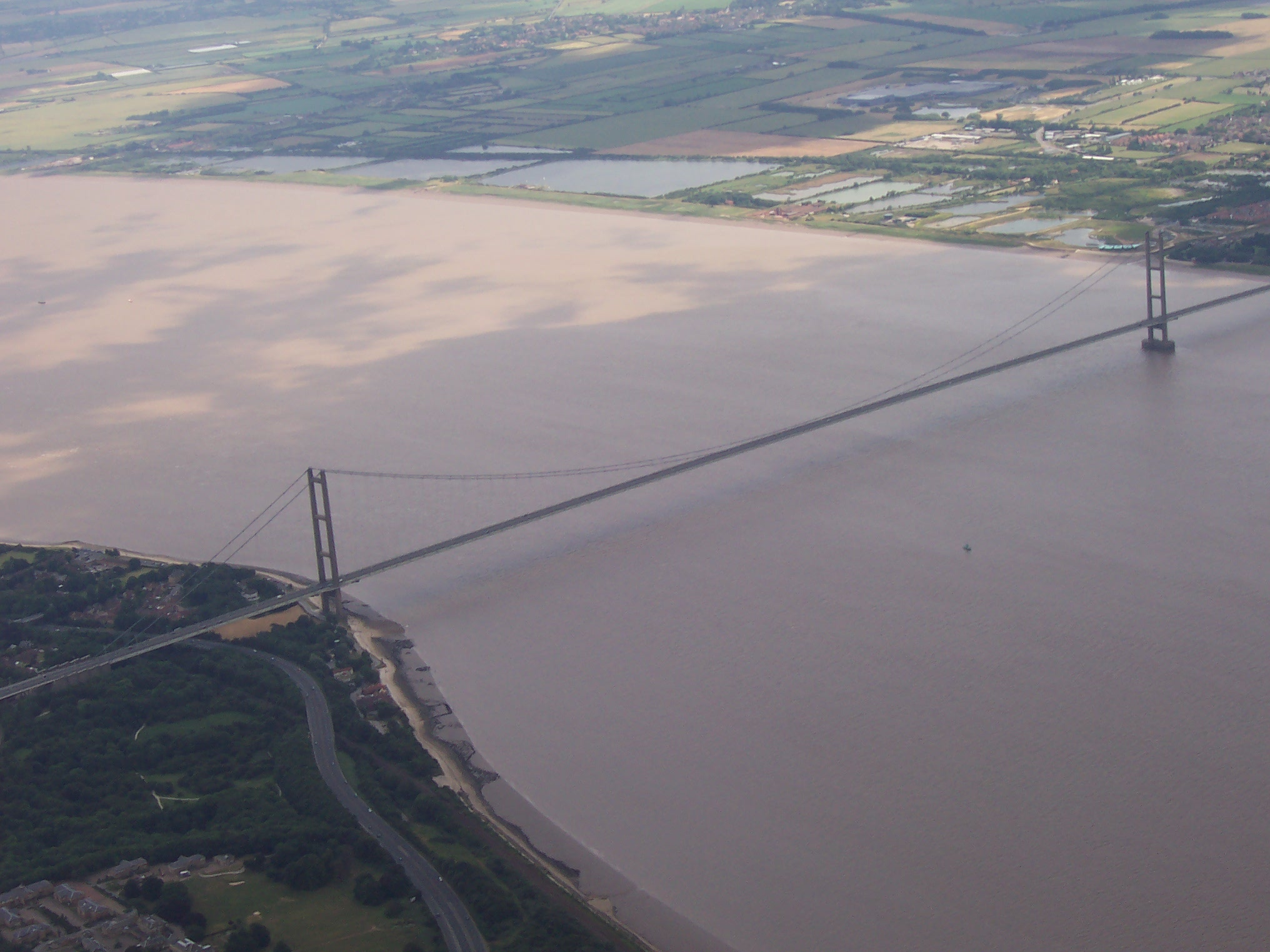
Humber-Brücke

- 17. Juli: Die britische Königin Elisabeth II. eröffnet die über den Humber führende Humber-Brücke, eine der längsten Hängebrücken der Erde.

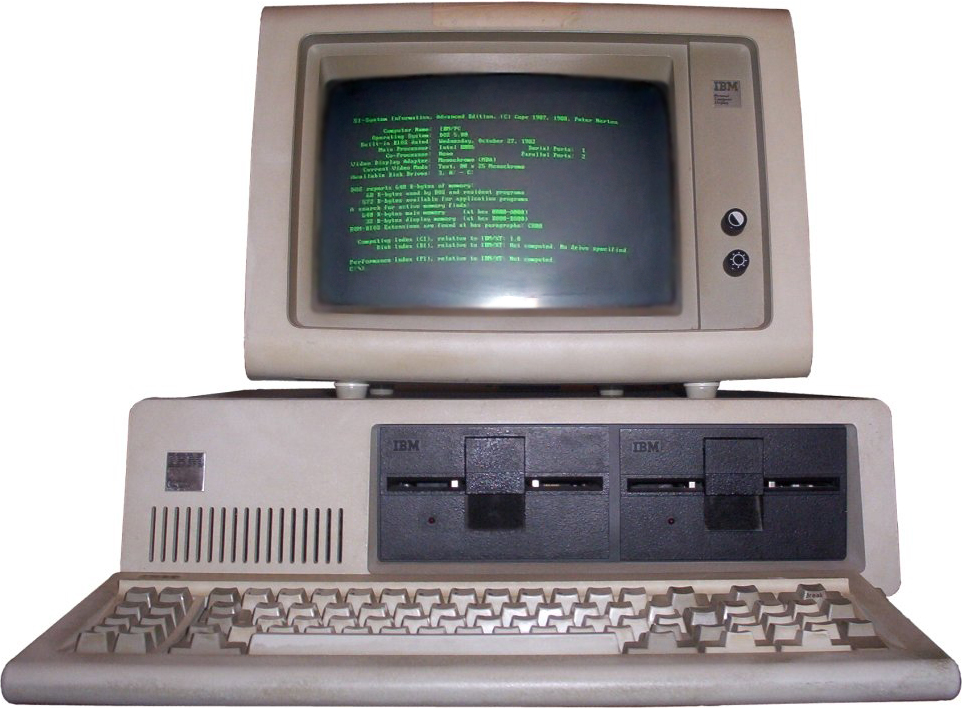
IBM PC Model 5150

- 12. August: Das US-amerikanische Unternehmen IBM stellt den PC 5150 vor, den ersten Personal Computer (PC) von IBM und Begründer der IBM-PC-kompatiblen Computer.
- 25. August: Die amerikanische Raumsonde Voyager 2 fliegt an Saturn vorbei und liefert viele Fotos von Saturn, seinen Ringen und Monden.
- 12. November: Nach 84 Stunden und 9.244 km landen der US-Amerikaner Ben Abruzzo und seine Besatzung mit ihrem Ballon Double Eagle V nach der ersten Überquerung des Pazifiks in einem Ballon im Mendocino National Forest in Kalifornien.
- 28. Dezember: In den Vereinigten Staaten kommt Elizabeth Carr als Retortenbaby zur Welt. Sie ist das erste durch künstliche Befruchtung geborene Kind in der US-Geschichte.
- Der US-Seuchenschutz berichtet erstmals über die Immunkrankheit AIDS.
- Auf der Funkausstellung 1981 in Berlin wird die Compact Disc erstmals öffentlich vorgestellt.
- Die National Science Foundation gründet das Computer Science Network (CSNET), einen Vorgänger des heutigen Internets.

### Kultur
- 14. Januar: In Berlin findet die Uraufführung von Lili Marleen (Regie: Rainer Werner Fassbinder) statt.
- 19. Januar: Der Mendelssohn-Bartholdy-Preis geht an Yu-Ching Lin und Wolfgang Manz.
- 22. Januar: Die Schriftstellerin Marguerite Yourcenar wird als erste Frau in die Académie française aufgenommen.
- 22. Januar: Der seit November 1980 in Deutschland lebende Schriftsteller und Germanist Lew Kopelew wird aus der Sowjetunion ausgebürgert.
- 13. Februar: Im Haus der Kunst (München) beginnt eine umfassende Ausstellung zum Werk Pablo Picassos (bis zum 20. April).

Cover des Albums The Wall

- 13. Februar: In Westfalenhalle in Dortmund läuft die Premiere von Pink Floyds „The Wall“.
- 13. Februar: Bei den Berliner Filmfestspielen werden Preise vergeben: der Goldene Bär geht an den spanischen Film Deprisa, Deprisa! von Carlos Saura, der Silberne Bär an den indischen Beitrag von Mrinal Sen Anatomie einer Hungersnot und den Schweizer Film das Boot ist voll von Markus Imhoof.
- 17. Februar: In Düsseldorf wird ein Denkmal zum 125. Todestag von Heinrich Heine eingeweiht.
- 19. Februar: In Düsseldorf wird Walter Jens mit dem mit 25.000 DM dotierten Heinrich-Heine-Preis ausgezeichnet, Martin Walser erhält die Heine-Medaille.
- 28. März: Eröffnung des Neubaus der Neuen Pinakothek in München.
- 8. April: In Neumünster wird der Hans-Fallada-Preis an den DDR-Autor Erich Loest vergeben.
- 10. April: Der Bundesfilmpreis (mit je 300.000 DM) geht an Jörg Graser (Der Mond ist nur a nackerte Kugel), Wim Wenders (Nick's Film – Lightning over water), Adolf Winkelmann (Jede Menge Kohle) und Walter Bockmayer und Rolf Buehrmann (Looping).
- 6. Mai: Der Friedenspreis des Deutschen Buchhandels (25.000 DM) geht an Lew Kopelew.
- 13. Mai: Bei den 34. Internationalen Filmfestspielen in Cannes erhält der polnische Film „Der Mann aus Eisen“ die goldene Palme.
- 22. Mai: Bei einer Versteigerung in New York erzielt Pablo Picassos „Selbstporträt“ 12,2 Millionen DM.
- 29. Mai: In den Rheinhallen in Köln wird die Ausstellung Westkunst eröffnet.
- 1. Juni: Alf Schuler erhält den Kunstpreis der Böttcherstraße, Bremen (15.000 DM)
- 4. Juni: Der Maler Emil Schumacher erhält den Rubens-Preis, Siegen (10.000 DM)
- 12. Juni: Im Juni spielen in Köln beim Festival „Theater der Welt“, das erstmals stattfand, mehr als 30 Theatergruppen aus 15 Ländern (bis 26. Juni).
- 22. Juni: Der Schriftsteller Martin Walser erhält in Darmstadt den Georg-Büchner-Preis (20.000 DM).

Logo der Serie „Dallas“

- 17. Juli: Joachim Seyppel erhält in Minden den Kogge-Literaturpreis (10.000 DM).
- 16. August: In Berlin wird die Ausstellung „Preußen – Versuch einer Bilanz“ eröffnet (bis 15. November).

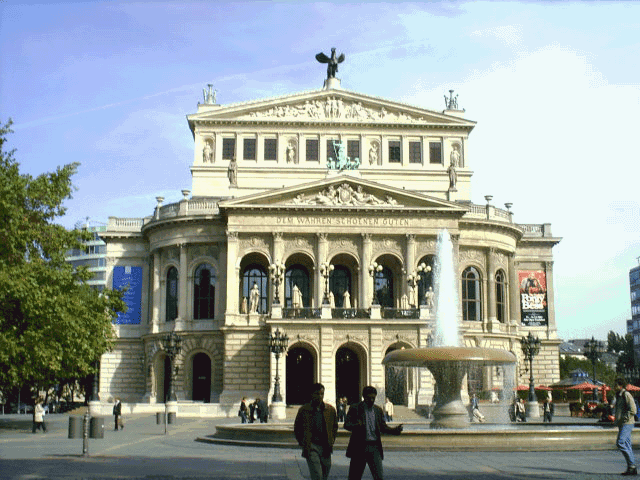
Die Alte Oper in Frankfurt

- 28. August: In Frankfurt am Main wird die Alte Oper wieder eröffnet.
- 19. September: Nach längerer Pause treten Simon & Garfunkel im Central Park gemeinsam auf, den Bürgermeister Ed Koch und die New Yorker Stadtverwaltung aus Kostengründen schließen wollen. Geschätzte 500.000 Zuschauer finden sich zum Concert in Central Park ein.
- 12. Oktober: Rudi Carrell persifliert erstmals in der ARD mit seiner Sendung Rudis Tagesshow die Tagesschau.
- Erstvergabe des Konrad-Lorenz-Preises
- Gründung der Royal Rangers in Deutschland
- Nationalpark Tara wird gegründet
- Eröffnung des Museo Chileno de Arte Precolombino
- Kunstausstellung Rundschau Deutschland

### Gesellschaft
- 4. Januar: Der zwei Tage zuvor von der Polizei in Sheffield festgenommene Peter Sutcliffe gesteht im Verhör, der gesuchte Yorkshire Ripper zu sein. Der Serienmörder hat mindestens 13 Frauen getötet.
- 15. Januar: Der von den Roten Brigaden einen Monat lang gefangen gehaltene römische Richter Giovanni D’Urso wird freigelassen.
- 24. Februar: Die Verlobung von Prinz Charles und Lady Diana Spencer (Prinzessin Diana) wird bekanntgegeben.
- 14. Februar: Der Erzherzog von Luxemburg, Henri, heiratet die Exil-Kubanerin Maria Teresa Mestre.
- 20. März: Das Sport- und Erholungszentrum (SEZ), ein Prestigeobjekt der DDR, wird in Berlin eröffnet.
- 28. März: Ein Konzert der britischen Band The Who wird in der Rockpalast Nacht live im europäischen Fernsehen übertragen.
- 27. April: Der Ex-Beatle Ringo Starr heiratet in London die Schauspielerin Barbara Bach.

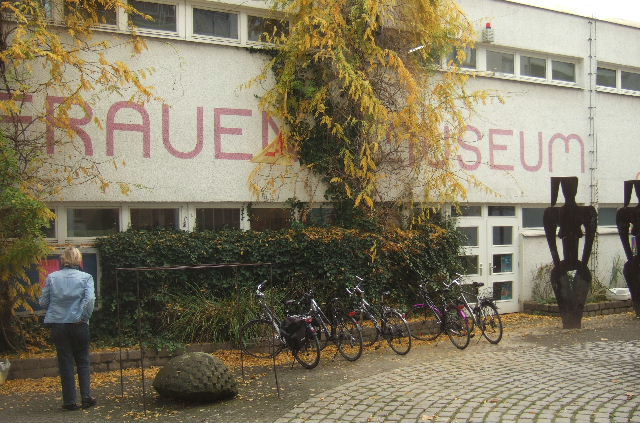
Das Frauenmuseum in Bonn

- 2. Mai: In Bonn wird das erste Frauenmuseum der Welt eröffnet.
- 22. Mai: Der als „Yorkshire-Ripper“ bekannt gewordene Peter Sutcliffe wird in London wegen 13-fachen Frauenmordes zu lebenslanger Haft verurteilt.
- 21. Juli: In New York wird die Venezolanerin Irene Saez Conde zur Miss Universum gewählt.
- 29. Juli: Hochzeit von Prinz Charles und Lady Diana Spencer (Prinzessin Diana)
- 9. August: Ankündigung des Tuwat-Kongress in Berlin
- 25. November: Erster Gedenktag für die Opfer von Gewalt an Frauen (heute Internationalen Tag zur Beseitigung von Gewalt gegen Frauen)

### Religion
- 1. Juni: Der Sektenführer Bhagwan Rajneesh zieht vom indischen Pune in die USA

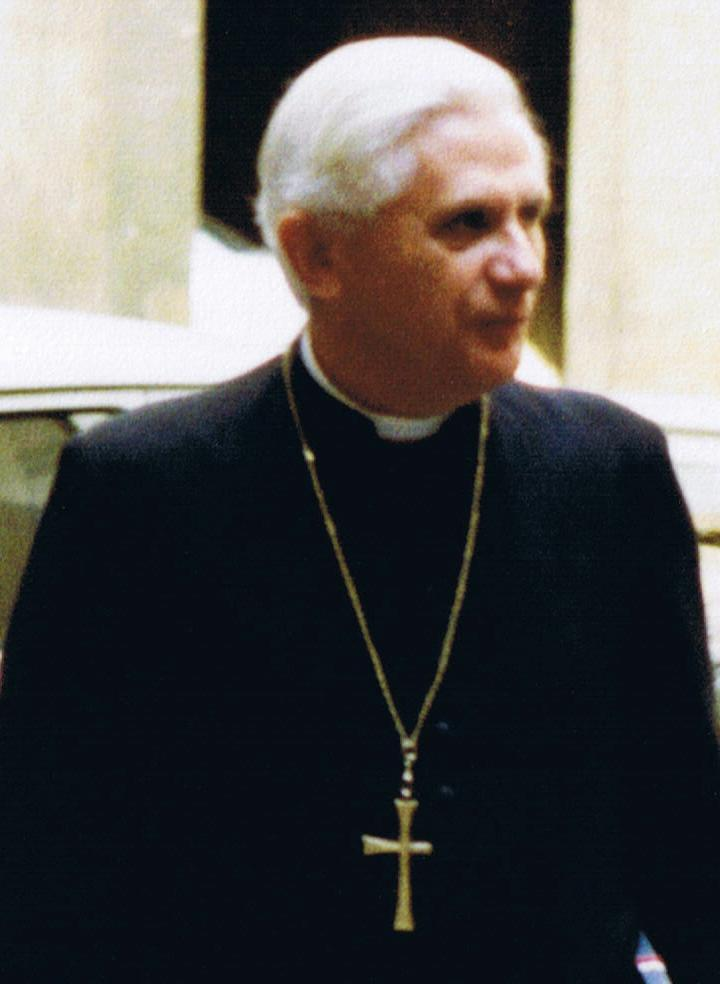
Joseph Ratzinger, 1988

- 14. September: Die Enzyklika Laborem exercens von Papst Johannes Paul II. befasst sich mit dem arbeitenden Menschen. Sie beschreibt Standpunkte zum Wert der Arbeit und der Beteiligung der Arbeitnehmer an Produktionsmitteln, Leitung und Ertrag eines Unternehmens auf der Basis der katholischen Soziallehre.
- 25. November: Papst Johannes Paul II. ernennt Joseph Kardinal Ratzinger (den späteren Papst Benedikt XVI.) zum Präfekten der Glaubenskongregation im Vatikan. Im Februar 1982 nimmt Ratzinger Abschied von seinem Amt als Erzbischof von München und Freising.

### Sport
Einträge von Leichtathletik-Weltrekorden siehe unter der jeweiligen Disziplin unter Leichtathletik.
- 2. Januar: Im Dreiecksflug stellt der Deutsche Hans-Werner Grosse mit 1.306 km einen neuen Weltrekord im Segelfliegen auf.
- 6. Januar: Hubert Neuper gewinnt die Vierschanzentournee 1980/81
- 1. Februar: Mit einem 10:1-Erfolg über Schottland wird die deutsche Hockeynationalmannschaft der Damen Hallenhockey-Europameister.
- 7. Februar: Hartmut Weber läuft bei den deutschen Leichtathletik-Hallenmeisterschaften über 400 Meter mit 45,96 Sekunden einen neuen Weltrekord.
- 8. Februar: Bei der Viererbob-Weltmeisterschaft in Cortina d’Ampezzo stürzt der US-Amerikaner Jim Morgan tödlich.
- 8. Februar: Im Karaiskakis-Stadion in Piräus ereignet sich das schwerste Fußballunglück in Griechenland. Als Olympiakos Piräus mit 6:0 Toren gegenüber AEK Athen führt, versuchen Besucher das Stadion vorzeitig zu verlassen. Gestürzte Zuschauer an einem verschlossenen Tribünentor werden von nachfolgenden Personen zertrampelt. 21 Tote und 32 Verletzte sind zu bilanzieren.
- 15. März bis 17. Oktober: Austragung der 32. Formel-1-Weltmeisterschaft
- 5. April: Die deutschen Hockeydamen gewinnen in Buenos Aires den Weltmeistertitel (4:2 gegen die Niederlande).
- 11. April: Larry Holmes gewinnt seinen Boxkampf und Weltmeistertitel im Schwergewicht gegen Trevor Berbick im Caesars Palace, Las Vegas, Nevada, USA, durch Sieg nach Punkten.
- 26. April bis 16. August: Austragung der 33. FIM-Motorrad-Straßenweltmeisterschaft
- 2. Mai: Eintracht Frankfurt gewinnt den DFB-Pokal.
- 17. Mai: Der Frankfurt-Marathon wird als erster Stadtmarathon in Deutschland gestartet.
- 24. Mai: Eberhard Gienger wird Europameister am Reck, er erhält dabei dreimal die 10,0.
- 12. Juni: Larry Holmes gewinnt seinen Boxkampf und Weltmeistertitel im Schwergewicht gegen Leon Spinks in der Joe Louis Arena, Detroit, USA, durch technischen K. o.
- Schwimmeuropameisterschaften in Split, Kroatien.
- 25. Juni: Der Dressurreiter Josef Neckermann (sechs Olympiamedaillen, sechs Europa- und drei Weltmeistertitel) erklärt seinen Rücktritt vom aktiven Sport.
- 21. Juli: Sri Lanka wird Full Member der International Cricket Conference (dem heutigen International Cricket Council, ICC).
- 17. Oktober: Nelson Piquet wird zum ersten Mal Formel-1-Weltmeister.
- 6. November: Larry Holmes gewinnt seinen Boxkampf und Weltmeistertitel im Schwergewicht gegen Renaldo Snipes in der Civic Arena, Pittsburgh, Pennsylvania, USA, durch technischen K. o.

### Katastrophen
- 27. Januar: Die am Tag zuvor in Brand geratene Passagierfähre Tampomas II geht in der Javasee unter. Von den mutmaßlich mehr als 1.200 auf dem Schiff befindlichen Personen können 672 gerettet werden, 147 Tote werden geborgen, 373 namentlich bekannte Menschen bleiben nach dem Seeunfall vermisst.
- 14. Februar: Bei einem Brand in einer Diskothek in Dublin sterben 49 Menschen.
- 6. Juni: Im indischen Bundesstaat Bihar kommen bei einem Eisenbahnunglück 235 Menschen ums Leben.
- 11. Juni: Zugunglück von Erfurt-Bischleben. 14 Menschen kamen ums Leben.
- 11. Juni: Erdbeben der Stärke 6,7 in Iran, ca. 3.000 Tote

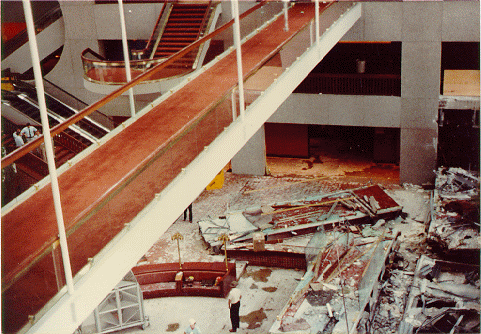
Blick auf die Hotellobby des Hotels Hyatt Regency Crown Center in Kansas City am Tag nach dem Einsturz zweier Verbindungsgänge

- 17. Juli: Das Hotel Hyatt Regency Crown Center in Kansas City (Missouri) wird Schauplatz einer Katastrophe. Bei einem Tanzwettbewerb stürzen zwei Verbindungsgänge voller Menschen in die dicht belebte Hotellobby herab. 114 Menschen sterben und über 200 werden verletzt. Ursache ist ein Baumangel.
- 28. Juli: Erdbeben der Stärke 7,1 in Iran, ca. 1.500 Tote
- 22. August: Auf dem Far-Eastern-Air-Transport-Flug 103 von Taipeh nach Kaohsiung (Taiwan) bricht nach einer explosiven Dekompression die Boeing 737-200 in der Luft auseinander; alle 110 Insassen kommen ums Leben.
- 19. September: Das Flusspassagierschiff „Sobral Santor“ (Brasilien) kentert auf dem Amazonas. 300 Menschen sterben.
- 1. Dezember: Beim Inex-Adria-Aviopromet-Flug 1308 prallt eine McDonnell Douglas MD-80 der jugoslawischen Inex Adria Aviopromet während des Landeanflugs auf Ajaccio, Korsika, Frankreich gegen den Berg San Pietro; alle 180 Personen an Bord sterben.

Kleinere Unglücksfälle sind in den Unterartikeln von Katastrophe und in der Liste von Katastrophen aufgeführt.

## Wissenschaftspreise

### Nobelpreise

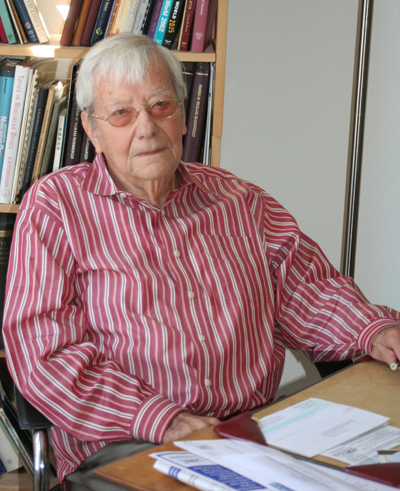
Nicolaas Bloembergen

- Physik: Nicolaas Bloembergen, Arthur L. Schawlow und Kai Manne Siegbahn
- Chemie: Fukui Ken’ichi und Roald Hoffmann
- Medizin: Roger Sperry, David H. Hubel und Torsten N. Wiesel
- Literatur: Elias Canetti
- Friedensnobelpreis: Flüchtlingskommissariat der Vereinten Nationen (UNHCR)
- Wirtschaftswissenschaft: James Tobin

### Turing Award
- Edgar F. Codd, für die Theorie und Praxis der Datenbankmanagementsysteme, speziell Relationale Datenbanken, die er in einer Serie von Papers um A Relational Model of Data for Large Shared Data Banks entwickelt hat, womit er die Grundlagen für weitere Forschungen zu Datenbanksprachen, Abfrage-Subsystemen, Datenbanksemantik, Locking und Recovery und inferenzielle Datenanalyse legte.

### Alternative Nobelpreise
- Mike Cooley, für Produkt-Design und sein theoretisches und praktisches Engagement für eine sozial nützliche Produktion
- Bill Mollison, Erfinder der Permakultur
- Patrick van Rensburg/Education with Production für die Entwicklung vorbildlicher Bildungsmodelle für die Mehrheit der Menschen der Dritten Welt

## Musik

Logo des Senders MTV

- MTV geht auf Sendung. Das erste Video ist Video Killed the Radio Star von The Buggles
- Die Metal-Band Metallica wird am 28. Oktober 1981 in Kalifornien gegründet.
- Bucks Fizz gewinnen am 4. April in Dublin mit dem Lied Making Your Mind Up für Großbritannien die 26. Auflage des Eurovision Song Contest
- Liste der Nummer-eins-Hits in Deutschland (1981)
- Van Halen bringen Fair Warning heraus

## Geboren

### Januar
- 01. Januar: Yacine Abdessadki, französisch-marokkanischer Fußballspieler
- 01. Januar: William Jonas Armstrong, irischer Schauspieler
- 01. Januar: Zsolt Baumgartner, ungarischer Automobilrennfahrer
- 01. Januar: Hüzeyfe Doğan, deutscher Fußballspieler
- 01. Januar: Mladen Petrić, Fußballspieler
- 02. Januar: Maximiliano Rodríguez, argentinischer Fußballspieler
- 02. Januar: Hanno Balitsch, deutscher Fußballspieler
- 02. Januar: Marielle Bohm, deutsche Handballspielerin und -trainerin
- 03. Januar: Eli Manning, US-amerikanischer American-Football-Spieler
- 03. Januar: Cristian Deville, italienischer Skirennläufer
- 04. Januar: Mohamed Abdel Aziz, ägyptischer Straßenradrennfahrer
- 04. Januar: Silvy de Bie, belgische Sängerin
- 04. Januar: Hitomi Obara, japanische Ringerin († 2025)
- 04. Januar: Zhang Jiewen, chinesische Badmintonspielerin
- 05. Januar: deadmau5, kanadischer Musikproduzent
- 05. Januar: Matthias Rauh, deutscher Handballspieler
- 06. Januar: Mike Jones, US-amerikanischer Rapper
- 06. Januar: Markus Bollmann, deutscher Fußballspieler
- 06. Januar: Rinko Kikuchi, japanische Schauspielerin
- 06. Januar: Jérémie Renier, belgischer Theater- und Filmschauspieler
- 07. Januar: Ania Dąbrowska, polnische Popmusikerin
- 07. Januar: Szymon Marciniak, polnischer Fußballschiedsrichter
- 07. Januar: Edison Miranda, kolumbianischer Boxer
- 07. Januar: Alex Auld, Eishockeyspieler
- 08. Januar: Andrea Capone, italienischer Fußballspieler
- 08. Januar: Michael Creed, US-amerikanischer Radrennfahrer
- 08. Januar: Szabolcs Zempléni, ungarischer Hornist
- 09. Januar: Julia Dietze, deutsche Schauspielerin
- 09. Januar: David Lukáš, tschechischer Komponist und Dirigent
- 09. Januar: Euzebiusz Smolarek, polnischer Fußballspieler
- 09. Januar: Emanuele Sella, italienischer Radrennfahrer
- 09. Januar: Ronny Heer, Nordischer Kombinierer aus der Schweiz
- 10. Januar: David Aganzo Méndez, spanischer Fußballspieler
- 10. Januar: Nasri Tony Atweh, kanadischer Musiker und Musikproduzent
- 10. Januar: Janina-Kristin Götz, deutsche Schwimmerin
- 10. Januar: Jared Kushner, US-amerikanischer Immobilienentwickler, Medienunternehmer, Finanzinvestor und Politikberater
- 10. Januar: Kristinn Magnússon, isländischer Skirennläufer
- 11. Januar: Benjamin Auer, deutscher Fußballspieler

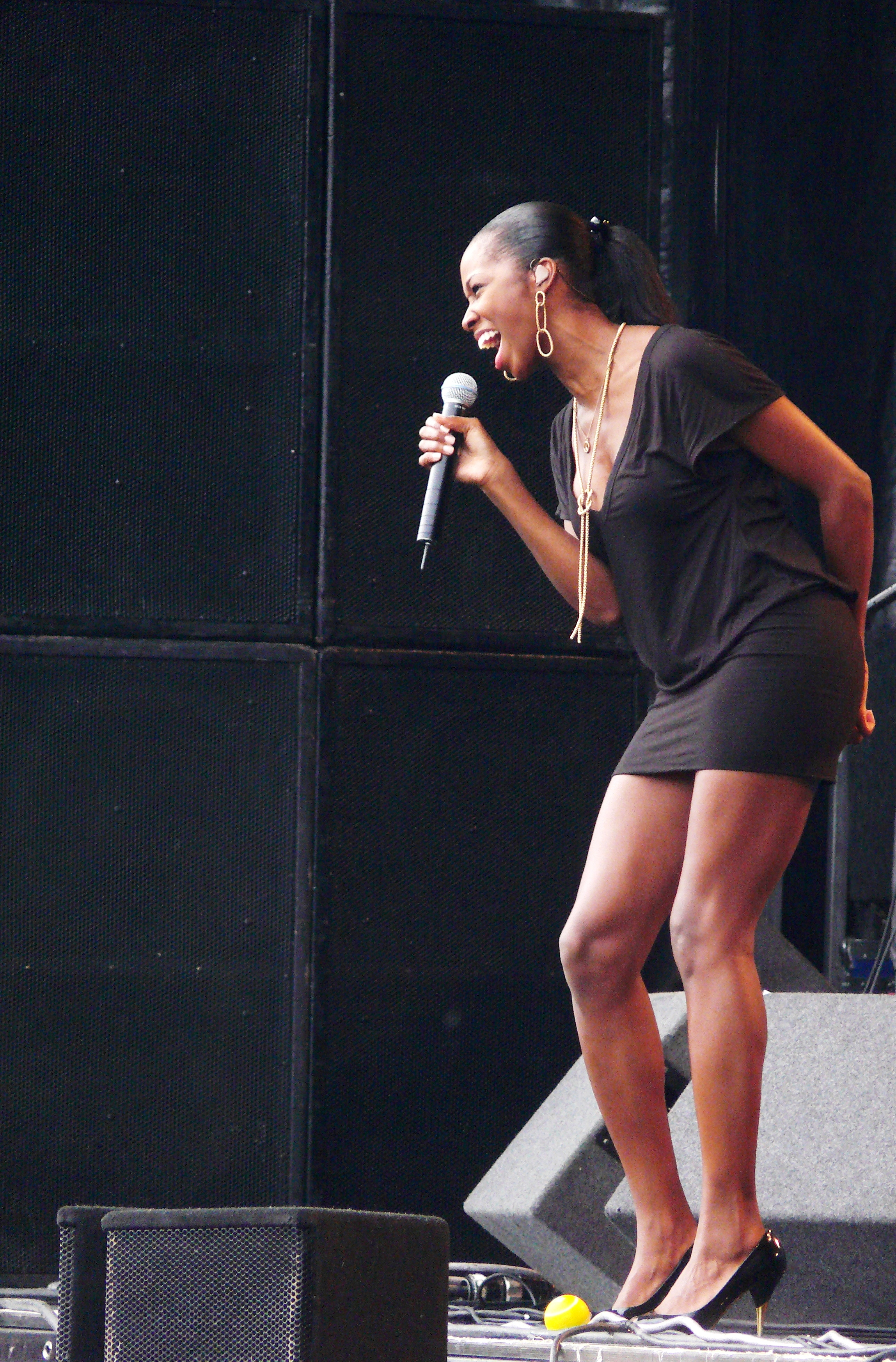
Jamelia

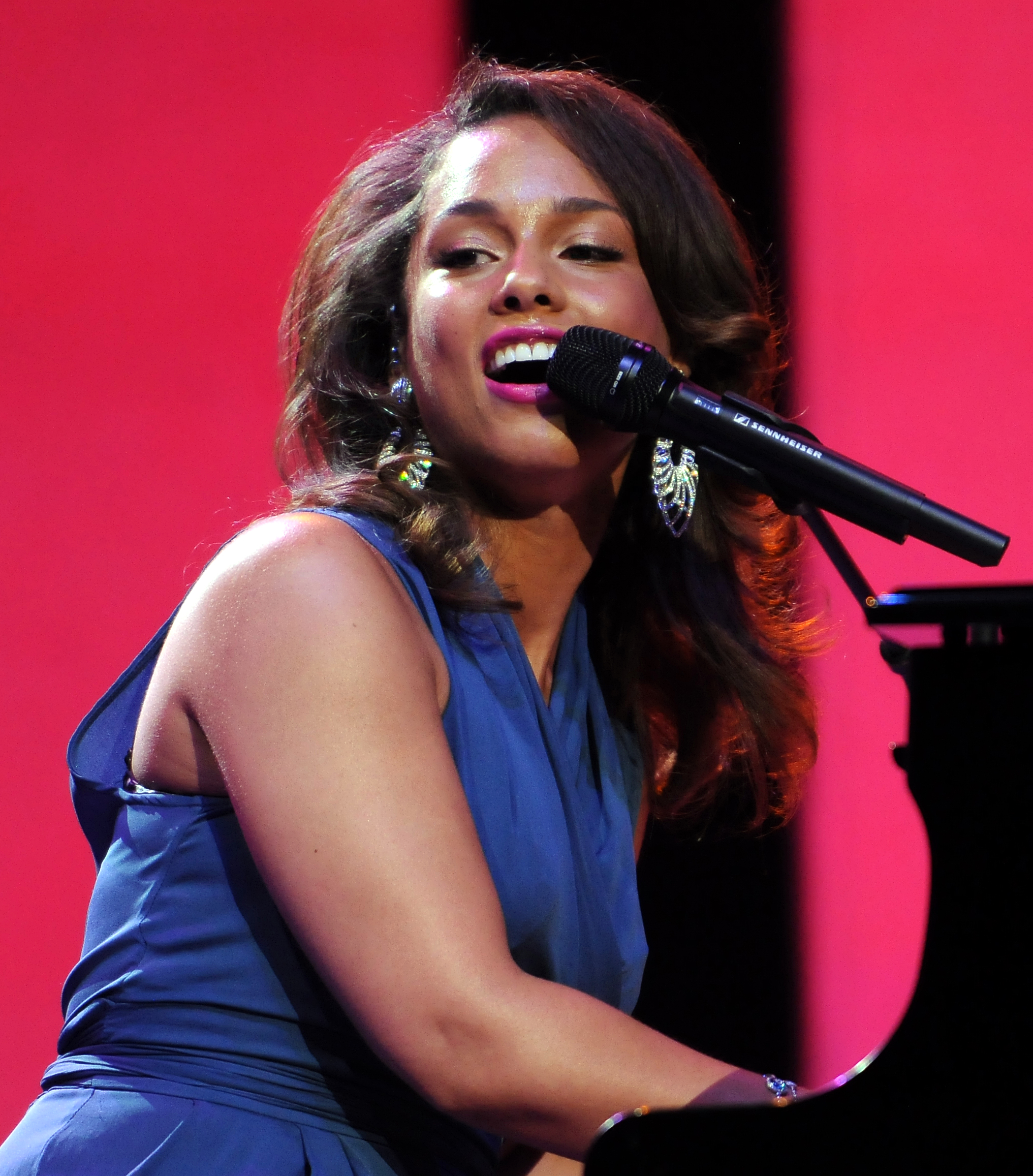
Alicia Keys

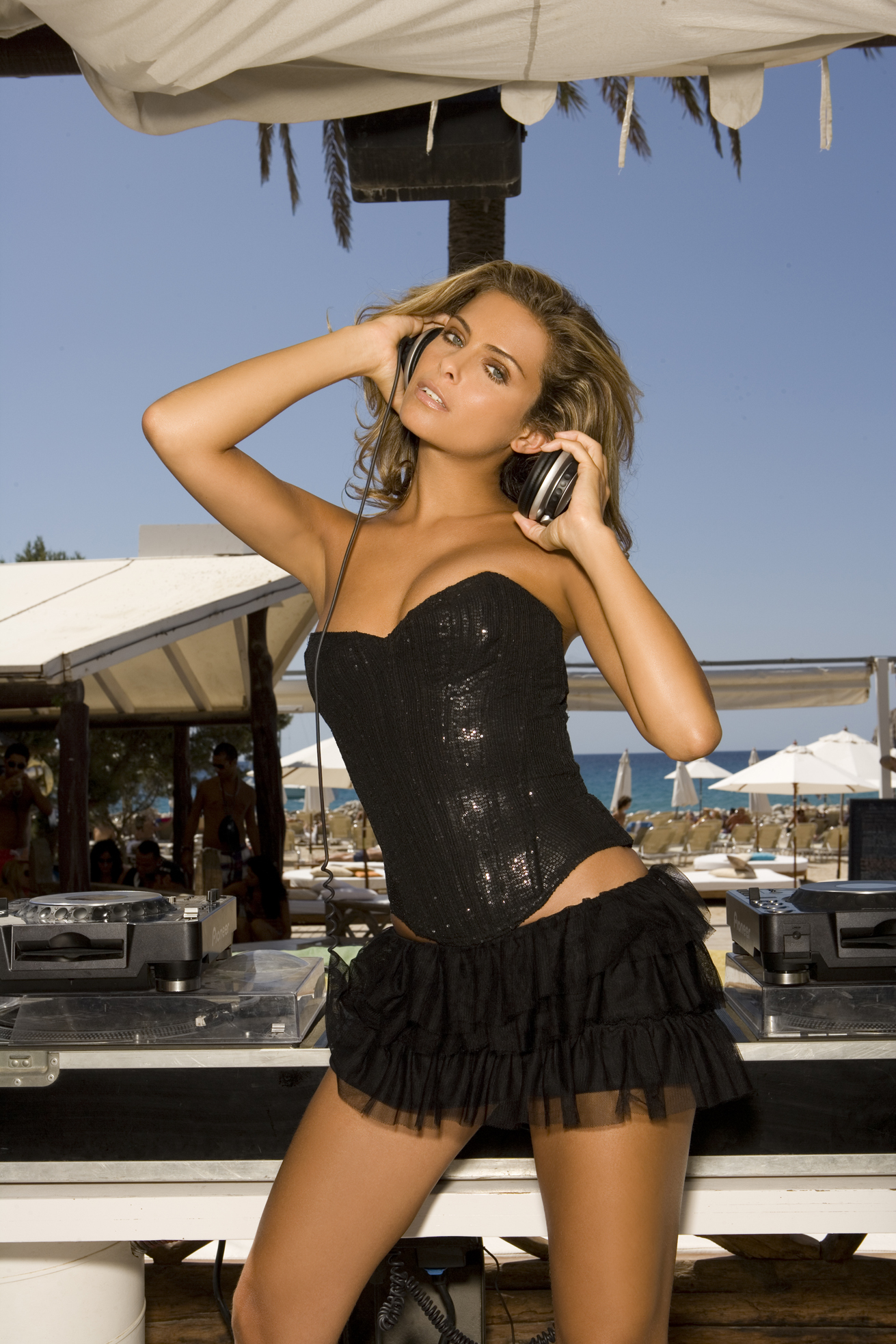
Clara Morgane

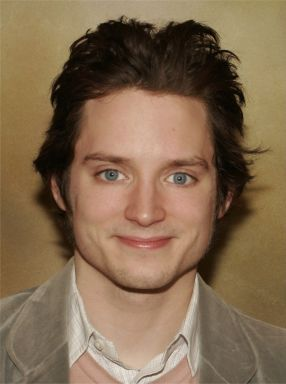
Elijah Wood

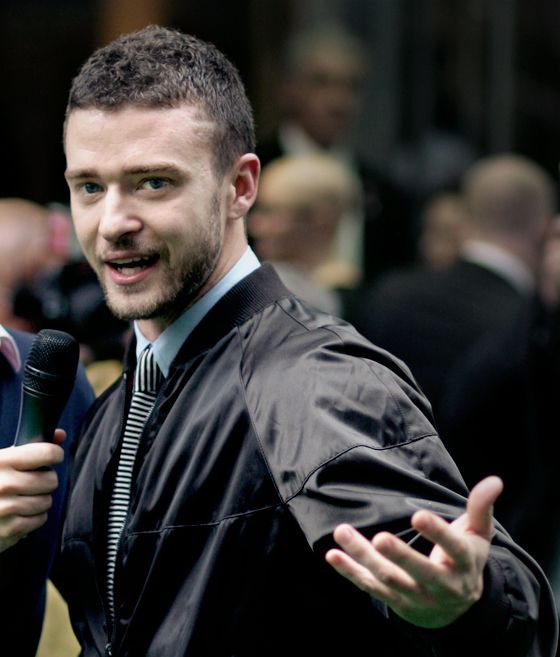
Justin Timberlake

- 11. Januar: Jamelia, britische R&B-Sängerin
- 11. Januar: Per Sandström, schwedischer Handballtorwart
- 12. Januar: Jonathan Arnott, englischer Politiker
- 12. Januar: Pierre Lamely, deutscher Politiker
- 14. Januar: Maren Baumbach, deutsche Handballspielerin
- 15. Januar: Dylan Armstrong, kanadischer Kugelstoßer
- 15. Januar: Howie Day, US-amerikanischer Sänger und Songschreiber
- 15. Januar: El Hadji Diouf, senegalesischer Fußballspieler
- 15. Januar: Vanessa Henke, deutsche Tennisspielerin
- 15. Januar: Marcin Matkowski, polnischer Tennisspieler
- 15. Januar: Pitbull, US-amerikanischer Rapper
- 16. Januar: Samuel Ackermann, Schweizer Schauspieler, Regisseur, Filmeditor und Autor
- 16. Januar: Martin Andersson, schwedischer Fußballspieler
- 16. Januar: Viktoria Como, deutsche Handballspielerin und -trainerin
- 16. Januar: Marta Roure Besolí, andorranische Sängerin
- 17. Januar: Thierry Ascione, französischer Tennisspieler
- 17. Januar: Chris Landman, niederländischer Dartspieler
- 17. Januar: Christophe Riblon, französischer Radrennfahrer
- 17. Januar: Michael Weiss, österreichischer Mountainbike- und Straßenradrennfahrer
- 18. Januar: Otgonbayar Ershuu, mongolischer Künstler
- 18. Januar: Knud Riepen, deutscher Schauspieler
- 18. Januar: Antje Traue, deutsche Schauspielerin
- 18. Januar: Daniel Zillmann, deutscher Schauspieler
- 19. Januar: Ahmed Ammi, marokkanischer Fußballspieler
- 19. Januar: Luis Óscar González, argentinischer Fußballspieler
- 19. Januar: Asier del Horno, spanischer Fußballspieler
- 19. Januar: Florian Wisotzki, deutscher Handballspieler
- 20. Januar: Dotun Akinsanya, nigerianischer Badmintonspieler
- 20. Januar: Owen Hargreaves, kanadischer Fußballspieler mit englischem Pass
- 20. Januar: Ivonne Schönherr, deutsche Schauspielerin und Model
- 21. Januar: Marko Babić, kroatischer Fußballspieler
- 21. Januar: Ivan Ergić, serbisch-australisch-schweizerischer Fußballspieler
- 21. Januar: Roberto Guana, italienischer Fußballspieler
- 21. Januar: Dany Heatley, Eishockeyspieler
- 22. Januar: Denise la Bouche, deutsche Pornodarstellerin
- 22. Januar: Willa Ford, US-amerikanische Popsängerin
- 22. Januar: Beverley Mitchell, US-amerikanische Schauspielerin
- 22. Januar: Ben Moody, US-amerikanischer Songwriter, Produzent und Gitarrist
- 22. Januar: Guy Wilks, britischer Rallyefahrer
- 23. Januar: Julia Jones, US-amerikanische Schauspielerin
- 25. Januar: Charlie Bewley, britischer Schauspieler
- 25. Januar: Alicia Keys, US-amerikanische R&B- und Soulsängerin
- 25. Januar: Tim Kruger, deutscher Pornodarsteller († 2025)
- 25. Januar: Clara Morgane, französische Pornodarstellerin und Sängerin
- 25. Januar: Bianca Rech, deutsche Fußballspielerin
- 26. Januar: Richard Antinucci, US-amerikanischer Automobilrennfahrer
- 26. Januar: Lisa Antoni, österreichische Musicaldarstellerin
- 26. Januar: Gustavo Dudamel, venezolanischer Dirigent
- 26. Januar: Svetlana Ognjenović, serbische Handballspielerin
- 26. Januar: Leandro Daniel Somoza, argentinischer Fußballspieler
- 26. Januar: Nina Ritter, deutsche Eishockeyspielerin
- 27. Januar: Alicia Molik, australische Tennisspielerin
- 28. Januar: Patrick Mtiliga, dänischer Fußballspieler
- 28. Januar: André Muff, Schweizer Fußballspieler
- 28. Januar: Thomas Schlieter, deutscher Fußballspieler
- 28. Januar: Elijah Wood, US-amerikanischer Schauspieler
- 29. Januar: Thomas Broich, deutscher Fußballspieler
- 29. Januar: Alex Figge, US-amerikanischer Automobilrennfahrer
- 29. Januar: Jonny Lang, Musiker aus dem Bereich des Blues und Bluesrock
- 30. Januar: Dimitar Berbatow, bulgarischer Fußball-Stürmer
- 30. Januar: Afonso Alves Martins Jr., brasilianischer Fußballspieler
- 31. Januar: Amrita Arora Ladak, indische Filmschauspielerin
- 31. Januar: Mohamed Mokrani, französisch-algerischer Handballspieler
- 31. Januar: Justin Timberlake, US-amerikanischer Popstar
- 31. Januar: Antal Zalai, ungarischer Geiger

### Februar

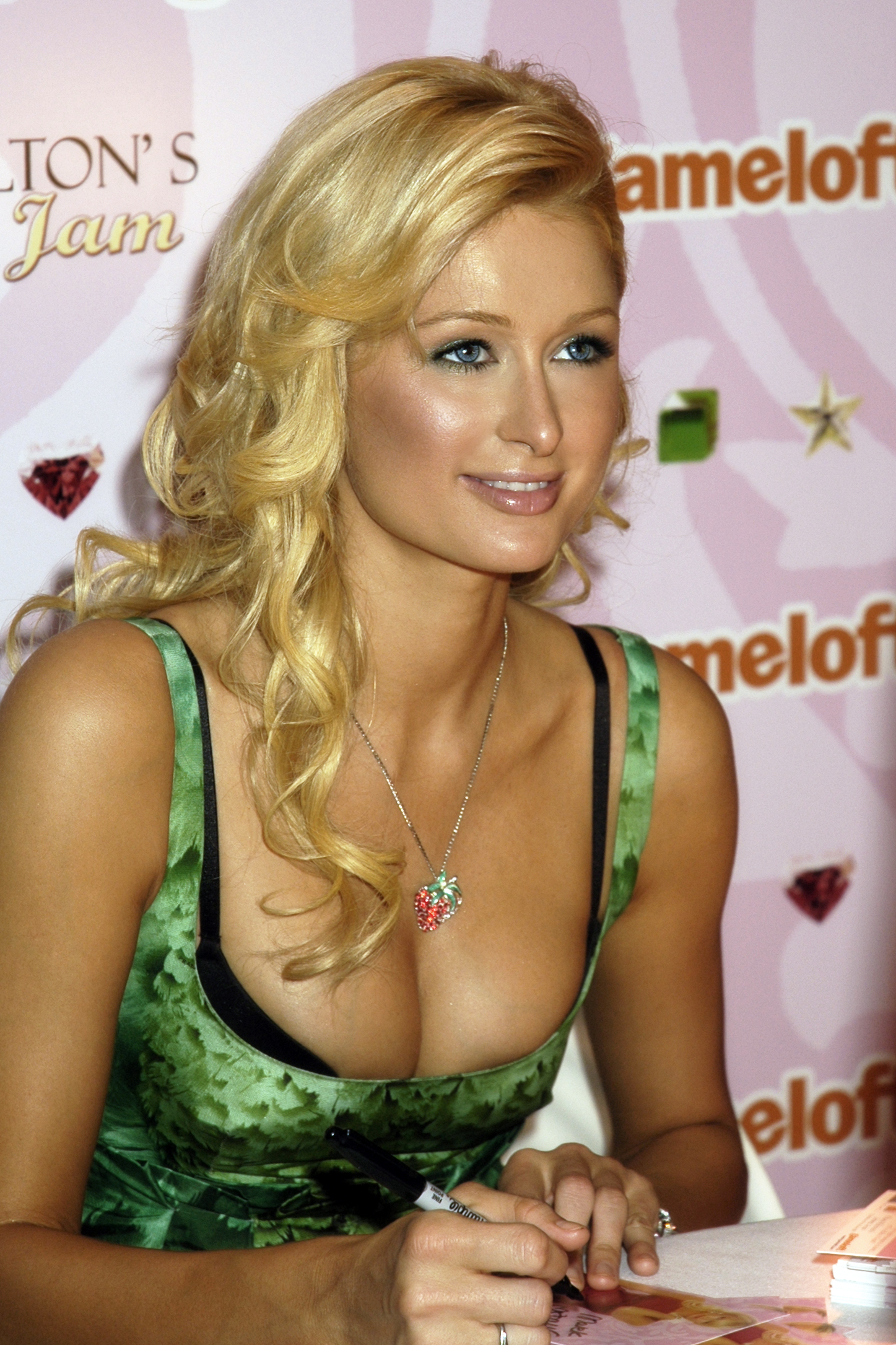
Paris Hilton

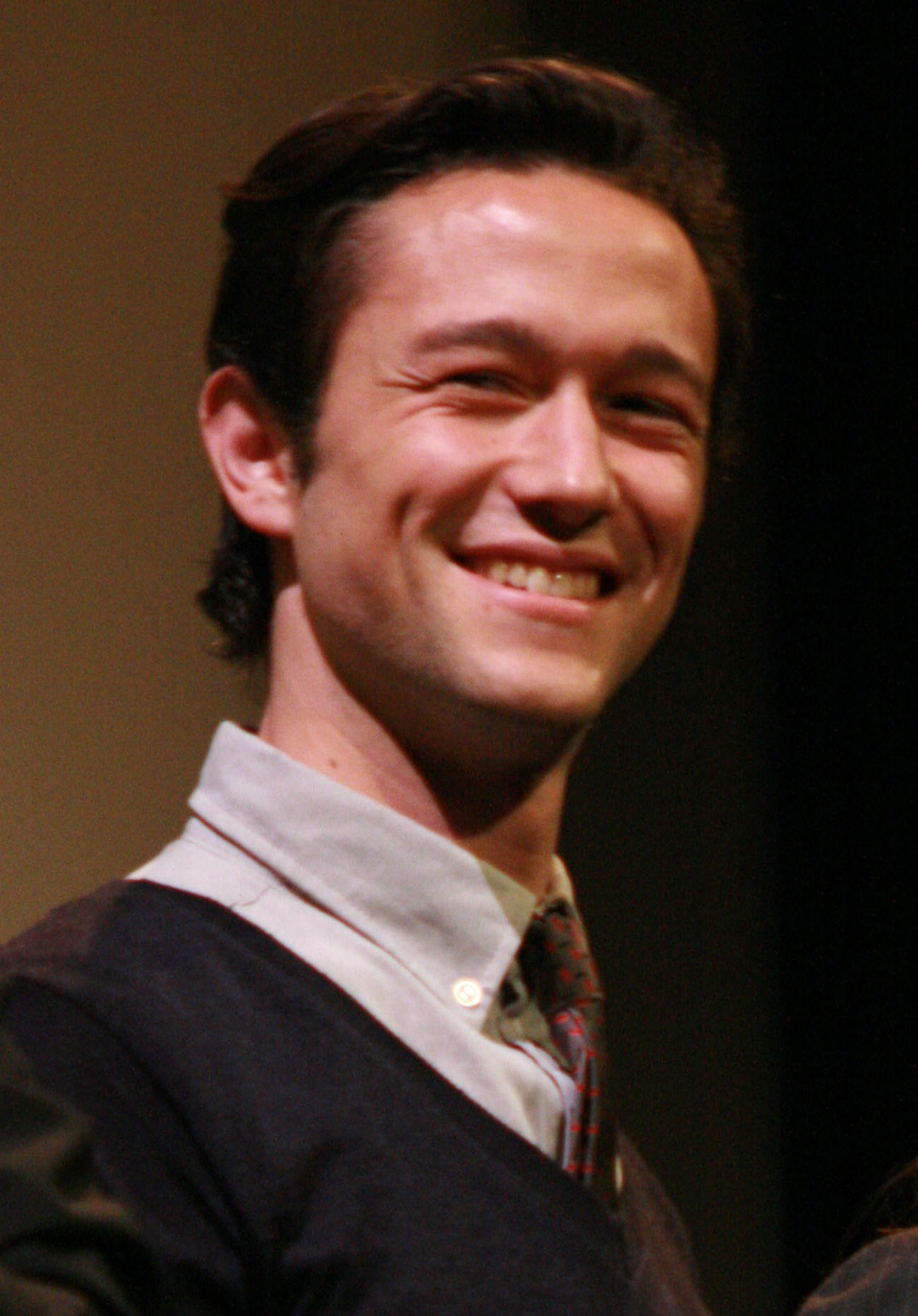
Joseph Gordon-Levitt

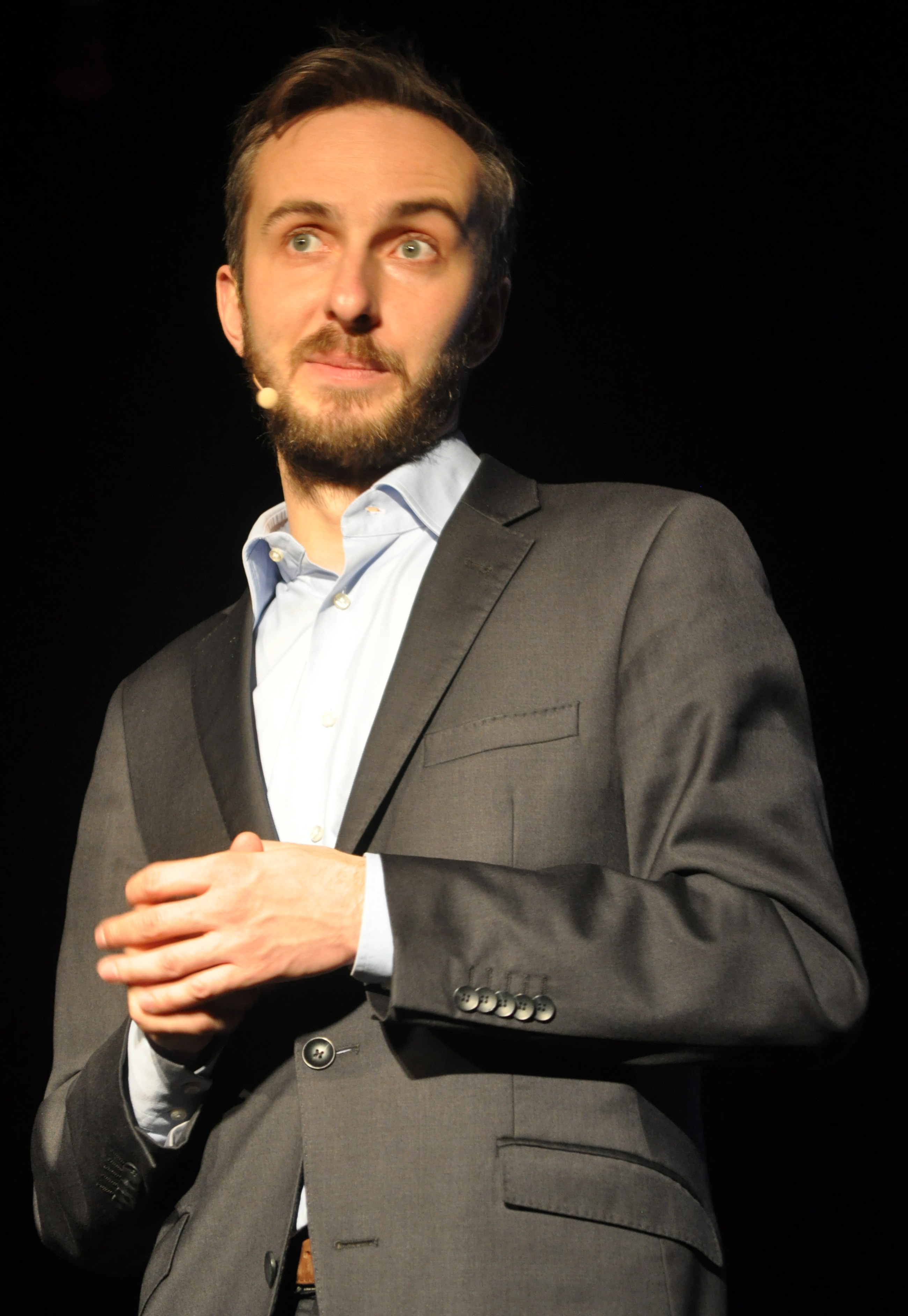
Jan Böhmermann

- 01. Februar: Lena Gorelik, deutsche Journalistin
- 01. Februar: Gustaf Norén, Sänger der schwedischen Rockband Mando Diao
- 03. Februar: Ingrid Rumpfhuber, österreichische Skirennläuferin
- 03. Februar: Vincent Humbert, französischer Autor († 2003)
- 04. Februar: Paulien van Deutekom, niederländische Eisschnellläuferin († 2019)
- 04. Februar: Tommy Finke, deutscher Musiker und Komponist
- 04. Februar: Jason Kapono, US-amerikanischer Basketballspieler
- 04. Februar: Marcus Steegmann, deutscher Fußballspieler
- 04. Februar: Johan Vansummeren, belgischer Radrennfahrer
- 04. Februar: Victor Wainwright, US-amerikanischer Blues- und Boogie-Woogie-Musiker
- 05. Februar: Crystle Lightning, kanadische Schauspielerin,
- 05. Februar: Pape Thiaw, senegalesischer Fußballspieler
- 06. Februar: Ari Pekka Ahonen, finnischer Eishockeytorwart
- 07. Februar: Friederike Sipp, deutsche Schauspielerin
- 08. Februar: Tjark Bernau, deutscher Schauspieler und Regisseur
- 08. Februar: Sebastian Preiß, deutscher Handballspieler
- 09. Februar: Tom Hiddleston, britischer Schauspieler
- 10. Februar: Franziska Christine Aufdenblatten, Schweizer Skirennfahrerin
- 10. Februar: Cho Yeo-jeong, südkoreanische Schauspielerin
- 10. Februar: Dimitrios Tzimourtos, griechischer Handballspieler
- 11. Februar: Aritz Aduriz, spanischer Fußballspieler
- 11. Februar: Kelly Rowland, US-amerikanische R&B-Sängerin
- 12. Februar: Stuart Benson, britischer Bobfahrer
- 12. Februar: Raúl Entrerríos, spanischer Handballspieler
- 12. Februar: Mareike Lindenmeyer, deutsche Schauspielerin
- 13. Februar: Anna Athanasiadou, griechische Gewichtheberin
- 13. Februar: Liam Miller, irischer Fußballspieler († 2018)
- 13. Februar: Ljubo Miličević, australischer Fußballspieler
- 13. Februar: Stefan Nebel, deutscher Motorradrennfahrer
- 13. Februar: Eifion Lewis-Roberts, walisischer Rugbyspieler
- 13. Februar: Marina Schuck, deutsche Kanutin
- 14. Februar: Matteo Brighi, italienischer Fußballspieler
- 14. Februar: Randy De Puniet, französischer Motorradrennfahrer
- 16. Februar: Olivier Deschacht, belgischer Fußballspieler
- 16. Februar: Jay Howard, britischer Automobilrennfahrer
- 16. Februar: Susanna Kallur, schwedische Leichtathletin
- 16. Februar: Jenny Kallur, schwedische Leichtathletin
- 17. Februar: Paris Hilton, Fotomodell, Unternehmerin und Entertainerin
- 17. Februar: Bernhard Eisel, österreichischer Radrennfahrer
- 17. Februar: Joseph Gordon-Levitt, US-amerikanischer Schauspieler
- 18. Februar: Peng Bo, chinesischer Wasserspringer
- 19. Februar: Julia Domenica, deutsche Schauspielerin
- 19. Februar: Christian Lusch, deutscher Sportschütze
- 19. Februar: Tina Pisnik, slowenische Tennisspielerin
- 20. Februar: Adrian Lamo, US-amerikanischer Hacker († 2018)
- 20. Februar: Elisabeth Görgl, österreichische Skirennläuferin
- 21. Februar: Maik Hammelmann, deutscher Handballspieler, -trainer und -manager
- 21. Februar: Floor Jansen, niederländische Sängerin
- 22. Februar: Chakuza, österreichischer Rapper
- 23. Februar: Jan Böhmermann, deutscher Satiriker, Hörfunk- und Fernsehmoderator
- 23. Februar: Richard Jareš, tschechischer Eishockeyspieler
- 23. Februar: Christian Schöne, deutscher Handballspieler
- 24. Februar: Jonas Andersson, schwedischer Eishockeyspieler
- 24. Februar: Timo Bernhard, deutscher Automobilrennfahrer
- 24. Februar: Lleyton Hewitt, australischer Tennisspieler
- 24. Februar: Mauro Damián Rosales, argentinischer Fußballer
- 24. Februar: Georg Späth, deutscher Skispringer
- 24. Februar: Jean de Villiers, südafrikanischer Rugbyspieler
- 25. Februar: Pacome Assi, französischer Kickboxer
- 25. Februar: Maik Wagefeld, deutscher Fußballspieler
- 26. Februar: Märt Avandi, estnischer Schauspieler
- 26. Februar: Johnathan Wendel, US-amerikanischer Computerspieler
- 27. Februar: Stefanie Böhler, deutsche Skilangläuferin
- 27. Februar: Evi Goffin, belgische Sängerin
- 27. Februar: Josh Groban, US-amerikanischer Popstar mit klassisch ausgebildeter Stimme (Bariton)
- 28. Februar: Anke Kühn, deutsche Hockeyspielerin

### März

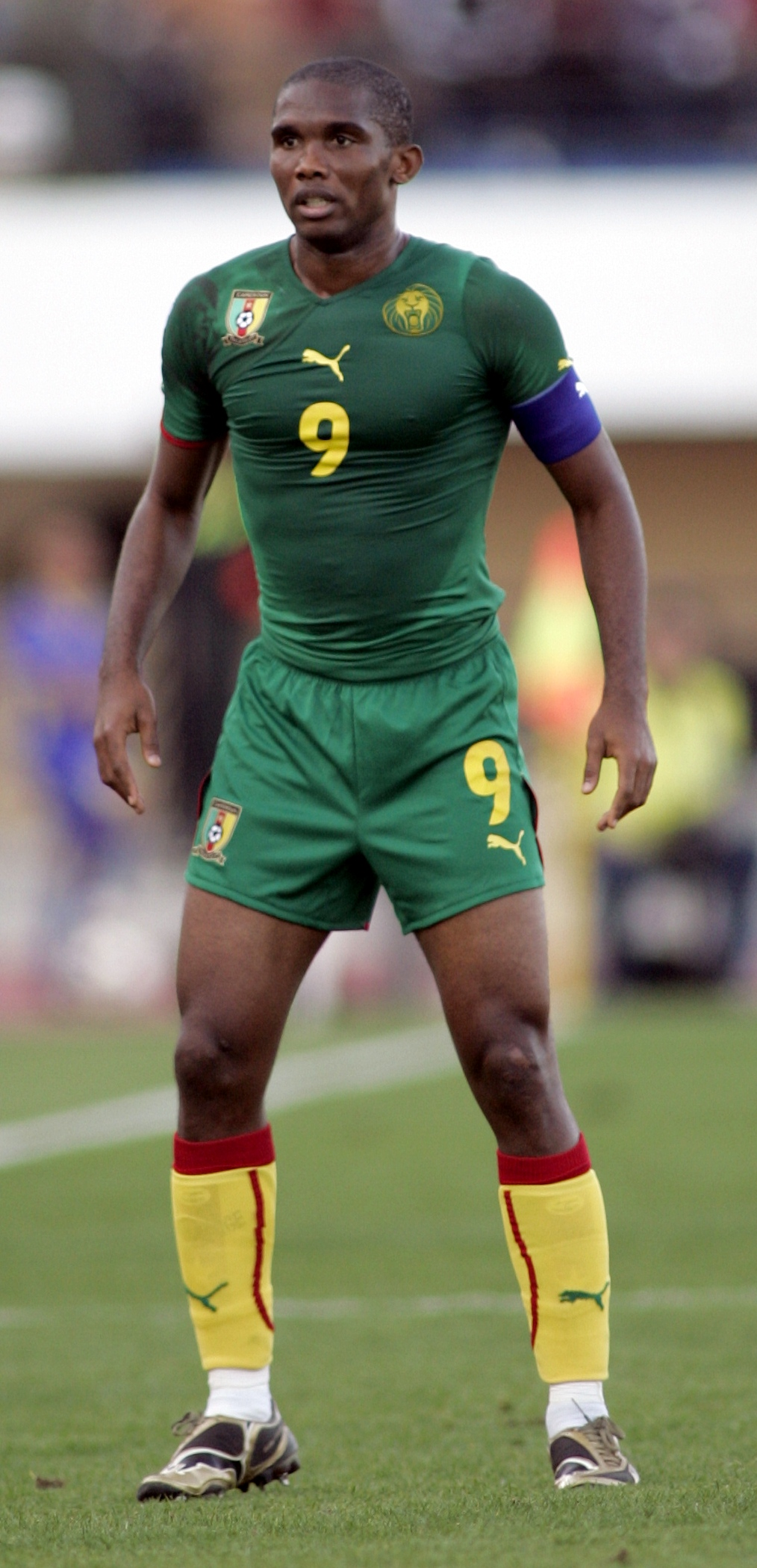
Samuel Eto’o

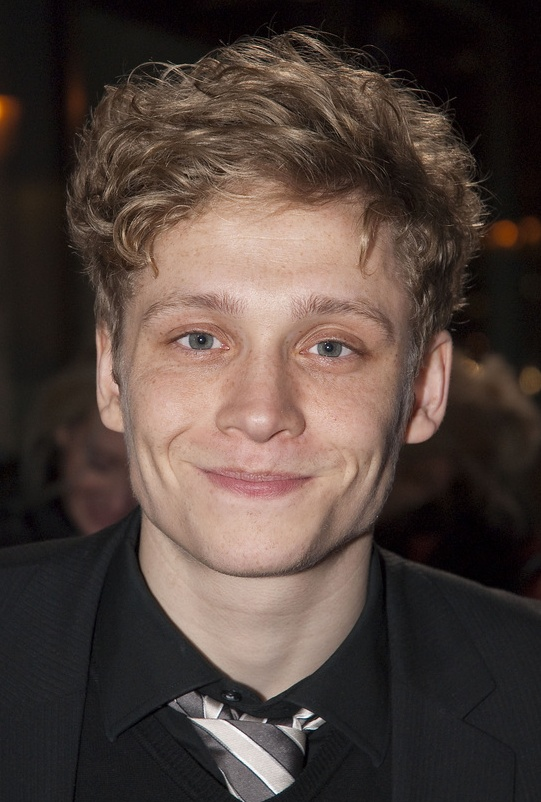
Matthias Schweighöfer

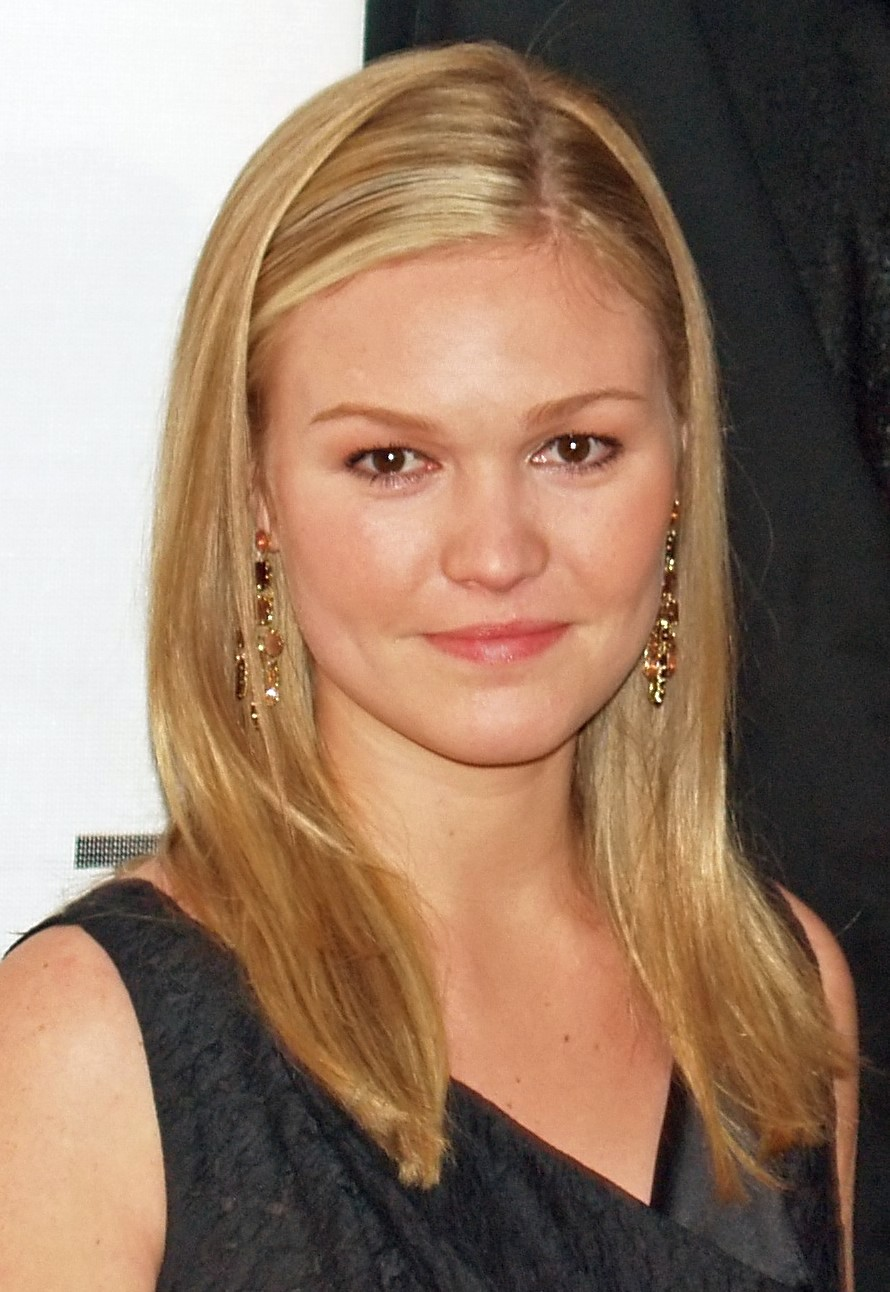
Julia Stiles

- 01. März: Adam LaVorgna, US-amerikanischer Schauspieler
- 01. März: Thomas Pötz, österreichischer Musiker, Filmkomponist, Sounddesigner und Filmtonmeister
- 01. März: Will Power, australischer Automobilrennfahrer
- 02. März: Bryce Dallas Howard, US-amerikanische Schauspielerin
- 03. März: Ed Carpenter, US-amerikanischer Automobilrennfahrer
- 03. März: Tobias Forge, schwedischer Rockmusiker
- 03. März: Lil’ Flip, US-amerikanischer Rapper
- 03. März: Justin Gabriel, US-amerikanischer Wrestler
- 03. März: Ārash Miresmāeli, iranischer Judoka
- 03. März: László Nagy, ungarischer Handballspieler
- 03. März: Oliver Rudin, Schweizer Dirigent, Sänger und Komponist
- 03. März: Mark-Alexander Solf, deutscher Schauspieler, Autor und Arzt
- 04. März: Turid Arndt, deutsche Handballtorfrau
- 04. März: Maike von Bremen, deutsche Fernsehschauspielerin
- 05. März: Cristobal Arreola, US-amerikanischer Schwergewichtsboxer
- 05. März: Christian Knees, deutscher Radrennfahrer
- 06. März: Edgar Fonseca, kolumbianischer Radrennfahrer
- 06. März: Zlatan Muslimović, bosnisch-herzegowinischer Fußballspieler
- 06. März: Tobias Schröder, deutscher Handballspieler
- 07. März: Kanga Gauthier Akalé, ivorischer Fußballspieler
- 08. März: Jonas Solberg Andersen, norwegischer Eishockeyspieler
- 08. März: Pablo Fernando Aurrecochea Medina, uruguayischer Fußballspieler
- 08. März: Michael Beauchamp, australischer Fußballspieler
- 08. März: Timo Boll, deutscher Tischtennisspieler
- 08. März: David Kreiner, österreichischer Nordischer Kombinierer
- 08. März: Pirjo Muranen, finnische Skilangläuferin
- 08. März: Joost Posthuma, niederländischer Radrennfahrer
- 08. März: Xu Yuanyuan, chinesische Schachspielerin
- 09. März: Nikky Blond, ungarische Pornodarstellerin
- 09. März: Goran Rubil, kroatischer Fußballspieler
- 10. März: Laura Rudas, österreichische Politikerin
- 10. März: Samuel Eto’o, kamerunischer Fußballspieler
- 11. März: Ruhal Ahmed, saß zwei Jahre ohne Anklage in Guantanamo, Folteropfer
- 11. März: David Anders, US-amerikanischer Schauspieler
- 11. März: Cem-Ali Gültekin, deutscher Schauspieler und Komiker
- 11. März: Matthias Schweighöfer, deutscher Schauspieler
- 13. März: Benjamin Chatton, deutscher Handballspieler und -manager
- 13. März: Stephen Maguire, schottischer Snookerspieler
- 14. März: Ivanka Brekalo, deutsch-kroatische Schauspielerin
- 14. März: Martina Eisenreich, deutsche Violinistin, Filmkomponistin und Musikproduzentin
- 14. März: Judith Lefeber, deutsche Sängerin
- 14. März: Toyoko Takahashi, japanische Schauspielerin
- 15. März: Gaby Diana Ahrens, namibische Sportschützin
- 15. März: Young Buck, US-amerikanischer Rapper
- 15. März: Mikael Forssell, finnischer Fußballspieler
- 15. März: Brice Guyart, französischer Florettfechter
- 15. März: Tamás Hajnal, ungarischer Fußballspieler
- 15. März: Judith Hoersch, deutsche Schauspielerin
- 16. März: Hannes Aigner, österreichischer Fußballspieler
- 17. März: Aaron Baddeley, australischer Profigolfer
- 17. März: Mads Øris Nielsen, dänischer Handballspieler
- 17. März: Leandro Atílio Romagnoli, argentinischer Fußballspieler
- 17. März: Stephanie Subke, österreichische Handballspielerin
- 18. März: Faruk Atalay, türkischer Fußballspieler
- 18. März: Lina Andersson, schwedische Skilangläuferin
- 18. März: Fabian Cancellara, Schweizer Radrennfahrer
- 18. März: Jang Nara, südkoreanische Sängerin und Schauspielerin
- 18. März: Tom Starke, deutscher Fußballspieler
- 19. März: Daniel Brack, deutscher Handballspieler
- 19. März: Bastian Steger, deutscher Tischtennisspieler
- 20. März: Thomas Augustinussen, dänischer Fußballspieler
- 20. März: Ian Murray, schottischer Fußballspieler
- 22. März: Stephan Kling, deutscher Fußballspieler
- 22. März: Imre Szabics, ungarischer Fußballspieler
- 23. März: Stefan Ruppe, deutscher Schauspieler
- 23. März: Giuseppe Sculli, italienischer Fußballspieler
- 24. März: Orestes Júnior Alves, brasilianischer Fußballspieler
- 24. März: Anna Brüggemann, deutsche Schauspielerin
- 24. März: Patrick Fabio Maxime Kisnorbo, italienisch-australischer Fußballspieler
- 24. März: Maria Koschny, deutsche Synchronsprecherin
- 24. März: Gary Paffett, englischer Automobilrennfahrer
- 24. März: Paweł Szaniawski, polnischer Radrennfahrer
- 25. März: José de Armas, venezolanischer Tennisspieler
- 25. März: Philipp Burger, Sänger und Frontmann der Südtiroler Band Frei.Wild
- 26. März: Maxi Arland, deutscher Musiker und Moderator
- 26. März: Zayar Thaw, birmanischer Politiker, Hip-Hop-Künstler und Dissident († 2022)
- 27. März: Martin Abentung, österreichischer Rennrodler
- 27. März: Cacau, deutscher Fußballspieler
- 28. März: Grazielle Pinheiro Nascimento, brasilianische Fußballspielerin
- 28. März: Julia Stiles, US-amerikanische Schauspielerin
- 29. März: Nadine Härdter, deutsche Handballspielerin
- 29. März: Jlloyd Samuel, Fußballspieler aus Trinidad und Tobago († 2018)
- 30. März: Katy Mixon, US-amerikanische Schauspielerin
- 30. März: Fabian van Olphen, niederländischer Handballspieler
- 30. März: Alen Škoro, bosnischer Profifußballspieler
- 31. März: Benjamin Adrion, deutscher Fußballspieler
- 31. März: Monika Augustin-Vogel, Schweizer Leichtathletin
- 31. März: Ryan Bingham, US-amerikanischer Countrymusiker
- 31. März: Thelma Buabeng, deutsche Schauspielerin

### April

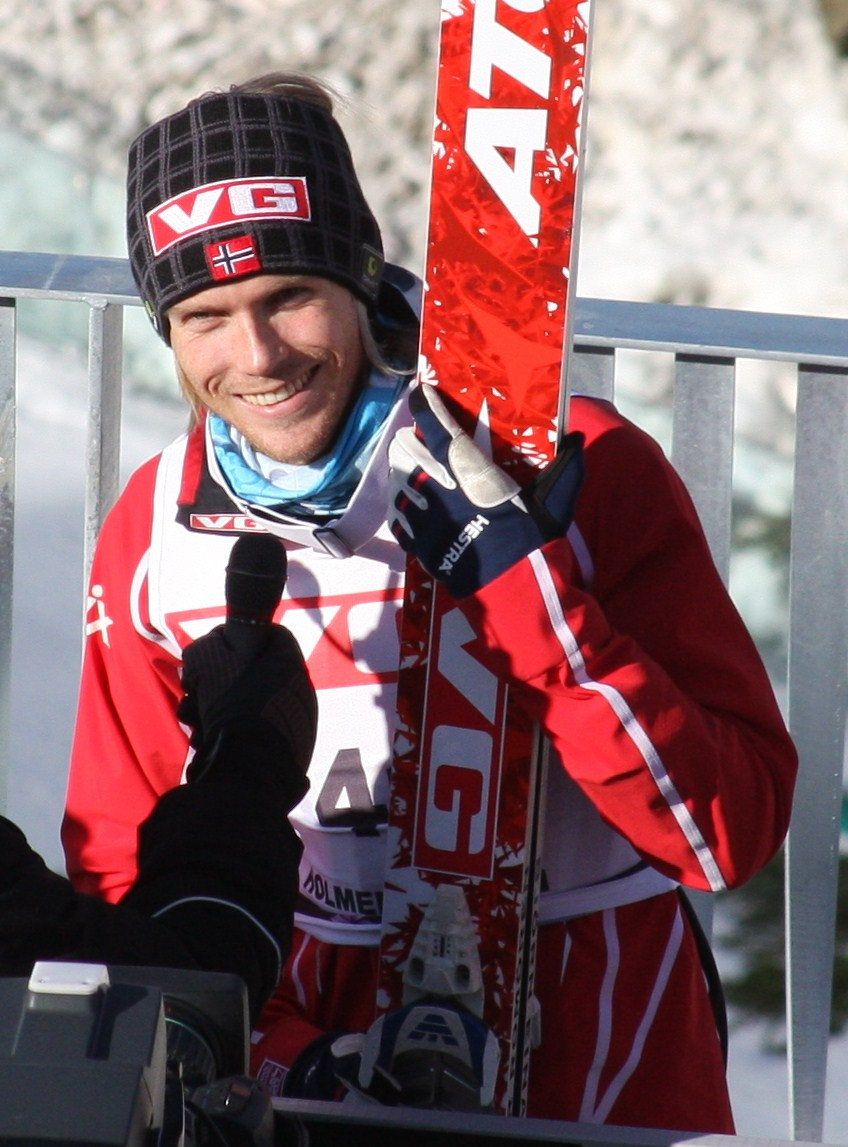
Bjørn Einar Romøren

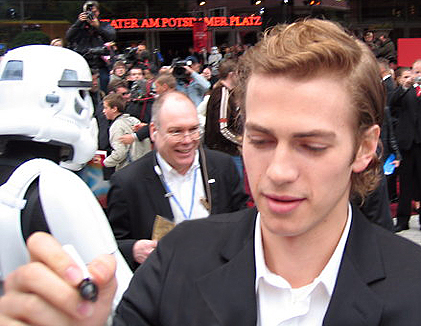
Hayden Christensen

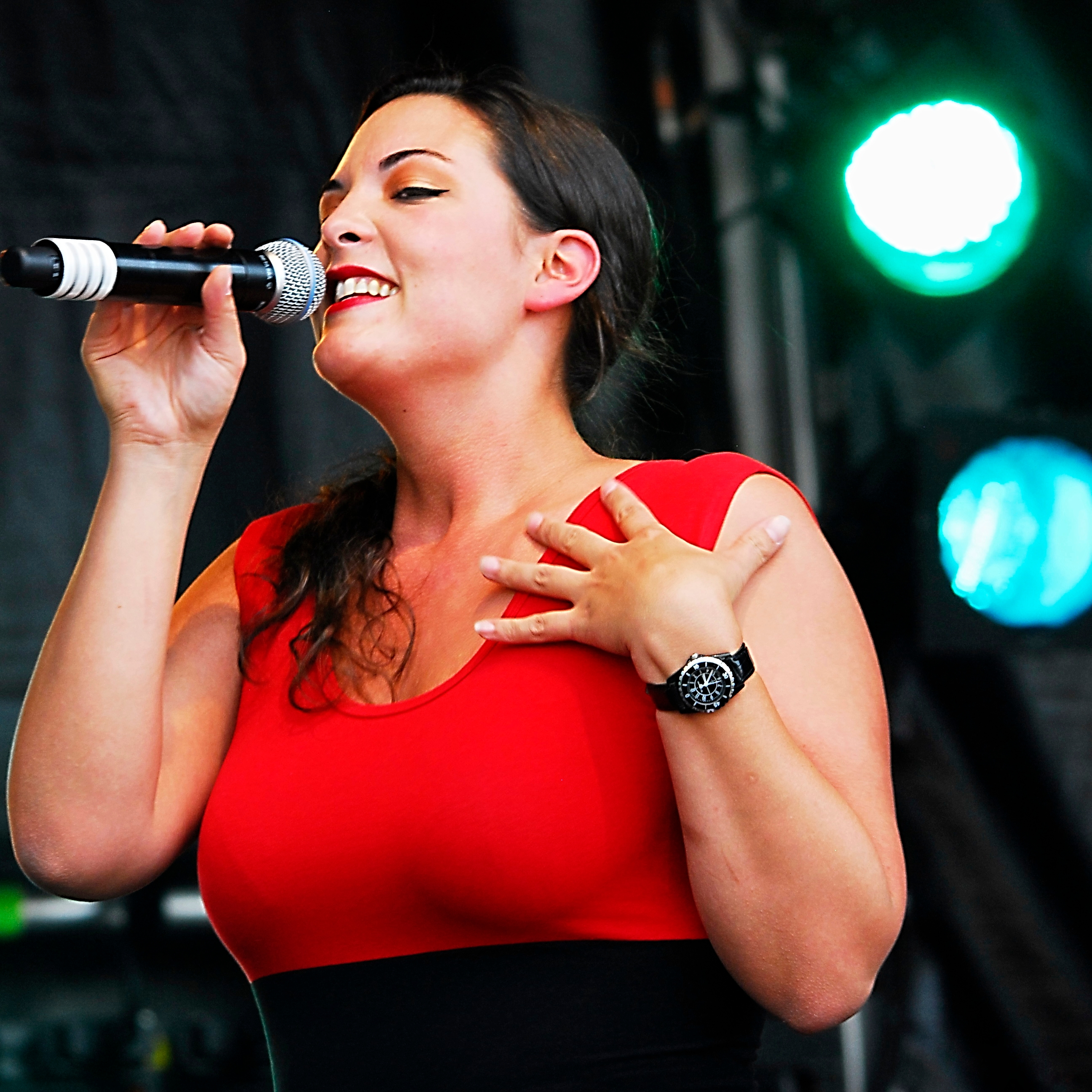
Caro Emerald

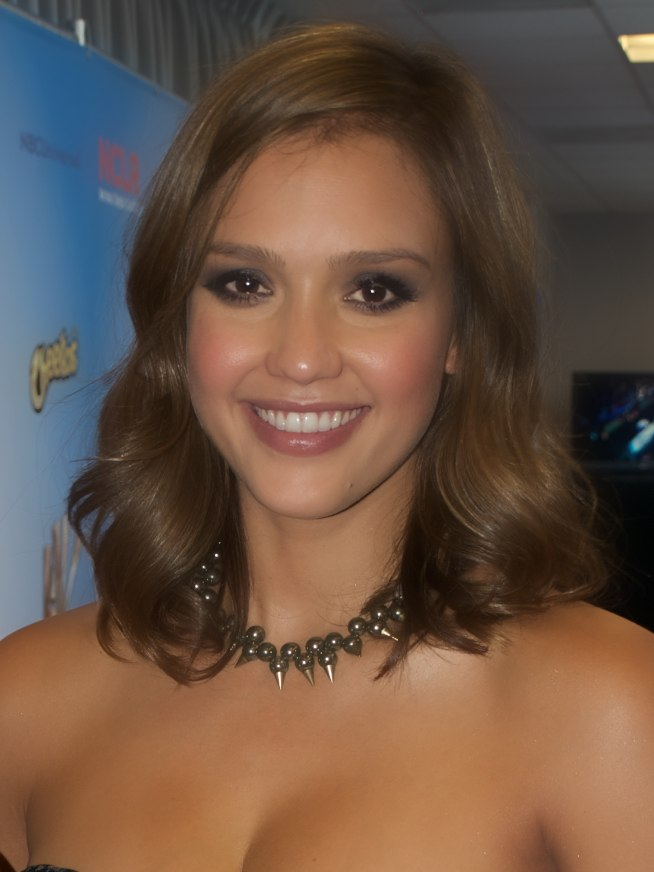
Jessica Alba

- 01. April: Dmitri Nikolajewitsch Archipow, russischer Freestyle-Skifahrer
- 01. April: Sontje Peplow, deutsche Schauspielerin
- 01. April: Bjørn Einar Romøren, norwegischer Skispringer
- 01. April: Hannah Spearritt, britische Schauspielerin und Sängerin
- 04. April: Rubén Felgaer, argentinischer Schachspieler
- 05. April: Tom Riley, britischer Schauspieler
- 05. April: Lucy Scherer, deutsche Musicaldarstellerin
- 05. April: Thomas Blaschek, deutscher Hürdensprinter
- 06. April: Özcan Coşar, deutscher Comedian, Kabarettist, Podcaster, Moderator und Schauspieler
- 06. April: Eliza Coupe, US-amerikanische Schauspielerin
- 06. April: Sheldon Aitana Lawrence, jamaikanischer Dancehall-DJ
- 06. April: Lucas Matías Licht, argentinischer Fußballspieler
- 06. April: Jarret Thomas, US-amerikanischer Snowboarder
- 07. April: Chris Ardoin, US-amerikanischer Musiker
- 09. April: Moran Atias, israelische Fernseh- und Filmschauspielerin
- 09. April: Andrea Micheletti, italienischer Dartspieler
- 09. April: Matthias Schriefl, deutscher Jazztrompeter, Multiinstrumentalist und Komponist
- 10. April: Kristin Kartheuser, deutsche Handballspielerin
- 10. April: Liz McClarnon, britische Sängerin
- 10. April: Yves V, belgischer DJ und Produzent
- 11. April: Alessandra Ambrosio, brasilianisches Topmodel
- 11. April: Jerome James, belizischer Fußballspieler
- 11. April: Motsi Mabuse, südafrikanische Tänzerin
- 11. April: Matt Ryan, britischer Schauspieler
- 11. April: Teo Yoo, südkoreanischer Schauspieler
- 12. April: Nicolás Andrés Burdisso, argentinischer Fußballspieler
- 13. April: Jimmie Augustsson, schwedischer Fußballspieler
- 13. April: Jennifer Meier, deutsche Fußballspielerin
- 13. April: Matjaž Mlakar, slowenischer Handballspieler
- 13. April: Martin Pohl, deutscher Fußballspieler
- 15. April: Andrés Nicolás d’Alessandro, argentinischer Fußballspieler
- 15. April: Picco von Groote, deutsche Schauspielerin
- 15. April: Hannes Wolf, deutscher Fußballtrainer
- 16. April: Anastasios Agritis, griechischer Fußballspieler
- 17. April: Luca Denicolà, Schweizer Fußballspieler
- 17. April: Laura U. Klemke, deutsche Gitarristin
- 18. April: Hannes Amesbauer, österreichischer Politiker
- 18. April: Sol Gabetta, argentinische Cellistin und Fernsehmoderatorin
- 18. April: Maxim Iglinski, kasachischer Radrennfahrer
- 19. April: Hayden Christensen, kanadischer Schauspieler
- 19. April: Catalina Sandino Moreno, kolumbianische Schauspielerin
- 20. April: Michel Abdollahi, iranischer Conférencier, Performance-Künstler, Maler und Literat
- 20. April: Alexander Stevens, deutsch-britischer Rechtsanwalt und Schauspieler
- 21. April: Gerd-Elin Albert, norwegische Handballspielerin
- 21. April: Lina Beckmann, deutsche Schauspielerin
- 21. April: Wissem Hmam, tunesischer Handballspieler und -trainer
- 21. April: Florin Zalomir, rumänischer Fechter († 2022)
- 22. April: Jessica Tatti, deutsche Politikerin
- 22. April: Linda Teuteberg, deutsche Politikerin
- 23. April: Seka Aleksić, serbische Folksängerin
- 23. April: Hiroaki Ishiura, japanischer Automobilrennfahrer
- 24. April: Chen Li-ju, taiwanische Bogenschützin
- 24. April: Andrija Delibašić, montenegrinischer Fußballspieler († 2025)
- 24. April: Marie Friederike Schöder, deutsche Sopranistin
- 25. April: Felipe Massa, brasilianischer Formel-1-Rennfahrer
- 25. April: Anja Pärson, schwedische Skirennläuferin
- 26. April: Matthieu Delpierre, französischer Fußballspieler
- 26. April: Caro Emerald, niederländische Pop- und Jazzsängerin
- 26. April: Teresa Weißbach, deutsche Schauspielerin
- 27. April: Magnus Andersson, schwedischer Fußballspieler
- 27. April: Sandy Mölling, deutsche Popsängerin
- 28. April: Jessica Alba, US-amerikanische Schauspielerin
- 28. April: Ilary Blasi, italienische Schauspielerin und Fotomodell
- 28. April: Michael Ferrante, australischer Fußballspieler
- 29. April: Juliette Ah-Wan, Badmintonspielerin von den Seychellen
- 29. April: Jay Smith, schwedischer Sänger
- 30. April: Kristin Størmer Steira, norwegische Skilangläuferin

### Mai

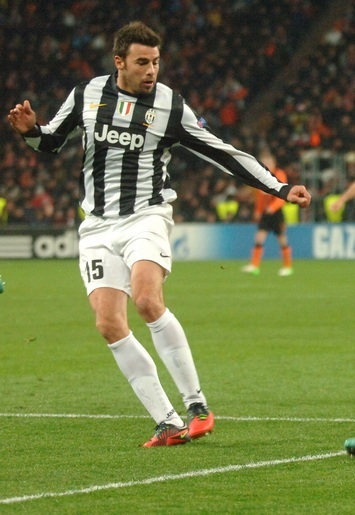
Andrea Barzagli

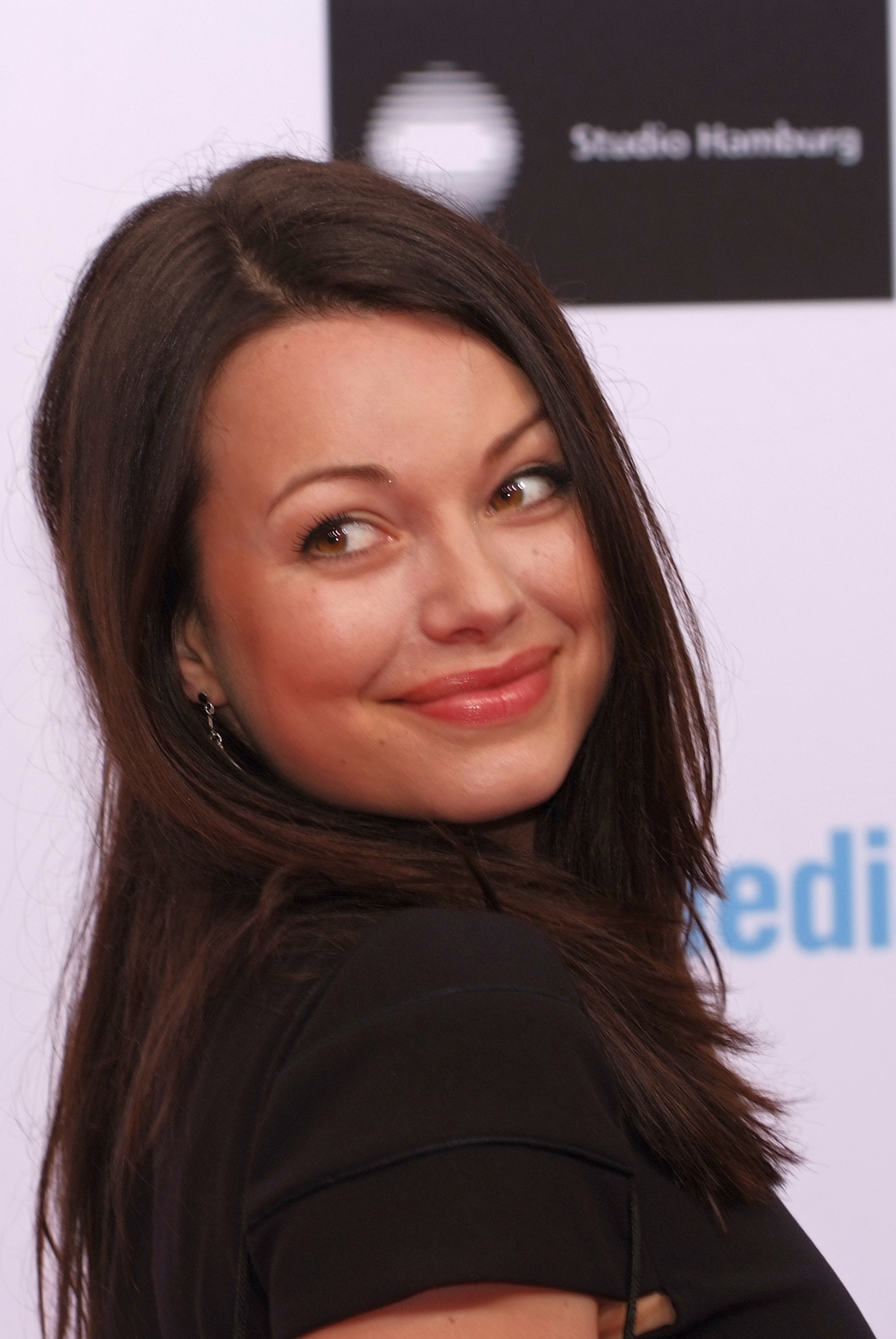
Cosma Shiva Hagen

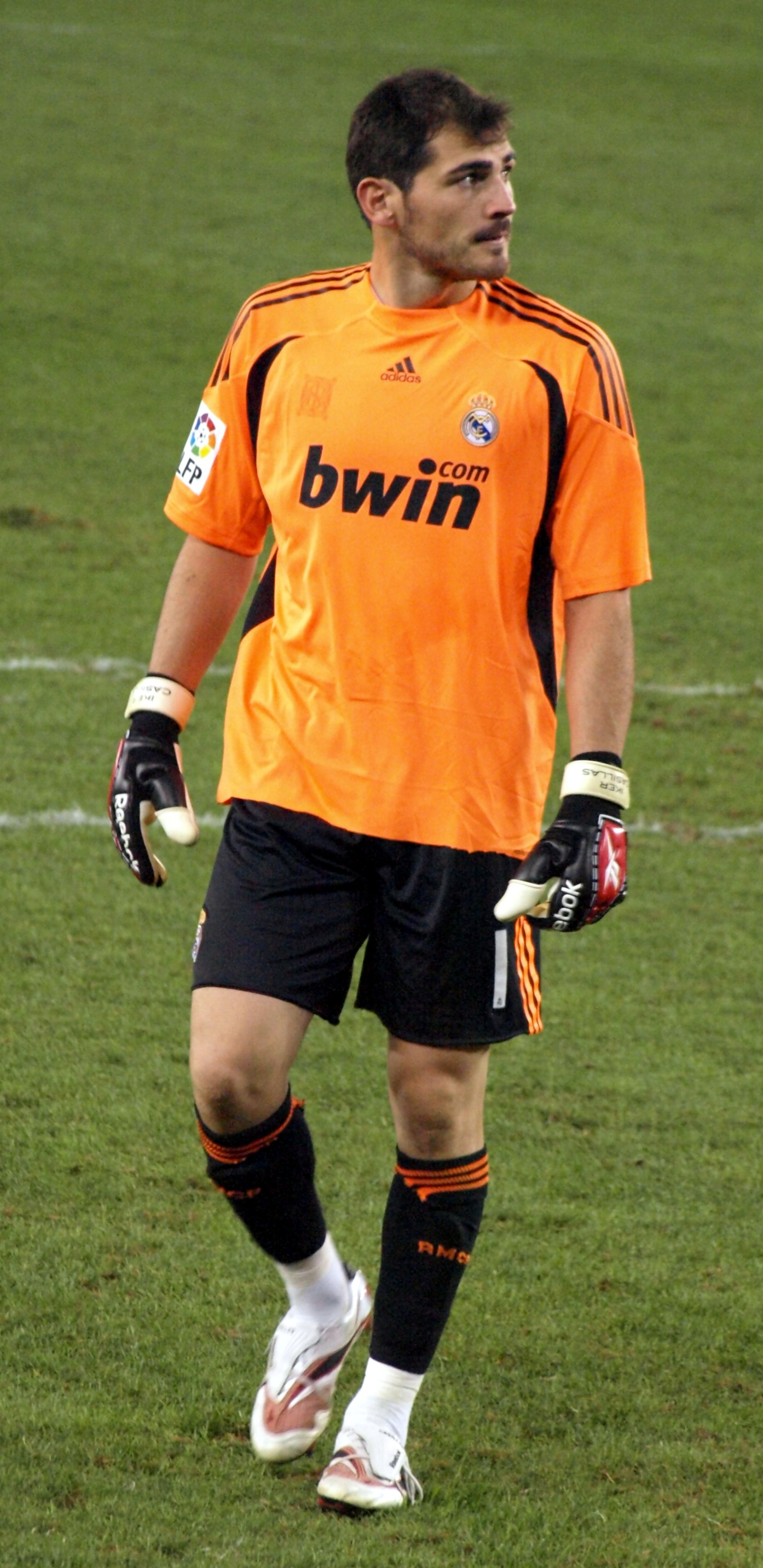
Iker Casillas

- 01. Mai: Manuel Alcides Acosta, panamaischer Baseballspieler
- 01. Mai: Aljaksandr Hleb, weißrussischer Fußballspieler
- 01. Mai: Mirko Venturi, italienischer Automobilrennfahrer
- 02. Mai: Tiago, portugiesischer Fußballspieler
- 03. Mai: Charlie Brooks, britische Schauspielerin
- 03. Mai: Masha Tokareva, deutsch-russische Schauspielerin
- 05. Mai: Craig David, britischer R&B-Sänger
- 05. Mai: Mariano González, argentinischer Fußballspieler
- 06. Mai: Guglielmo Stendardo, italienischer Fußballspieler
- 07. Mai: Stefan Räpple, deutscher Psychologischer Berater und Politiker
- 08. Mai: Stephen Amell, kanadischer Schauspieler
- 08. Mai: Andrea Barzagli, italienischer Fußballspieler
- 09. Mai: Oliver Zaugg, Schweizer Radrennfahrer
- 10. Mai: Péter Ács, ungarischer Schachmeister
- 10. Mai: Aniekan Archibong, nigerianischer Basketballspieler
- 10. Mai: Arkadiusz Gołaś, polnischer Volleyballspieler († 2005)
- 10. Mai: Humberto Suazo, chilenischer Fußballspieler
- 11. Mai: Austin O’Brien, US-amerikanischer Filmschauspieler
- 12. Mai: Anna Gadt, polnische Jazzsängerin
- 12. Mai: Alexander Trost, deutscher Handballspieler
- 12. Mai: Astrix, israelischer Progressive- & Psytrance-DJ und -Produzent
- 13. Mai: Greg Amadio, kanadischer Eishockeyspieler
- 13. Mai: Asmir Avdukić, bosnischer Fußballspieler
- 13. Mai: Fabiana Diniz, brasilianische Handballspielerin
- 13. Mai: Nicolás Frutos, argentinischer Fußballspieler
- 13. Mai: Sunny Leone, indisch-kanadische Schauspielerin und ehemalige Pornodarstellerin
- 13. Mai: Matías Lequi, italienisch-argentinischer Fußballspieler
- 13. Mai: Rebecka Liljeberg, schwedische Schauspielerin
- 14. Mai: Antti Aarnio, finnischer Eishockeyspieler
- 14. Mai: Björn Andrae, deutscher Volleyballspieler
- 14. Mai: Simon Eckert, deutscher Schauspieler
- 14. Mai: Júlia Sebestyén, ungarische Eiskunstläuferin
- 15. Mai: Myriam Abdelhamid, französische Sängerin
- 15. Mai: Ben, deutscher Sänger
- 16. Mai: Joseph Morgan, britischer Schauspieler
- 17. Mai: Krisztina Ádám, ungarische Badmintonspielerin
- 17. Mai: Pasi Ahonen, finnischer Skispringer
- 17. Mai: Vladan Grujić, bosnisch-herzegowinischer Fußballspieler
- 17. Mai: Jan-Fiete Buschmann, deutscher Handballspieler
- 17. Mai: Cosma Shiva Hagen, deutsche Schauspielerin
- 17. Mai: Katrin Kliehm, deutsche Fußballspielerin
- 17. Mai: Schiri Maimon, israelische Sängerin
- 18. Mai: Christa Schäpertöns, deutsche Fußballspielerin
- 19. Mai: Roger Aiken, irischer Radrennfahrer
- 19. Mai: Luciano Figueroa, argentinischer Fußballspieler
- 19. Mai: Sina Schielke, deutsche Leichtathletin
- 19. Mai: Felix Zwayer, deutscher Fußballschiedsrichter
- 19. Mai: Onkel Zwieback, deutscher Rapper und Musikproduzent
- 20. Mai: Iker Casillas, spanischer Fußballspieler
- 20. Mai: Rachel Platten, US-amerikanische R&B- und Popsängerin
- 21. Mai: Craig Anderson, US-amerikanischer Eishockeytorwart
- 21. Mai: David Appel, tschechischer Eishockeyspieler
- 21. Mai: Belladonna, US-amerikanische Pornodarstellerin
- 21. Mai: Maximilian Mutzke, deutscher Sänger und Schlagzeuger
- 21. Mai: Anna Rogowska, polnische Leichtathletin
- 21. Mai: Kaja Schmidt-Tychsen, deutsche Schauspielerin
- 22. Mai: Bryan Danielson, besser bekannt als Daniel Bryan, US-amerikanischer Wrestler
- 22. Mai: Jürgen Melzer, österreichischer Tennisspieler
- 24. Mai: Thomas Vulivuli, fidschianischer Fußballspieler
- 25. Mai: Dirk Werner, deutscher Automobilrennfahrer
- 26. Mai: Eda-Ines Etti, estnische Sängerin
- 27. Mai: Ben Davies, englischer Fußballspieler
- 27. Mai: Alina Cojocaru, Solistin beim Royal Ballet
- 27. Mai: Stefan Heythausen, deutscher Eisschnellläufer
- 27. Mai: Helmut La, österreichischer Schauspieler
- 27. Mai: Miloy, angolanischer Fußballspieler
- 28. Mai: Adam Green, US-amerikanischer Sänger und Songwriter
- 28. Mai: Boris Herrmann, deutscher Berufs-Segelsportler
- 28. Mai: Uta Kargel, deutsche Schauspielerin
- 28. Mai: Aaron Schock, US-amerikanischer Politiker
- 28. Mai: Gábor Talmácsi, ungarischer Motorradrennfahrer
- 29. Mai: Andrei Sergejewitsch Arschawin, russischer Fußballspieler
- 30. Mai: Igor Abakoumov, belgischer Radrennfahrer
- 30. Mai: Devendra Banhart, US-amerikanischer Psychedelic-Folk-Sänger und Songwriter
- 30. Mai: Ahmad Elrich, libanesisch-australischer Fußballspieler
- 30. Mai: Lars Møller Madsen, dänischer Handballspieler
- 31. Mai: Mikael Antonsson, schwedischer Fußballspieler
- 31. Mai: Daniele Bonera, italienischer Fußballspieler
- 31. Mai: Simon Pearce, deutscher Schauspieler
- 31. Mai: Marlies Schild, österreichische Skirennläuferin

### Juni
- 01. Juni: Kenan Aşkan, türkischer Fußballspieler
- 01. Juni: Thorben Marx, deutscher Fußballspieler
- 01. Juni: Sabrina Schepmann, deutsches Fotomodell, Schönheitskönigin und Fotografin
- 01. Juni: Amy Schumer, US-amerikanische Schauspielerin und Drehbuchautorin
- 03. Juni: Mike Adam, kanadischer Curler
- 03. Juni: Hannes Loth, deutscher Politiker
- 04. Juni: Joey Duin, niederländischer Handballspieler
- 04. Juni: Tobias Karlsson, schwedischer Handballspieler
- 05. Juni: Serhat Akın, türkischer Fußballspieler
- 06. Juni: João Paulo, portugiesischer Fußballspieler
- 07. Juni: Marco Guida, italienischer Fußballschiedsrichter
- 07. Juni: Anna Sergejewna Kurnikowa, russische Profi-Tennisspielerin
- 07. Juni: Michael Laverty, nordirischer Motorradrennfahrer
- 08. Juni: Matteo Meneghello, italienischer Automobilrennfahrer
- 08. Juni: Alex Band, US-amerikanischer Sänger
- 08. Juni: Sara Watkins, US-amerikanische Fiddlespielerin und Singer-Songwriterin
- 09. Juni: Matthias Aschenbroich, deutscher Handballspieler
- 09. Juni: Irakli Labadse, georgischer Tennisspieler
- 09. Juni: Daniel Larsson, schwedischer Dartspieler

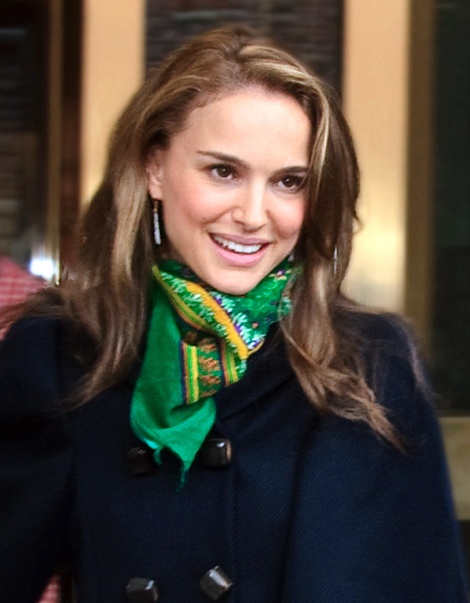
Natalie Portman

- 09. Juni: Natalie Portman, US-amerikanische Schauspielerin
- 09. Juni: Kasper Søndergaard, dänischer Handballspieler
- 10. Juni: Alejandro Damián Domínguez, argentinischer Fußballspieler
- 10. Juni: Jonathan Bennett, US-amerikanischer Schauspieler
- 11. Juni: Emiliano Moretti, italienischer Fußballspieler

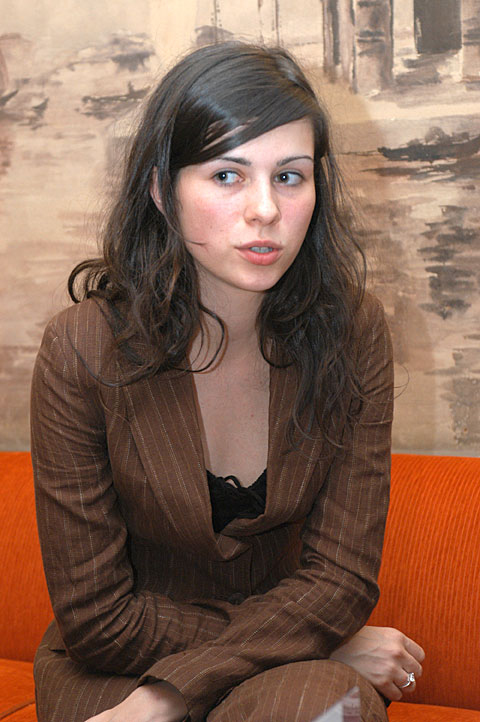
Nora Tschirner

- 12. Juni: Nora Tschirner, deutsche Schauspielerin und Moderatorin
- 12. Juni: Adriana Lima, brasilianisches Supermodel
- 12. Juni: Klemen Lavrič, slowenischer Fußballspieler
- 13. Juni: Jérémy Bury, französischer Karambolagespieler
- 13. Juni: Julischka Eichel, deutsche Schauspielerin
- 13. Juni: Chris Evans, US-amerikanischer Schauspieler

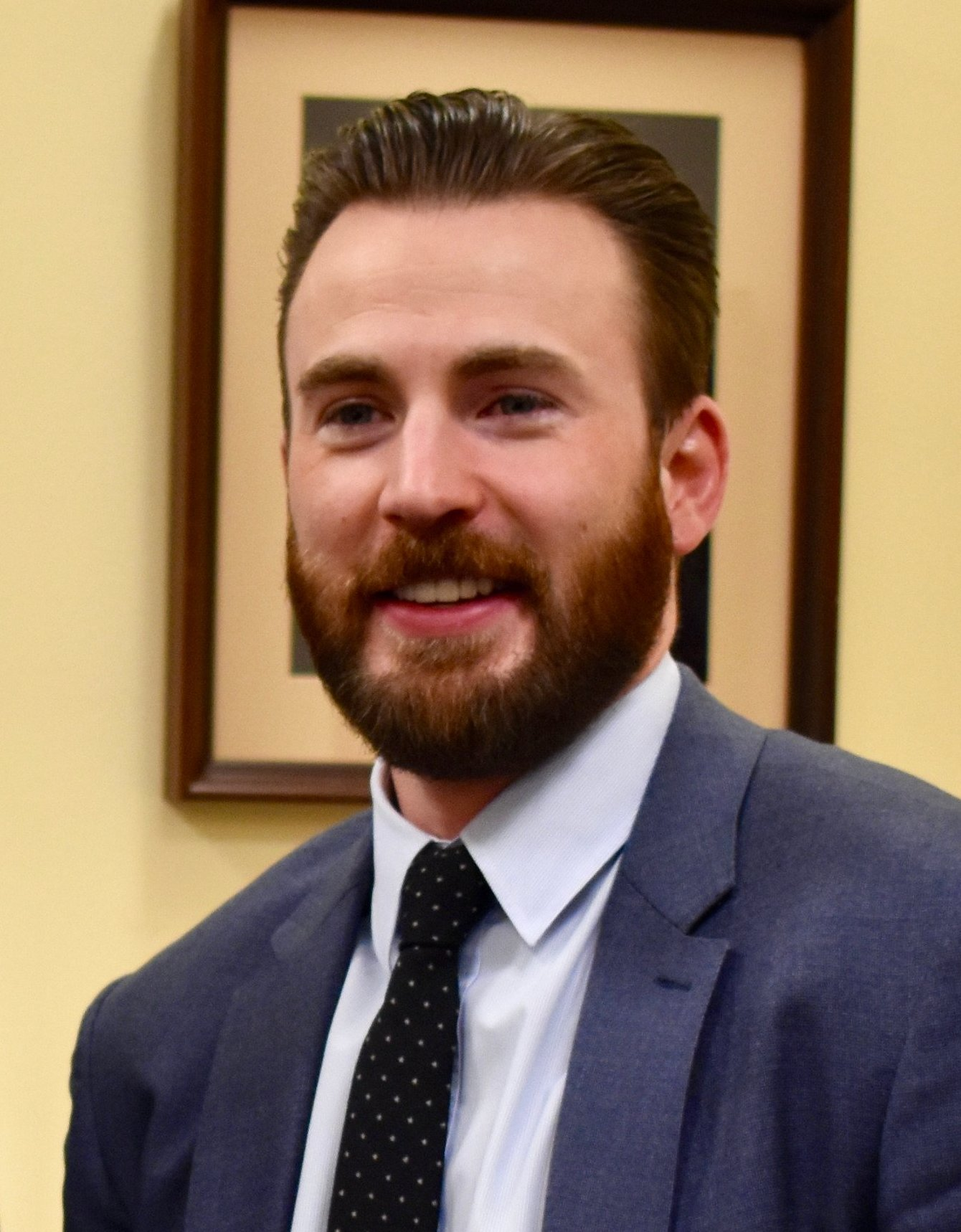
Chris Evans

- 13. Juni: Pheline Roggan, deutsche Schauspielerin
- 13. Juni: Radim Vrbata, tschechischer Eishockeyspieler
- 15. Juni: Marcus Cleverly, dänischer Handballspieler
- 15. Juni: Anke Johannsen, deutsche Sängerin, Pianistin und Songwriterin
- 15. Juni: Ameli Neureuther, deutsche Modestylistin
- 15. Juni: Jakob Thoustrup, dänischer Handballspieler
- 16. Juni: David Buxo, andorranischer Fußballspieler
- 16. Juni: Ben Kweller, US-amerikanischer Musiker
- 18. Juni: Thomas Bruhn, dänischer Handballspieler
- 18. Juni: Marco Streller, Schweizer Fußballspieler
- 19. Juni: Martin Abadir, österreichischer Handballspieler
- 20. Juni: Angerfist, niederländischer Techno-Musiker und DJ
- 21. Juni: An Qi, chinesischer Fußballspieler
- 21. Juni: Michael Hackert, deutscher Eishockeyspieler
- 21. Juni: Christian Montanari, san-marinesischer Automobilrennfahrer
- 22. Juni: Mathias Abel, deutscher Fußballspieler
- 22. Juni: Val Hillebrand, belgischer Automobilrennfahrer
- 22. Juni: Isabell Polak, deutsche Schauspielerin
- 23. Juni: Walter Lechner junior, österreichischer Automobilrennfahrer
- 23. Juni: Björn Schlicke, deutscher Fußballspieler

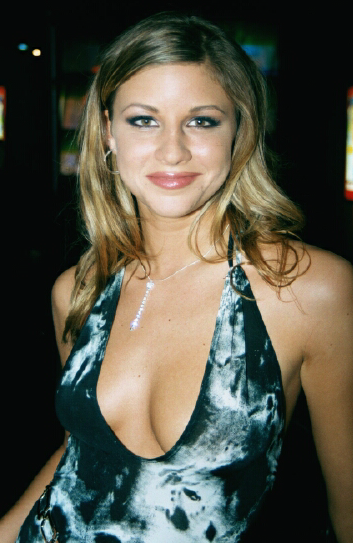
Monica Sweetheart

- 23. Juni: Monica Sweetheart, tschechische Pornodarstellerin
- 24. Juni: Juliette Greco, deutsche Theater- und Fernsehschauspielerin
- 24. Juni: Marco Vorbeck, deutscher Fußballspieler

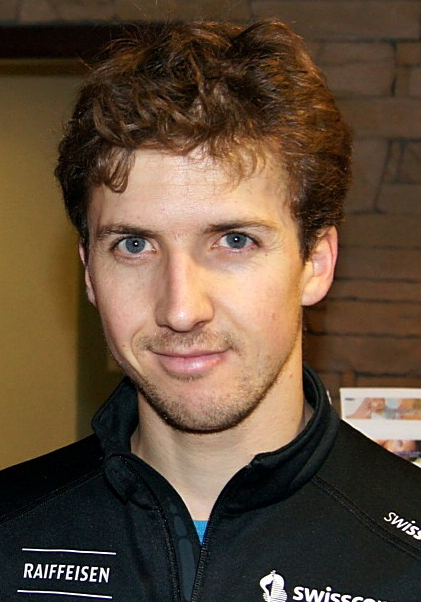
Simon Ammann

- 25. Juni: Simon Ammann, Schweizer Skispringer
- 25. Juni: Matt Schaub, US-amerikanischer American-Football-Spieler
- 26. Juni: Paolo Cannavaro, italienischer Fußballspieler
- 26. Juni: Natalja Nikolajewna Antjuch, russische Leichtathletin und Olympionikin
- 27. Juni: Money Boy, österreichischer Rapper
- 27. Juni: Martina García, kolumbianische Schauspielerin
- 27. Juni: Cléber Santana, brasilianischer Fußballspieler († 2016)
- 28. Juni: Mara Santangelo, italienische Tennisspielerin
- 30. Juni: Can Artam, türkischer Automobilrennfahrer
- 30. Juni: Deividas Česnauskis, litauischer Fußballspieler
- 30. Juni: Alissa Jung, deutsche Schauspielerin
- 30. Juni: Barbora Špotáková, tschechische Leichtathletin, Olympiasiegerin

### Juli

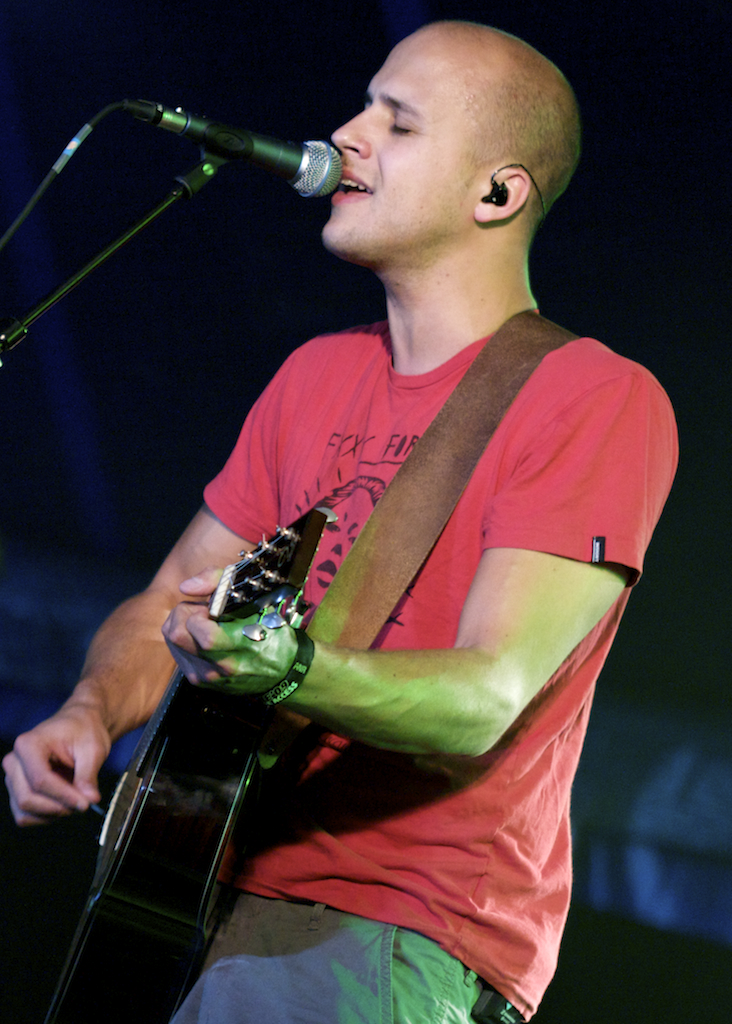
Milow

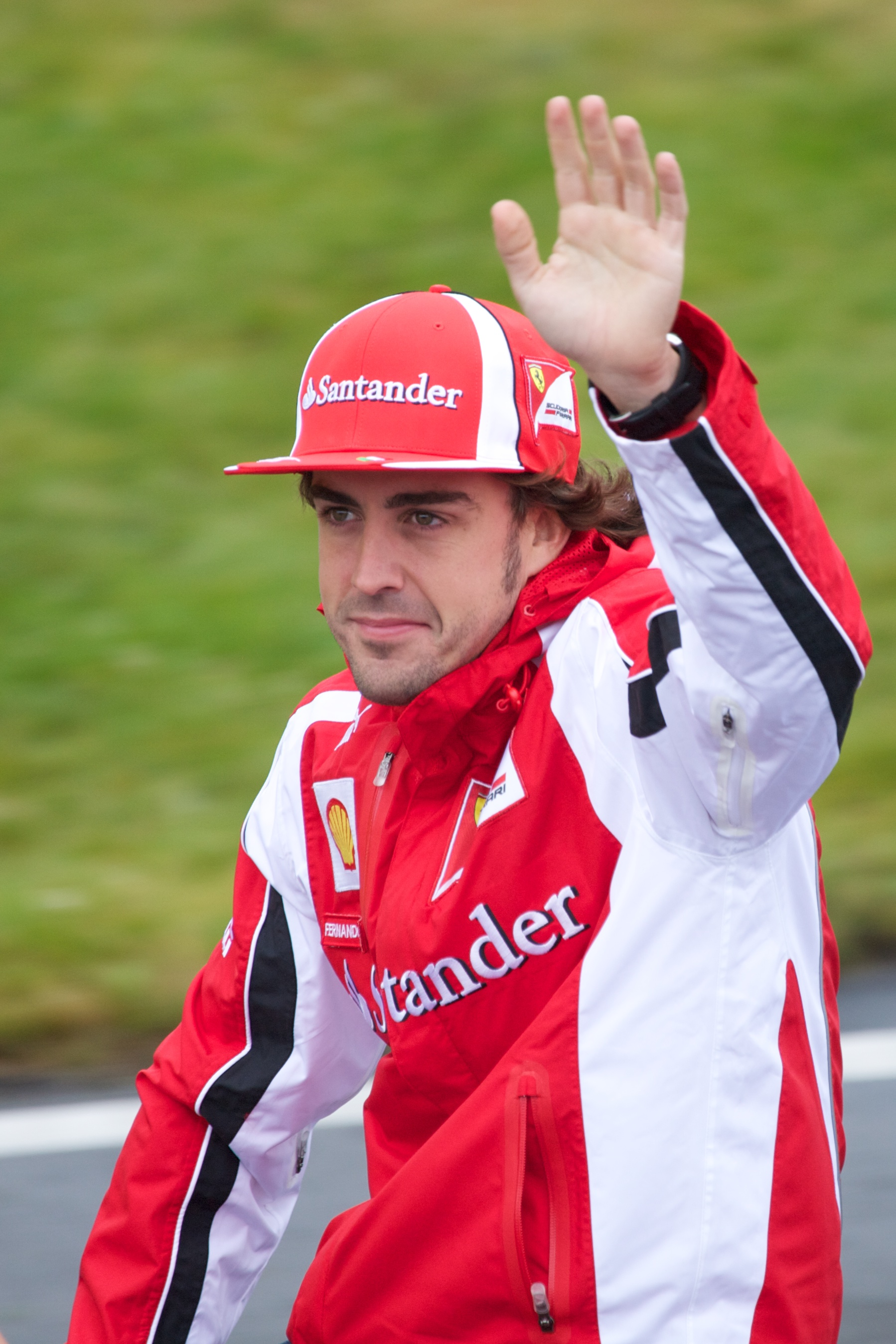
Fernando Alonso

- 02. Juli: Alex Koroknay-Palicz, US-amerikanischer Aktivist für die Rechte der Jugend
- 03. Juli: Inés Arrimadas García, spanische Politikerin und Parlamentarierin
- 03. Juli: Silvia Fuhrmann, österreichische Politikerin
- 04. Juli: Christoph Preuß, deutscher Fußballspieler
- 04. Juli: Tahar Rahim, französischer Schauspieler
- 06. Juli: Roman Nikolajewitsch Schirokow, russischer Fußballspieler
- 07. Juli: Omar Naber, slowenischer Popsänger
- 07. Juli: Osvaldo Zambrana, bolivianischer Schachgroßmeister
- 08. Juli: Alexander Merbeth, deutscher Schauspieler
- 08. Juli: Anastassija Andrejewna Myskina, russische Tennisspielerin
- 08. Juli: Ang Li Peng, malaysische Badmintonspielerin
- 08. Juli: Ashley Blue, US-amerikanische Pornodarstellerin
- 09. Juli: Risto Arnaudovski, kroatisch-mazedonischer Handballspieler
- 09. Juli: Sahra Amir Ebrahimi, iranische Fernsehschauspielerin
- 09. Juli: Rutger Smith, niederländischer Leichtathlet
- 09. Juli: Marco Stark, deutscher Fußballspieler
- 10. Juli: Ciro Capuano, italienischer Fußballspieler
- 10. Juli: Antun Kovacic, australischer Fußballspieler
- 10. Juli: Giancarlo Serenelli, venezolanischer Automobilrennfahrer
- 10. Juli: Christine Wenzel, deutsche Sportschützin
- 12. Juli: Marco di Bello, italienischer Fußballschiedsrichter
- 12. Juli: Marco Jetzer, Schweizer Wasserballspieler
- 13. Juli: Darío Díaz, argentinischer Radrennfahrer
- 13. Juli: Niveen Khashab, libanesisch-saudische Chemikerin
- 13. Juli: João Paulo de Oliveira, brasilianischer Automobilrennfahrer
- 14. Juli: Alexander Abraham, armenischer Boxer
- 14. Juli: Matti Hautamäki, finnischer Skispringer
- 14. Juli: Milow, belgischer Sänger
- 14. Juli: Julia Zimth, deutsche Schauspielerin, Synchronsprecherin, Drehbuchautorin, Regisseurin und Filmproduzentin
- 15. Juli: José María Calvo, argentinischer Fußballspieler
- 15. Juli: Davide Massa, italienischer Fußballschiedsrichter
- 15. Juli: Gabriel Raab, deutscher Schauspieler
- 15. Juli: Nick Sirianni, US-amerikanischer Footballtrainer
- 16. Juli: Vigdis Hårsaker, norwegische Handballspielerin
- 16. Juli: Robert Kranjec, slowenischer Skispringer
- 17. Juli: Stefan Schröder, deutscher Handballspieler und -trainer
- 17. Juli: Mélanie Thierry, französische Schauspielerin und Model
- 17. Juli: Anthony West, australischer Motorradrennfahrer
- 18. Juli: Verena Kerth, deutsche TV- und Radiomoderatorin
- 18. Juli: Esther Vergeer, niederländische Rollstuhltennisspielerin
- 19. Juli: Didz Hammond, US-amerikanischer Musiker
- 21. Juli: Jack Howard, mikronesischer Leichtathlet
- 21. Juli: John Howard, mikronesischer Leichtathlet
- 21. Juli: Gerrit Jansen, deutscher Schauspieler
- 21. Juli: Joaquín Sánchez Rodríguez, spanischer Fußballspieler
- 21. Juli: Stefan Schumacher, deutscher Profi-Radfahrer
- 21. Juli: Anja Taschenberg, deutsche Schauspielerin
- 22. Juli: Floriane Eichhorn, deutsche Schauspielerin
- 22. Juli: Fritzi Eichhorn, deutsche Schauspielerin
- 22. Juli: Clive Standen, britischer Schauspieler
- 23. Juli: Dario Damjanović, bosnisch-herzegowinischer Fußballspieler
- 23. Juli: Susan Hoecke, deutsche Schauspielerin und Model
- 23. Juli: Jarkko Nieminen, finnischer Tennisspieler
- 24. Juli: Nayib Bukele, salvadorianischer Politiker
- 25. Juli: Noel Baxter, britischer Skirennläufer
- 25. Juli: Juho Hänninen, finnischer Rallyefahrer
- 25. Juli: Cédric Paty, französischer Handballspieler
- 26. Juli: Vildan Atasever, türkische Schauspielerin
- 26. Juli: Liam Talbot, australischer Autorennfahrer
- 27. Juli: Dan Jones, britischer Schriftsteller, Journalist und Historiker
- 28. Juli: Mathieu Béda, französischer Fußballspieler
- 28. Juli: Patrick Long, US-amerikanischer Automobilrennfahrer
- 28. Juli: Giorgio Sernagiotto, italienischer Automobilrennfahrer
- 29. Juli: Ahmad Hassan Abdullah, katarischer Langstreckenläufer
- 29. Juli: Fernando Alonso, spanischer Automobilrennfahrer
- 29. Juli: Mirya Kalmuth, deutsche Schauspielerin
- 29. Juli: Abdelkader Laïfaoui, algerischer Fußballspieler
- 29. Juli: Silvana Pacheco Gallardo, peruanische Schachspielerin, -trainerin und -schiedsrichterin
- 30. Juli: Nicky Hayden, US-amerikanischer Motorradrennfahrer († 2017)
- 30. Juli: Juan Smith, südafrikanischer Rugbyspieler
- 31. Juli: Márcio Luiz Adurens, brasilianischer Fußballspieler
- 31. Juli: Ira Losco, maltesische Sängerin
- 31. Juli: Clemente Juan Rodríguez, argentinischer Fußballspieler
- 00. Juli: Dennis Hormes, deutscher Gitarrist und Sänger

### August

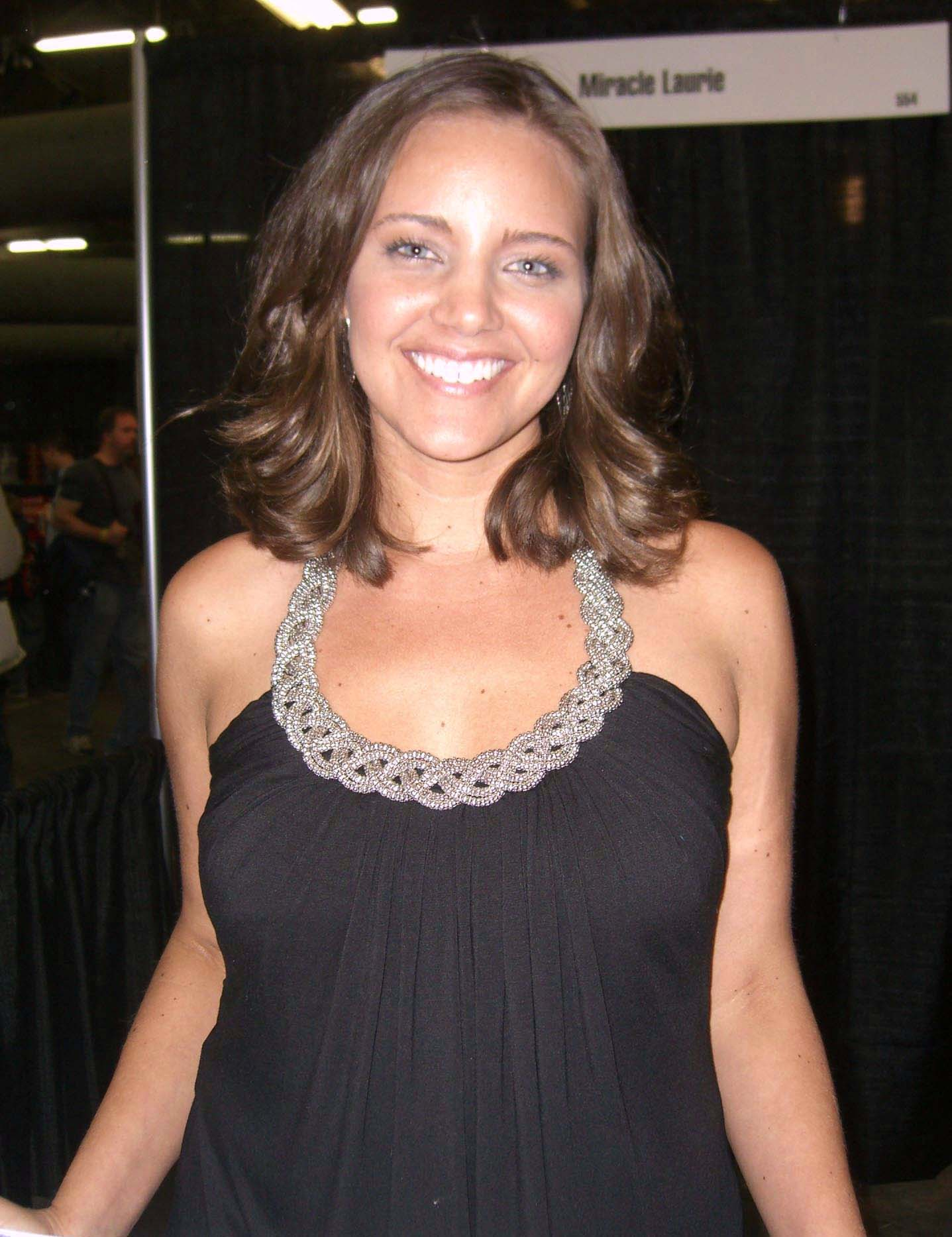
Miracle Laurie

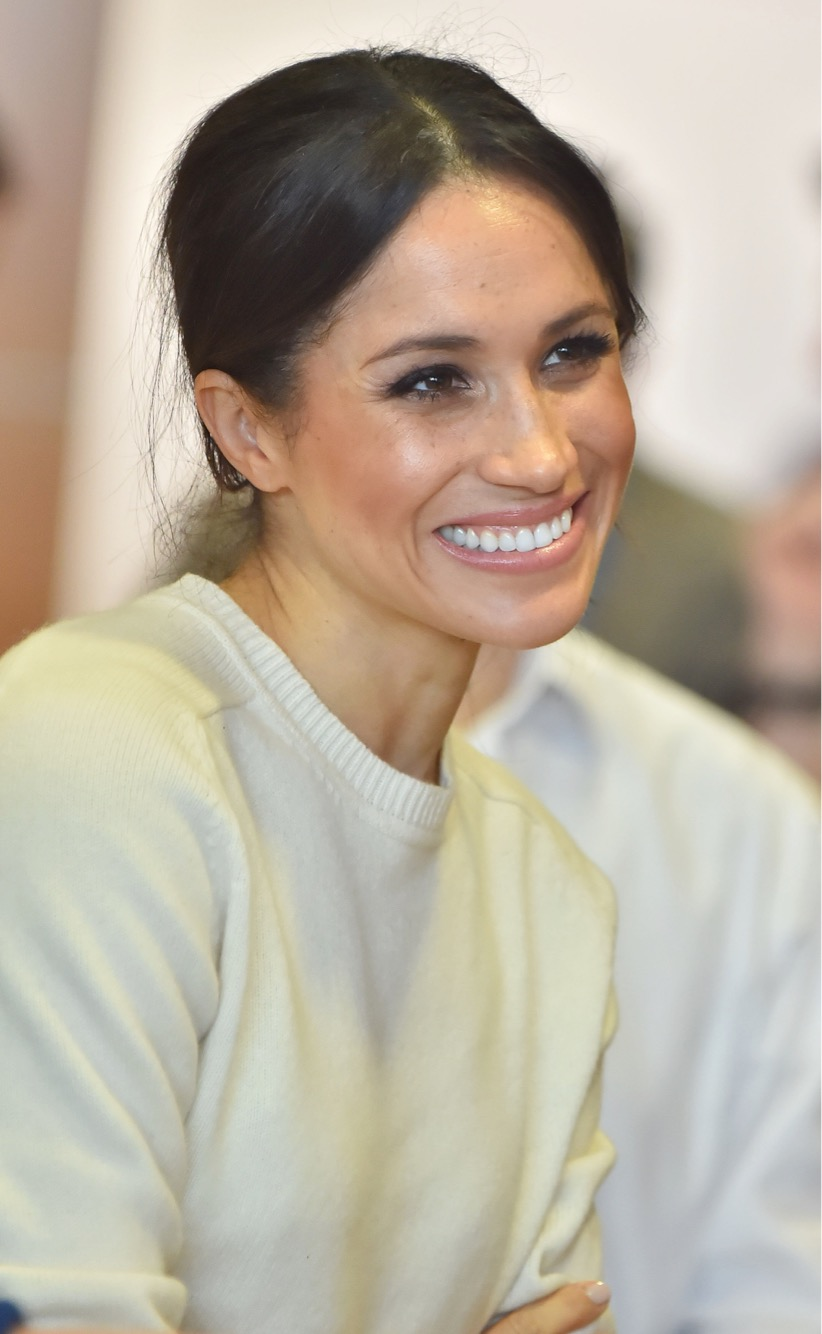
Meghan Markle (2018)

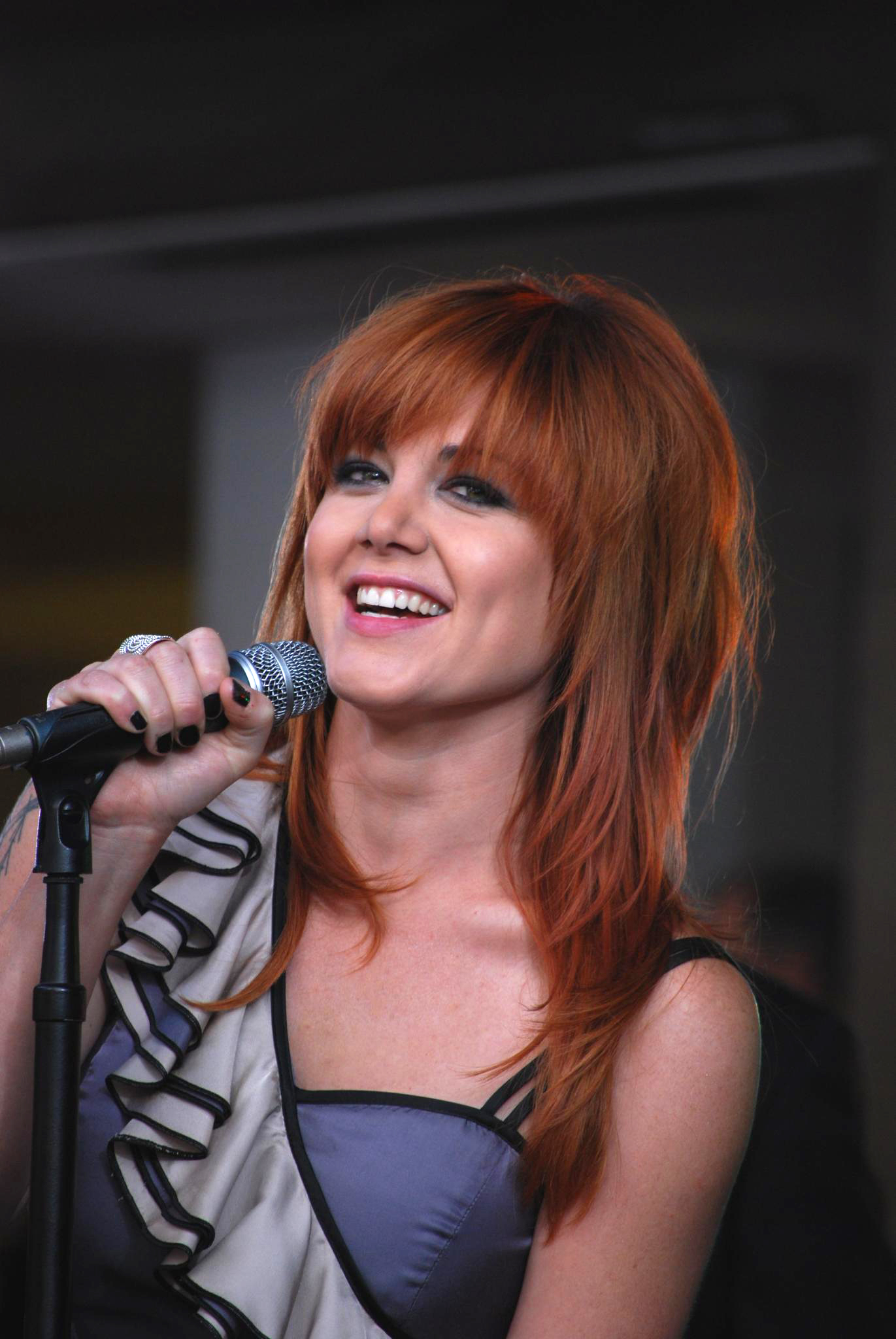
Vanessa Amorosi

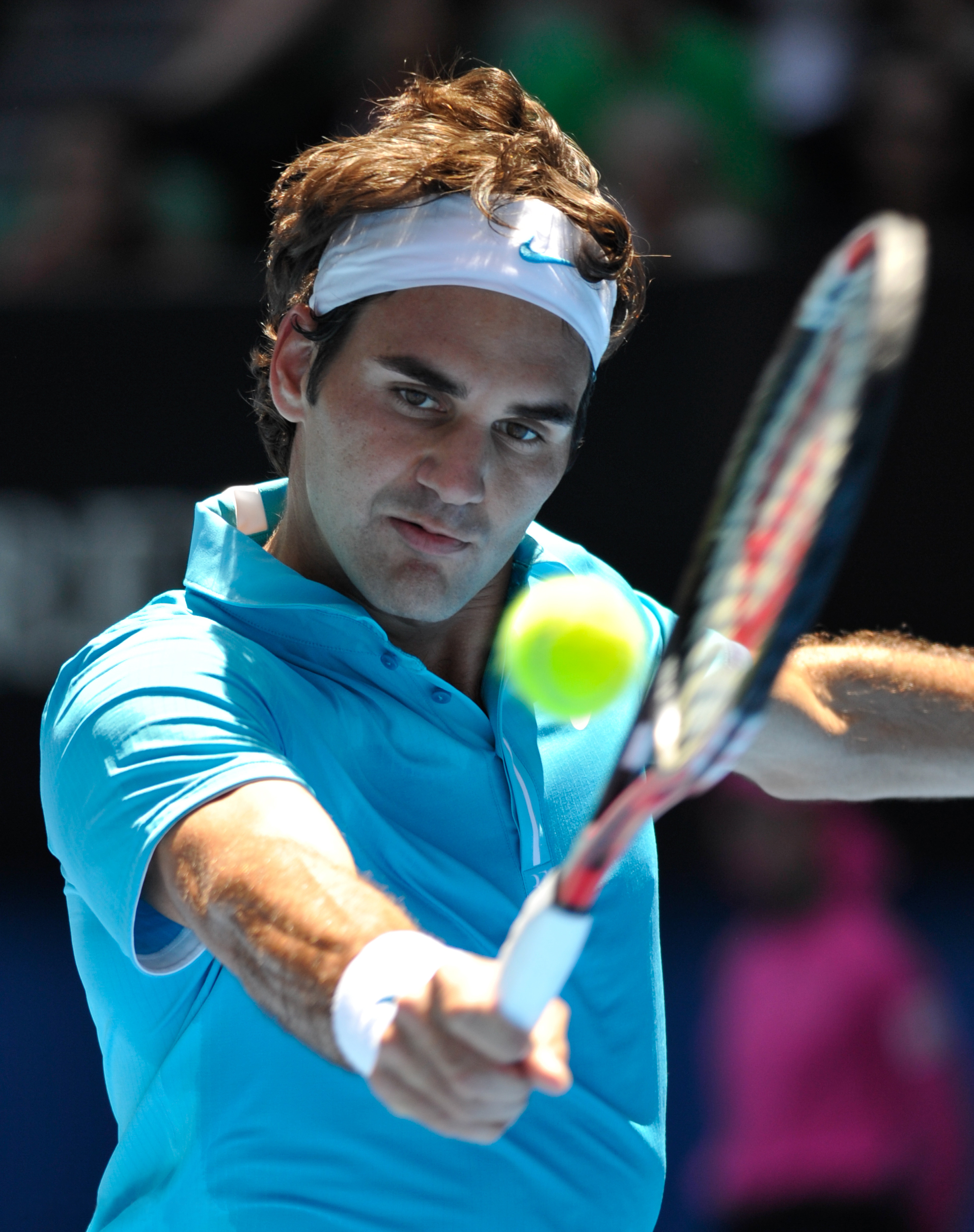
Roger Federer

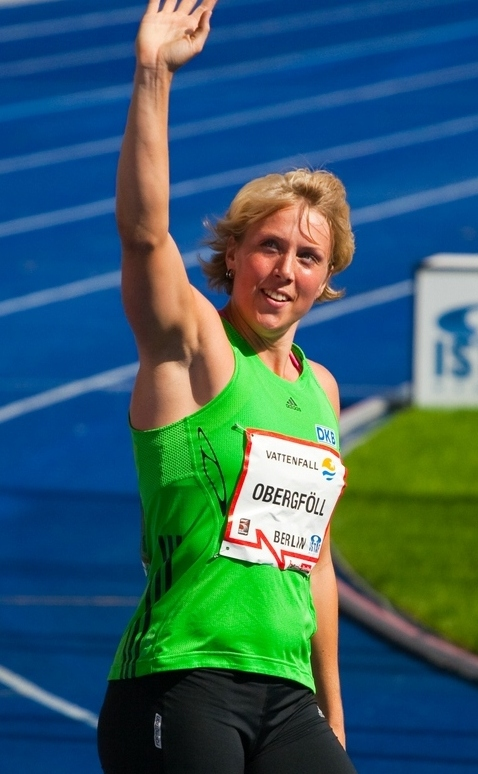
Christina Obergföll

- 01. August: Ashley Parker Angel, US-amerikanischer Popsänger
- 01. August: Christofer Heimeroth, deutscher Fußballtorhüter
- 01. August: Manuela Kraller, deutsche Sängerin
- 01. August: Miracle Laurie, US-amerikanische Schauspielerin
- 01. August: Hans Ottar Lindberg, dänischer Handballspieler
- 01. August: Melanie Raabe, deutsche Schriftstellerin
- 03. August: Pablo Ibáñez, spanischer Fußballspieler
- 04. August: Nelli Aghinjan, armenische Schachspielerin
- 04. August: Malchas Assatiani, georgischer Fußballspieler
- 04. August: Gabriel Fernando Atz, brasilianischer Fußballspieler
- 04. August: Michael Binder, deutscher Handballspieler
- 04. August: Benjamin Lauth, deutscher Fußballspieler
- 04. August: Meghan, Duchess of Sussex, englische Herzogin und frühere US-Schauspielerin
- 04. August: Florian Silbereisen, deutscher Fernsehmoderator und Sänger
- 05. August: Arthur Elias, brasilianischer Fußballtrainer
- 05. August: Maik Franz, deutscher Fußballspieler
- 05. August: Rachel Joy Scott, Opfer des Schulmassakers von Littleton († 1999)
- 05. August: Jesse Williams, US-amerikanischer Schauspieler
- 06. August: Thomas Greilinger, deutscher Eishockeyspieler
- 06. August: Abdul Kader Keïta, ivorischer Fußballspieler
- 06. August: Vitantonio Liuzzi, italienischer Automobilrennfahrer
- 06. August: Axel Moustache, rumänischer Schauspieler
- 07. August: Tarō Asasekiryū, mongolischer Sumōringer
- 07. August: Anne Diemer, deutsche Schauspielerin
- 08. August: Vanessa Amorosi, australische Popsängerin
- 08. August: Roger Federer, Schweizer Tennisspieler
- 09. August: Alexandra Uhlig, deutsche Handballspielerin
- 09. August: Li Jia Wei, Tischtennisspielerin aus Singapur
- 10. August: Tam Courts, schottischer Fußballspieler und -trainer
- 10. August: Taufik Hidayat, indonesischer Badminton-Spieler
- 10. August: Malik Muadh, saudi-arabischer Fußballspieler
- 11. August: Lotte de Beer, niederländische Opernregisseurin
- 12. August: Djibril Cissé, französischer Fußballer
- 12. August: Emiliano Dudar, argentinischer Fußballspieler
- 13. August: Murat Akyüz, türkischer Fußballspieler
- 14. August: Ömer Ateş, türkischer Fußballspieler
- 14. August: Scott Lipsky, US-amerikanischer Tennisspieler
- 15. August: Silvan Zurbriggen, Schweizer Skirennfahrer
- 16. August: Karim Bridji, algerischer Fußballer
- 16. August: Vlatko Mitkov, mazedonischer Handballspieler
- 16. August: Roque Santa Cruz, paraguayischer Fußballspieler
- 17. August: Don Muhlbach, US-amerikanischer American-Football-Spieler
- 18. August: Francisco Javier Abad, spanischer Mittelstreckenläufer
- 18. August: César Delgado, argentinischer Fußballspieler
- 18. August: Memo Rojas, mexikanischer Automobilrennfahrer
- 18. August: Nils Seethaler, deutscher Kulturanthropologe
- 18. August: Frank Wahl, deutscher Handballspieler
- 20. August: Ben Barnes, britischer Schauspieler
- 20. August: Alexander Blinow, russischer Sportschütze
- 20. August: Jacob Weigert, deutscher Schauspieler und Synchronsprecher
- 21. August: Ryan Griffiths, australischer Fußballspieler
- 21. August: Erin Kelly, US-amerikanische Schauspielerin
- 22. August: Christina Obergföll, deutsche Leichtathletin (Speerwurf)
- 23. August: Carlos Cuéllar, spanischer Fußballspieler
- 23. August: Jaime Lee Kirchner, US-amerikanische Schauspielerin
- 23. August: Stephan Loboué, deutsch-ivorischer Fußballspieler
- 24. August: Chad Michael Murray, US-amerikanischer Schauspieler
- 25. August: Rachel Bilson, US-amerikanische Schauspielerin
- 25. August: Sina-Maria Gerhardt, deutsche Theater- und Filmschauspielerin
- 25. August: Shiva Keshavan, indischer Rennrodler
- 26. August: Ali Yousef Al Rumaihi, katarischer Springreiter
- 26. August: Robin Bade, deutscher Radio- und Fernsehmoderator
- 27. August: Patrick J. Adams, kanadischer Schauspieler
- 27. August: Maxwell Scherrer Cabelino Andrade, brasilianischer Fußballspieler
- 27. August: Alessandro Gamberini, italienischer Fußballspieler
- 27. August: Richard Sterne, südafrikanischer Golfspieler
- 28. August: Christoph Pepe Auer, österreichischer Jazz-Saxophonist
- 28. August: Daniel Gygax, Schweizer Fußballspieler
- 28. August: Raphael Matos, brasilianischer Automobilrennfahrer
- 28. August: Agata Wróbel, polnische Gewichtheberin
- 29. August: Miyo Akao, japanische Badmintonspielerin
- 29. August: Émilie Dequenne, belgische Schauspielerin († 2025)
- 29. August: Martin Erat, tschechischer Eishockeyspieler
- 29. August: Siarhei Rutenka, spanischer Handballspieler
- 30. August: Veli Acar, türkischer Fußballspieler
- 30. August: Tomasz Majewski, polnischer Leichtathlet
- 30. August: André Niklaus, deutscher Leichtathlet
- 31. August: Ahmad Al Harthy, omanischer Autorennfahrer
- 31. August: Dwayne Peel, walisischer Rugbyspieler

### September

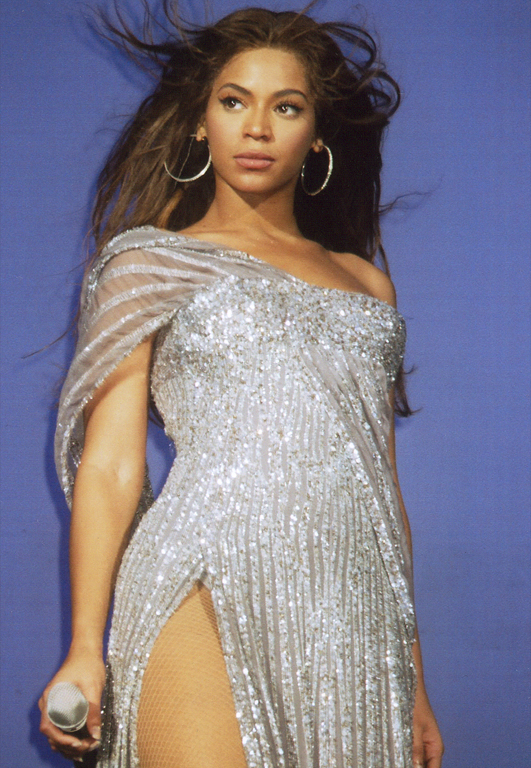
Beyoncé Knowles

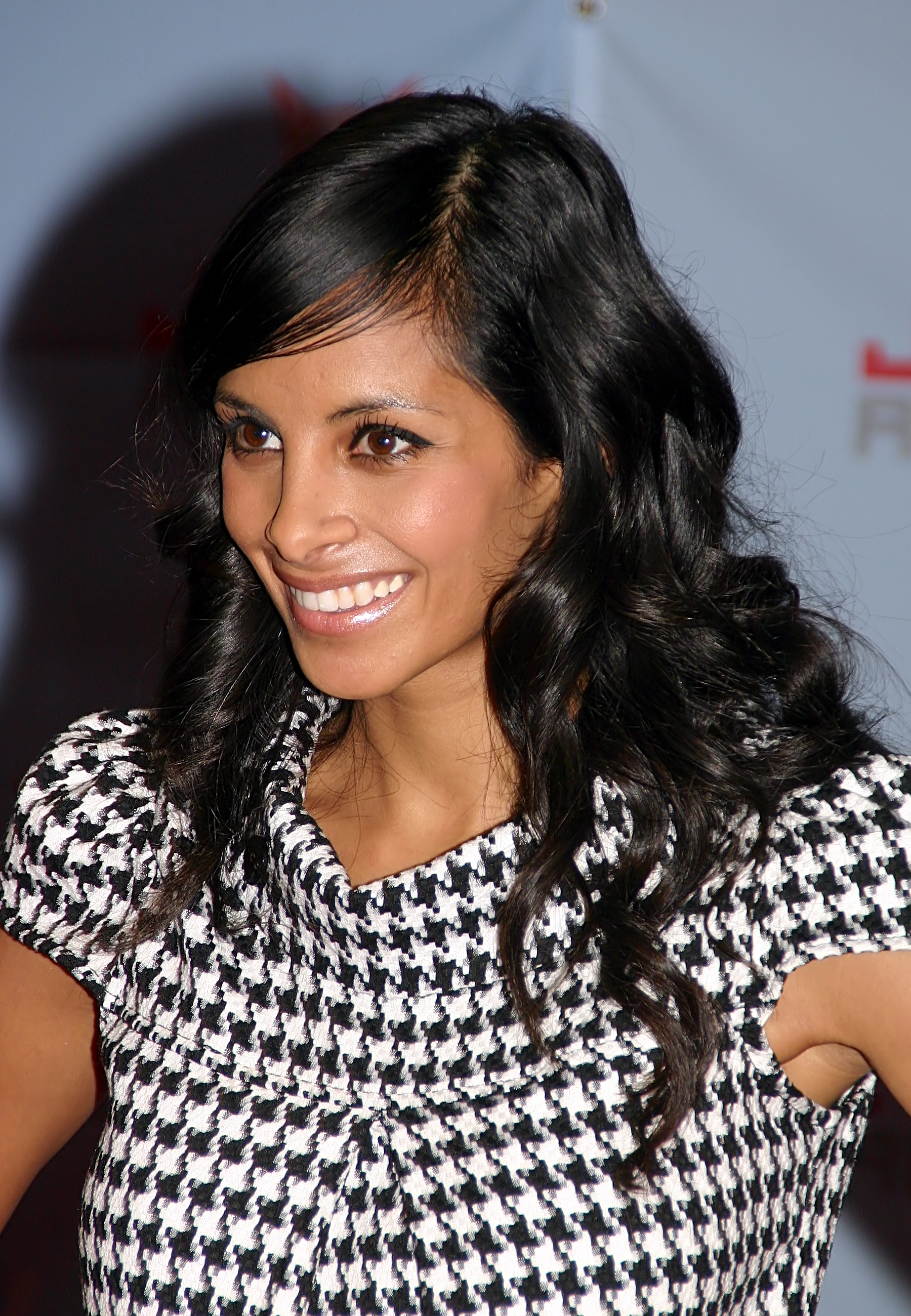
Collien Ulmen-Fernandes

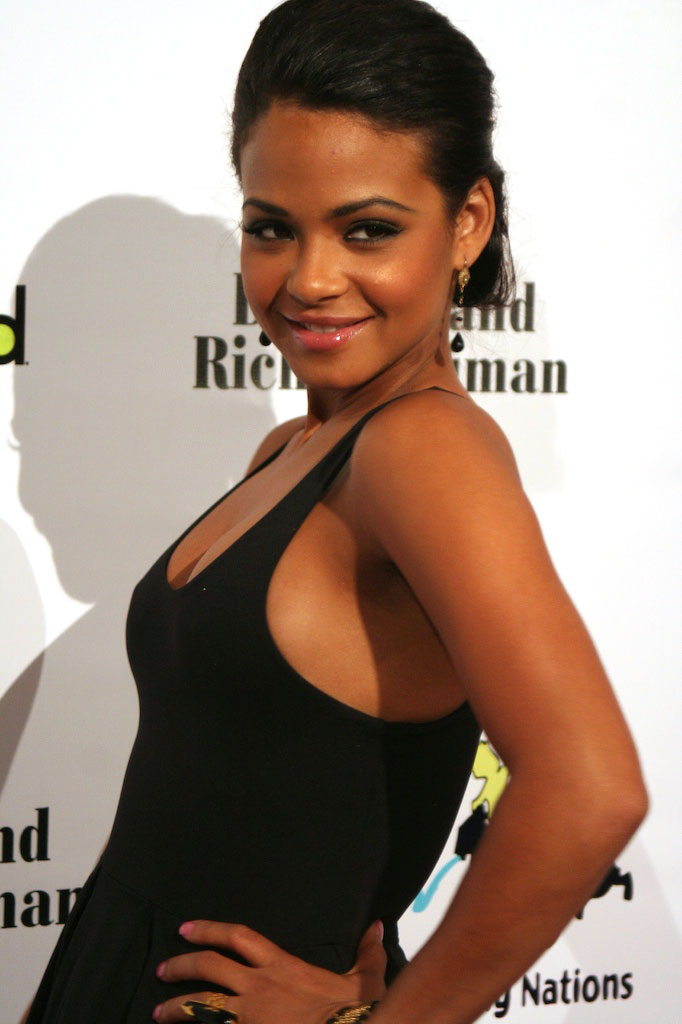
Christina Milian

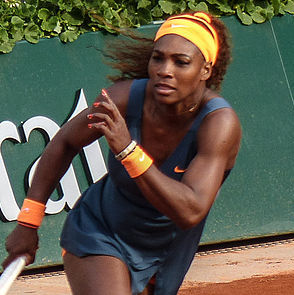
Serena Williams

- 01. September: Michael Maze, dänischer Tischtennisspieler
- 02. September: Elizabeth Amolofo, ghanaische Leichtathletin
- 02. September: Ina Meling, deutsche Schauspielerin
- 04. September: Stéphane Auvray, französischer Fußballspieler
- 04. September: Richard Garcia, australischer Fußballspieler
- 04. September: Beyoncé, US-amerikanische Sängerin (Destiny’s Child)
- 06. September: Yūki Abe, japanischer Fußballspieler
- 06. September: Søren Larsen, dänischer Fußballspieler
- 06. September: Sarah Schindler, deutsche Sängerin und Schauspielerin
- 07. September: Müslüm Atav, österreichischer Fußballspieler
- 07. September: Dominique van Hulst, niederländische Sängerin
- 07. September: Gregor Lorger, slowenischer Handballspieler
- 07. September: Tatjana Jurjewna Moissejewa, russische Biathletin
- 08. September: Kate Abdo, britische Journalistin
- 08. September: Jonathan Taylor Thomas, US-amerikanischer Schauspieler
- 09. September: Mohamed Attoumane, komorischer Schwimmer
- 09. September: Michael Sandorov, deutscher Schauspieler, Kameramann und Fernsehmoderator
- 10. September: Ilka Arndt, deutsche Handballspielerin
- 10. September: Germán Denis, argentinischer Fußballspieler
- 10. September: Marco Chiudinelli, Schweizer Tennisspieler
- 10. September: Filippo Pozzato, italienischer Radrennfahrer
- 11. September: Paul Pieck, deutscher Kameramann
- 12. September: Ada Dorian, deutsche Schriftstellerin
- 12. September: Jennifer Hudson, US-amerikanische Sängerin und Schauspielerin
- 12. September: Dirk Reichl, deutscher Radsportler († 2005)
- 13. September: Mariha, deutsche Schauspielerin und Singer-Songwriterin
- 14. September: Stefan Reisinger, deutscher Fußballspieler
- 14. September: Miyavi, japanischer Musiker
- 15. September: Matthias Oomen, deutscher Politiker, Lobbyist und Journalist
- 16. September: Alexis Bledel, US-amerikanische Schauspielerin und Fotomodell
- 16. September: Nina Eichinger, deutsche Moderatorin
- 16. September: Anna Frenzel-Röhl, deutsche Schauspielerin
- 17. September: Julio Alcorsé, argentinischer Fußballspieler
- 17. September: Konstantin Lindhorst, deutscher Schauspieler und Sprecher
- 18. September: Andrea Caracciolo, italienischer Fußballspieler
- 18. September: Arie Luyendyk junior, niederländischer Automobilrennfahrer
- 18. September: Maicon dos Santos, brasilianischer Fußballspieler
- 18. September: Jennifer Tisdale, US-amerikanische Schauspielerin und Sängerin
- 19. September: Damiano Cunego, italienischer Radrennfahrer
- 19. September: Marcos Agustin Gelabert, argentinischer Fußballspieler
- 20. September: Marco Fiorentini, italienischer Skilangläufer
- 21. September: Nicole Richie, US-amerikanisches It-Girl
- 22. September: Sedat Ağçay, türkischer Fußballspieler
- 22. September: Janne Drücker, deutsche Schauspielerin
- 22. September: Michael Thiede, deutscher Handballspieler
- 23. September: Natalie Horler, deutsche Sängerin, bekannt als Sängerin des Dance-Trios Cascada
- 23. September: Steffen Freiberg, deutscher Politiker
- 24. September: Ximena Abarca Tapia, chilenische Sängerin
- 24. September: Tetjana Antypenko, ukrainische Skilangläuferin
- 24. September: Ryan Briscoe, australischer Automobilrennfahrer
- 24. September: Sebastian Edtbauer, deutscher Schauspieler
- 24. September: Patrick Rothe, deutscher Handballspieler
- 25. September: Axel Fischer, deutscher Schauspieler und Musiker
- 26. September: Otar Chisaneischwili, georgischer Fußballspieler
- 26. September: Akira Sasaki, japanischer Skirennläufer
- 26. September: Serena Williams, Profi-Tennisspielerin
- 26. September: Collien Ulmen-Fernandes, deutsche Fernsehmoderatorin
- 26. September: Christina Milian, US-amerikanische Sängerin, Songschreiberin und Schauspielerin
- 27. September: Neha Ahuja, indische Skirennläuferin
- 27. September: Mirjam Weichselbraun, österreichische Fernsehmoderatorin
- 27. September: Cytherea, US-amerikanische Pornodarstellerin
- 27. September: Patrick Alphonse Bengondo, kamerunischer Fußballspieler
- 27. September: Dennis Serano, belizischer Fußballspieler
- 28. September: David Baas, US-amerikanischer American-Football-Spieler
- 28. September: Jerrika Hinton, US-amerikanische Schauspielerin
- 28. September: Mauro Iván Óbolo, argentinischer Fußballspieler
- 29. September: Shay Astar, US-amerikanische Schauspielerin und Sängerin
- 29. September: Gordon Mathers, australischer Dartspieler
- 29. September: Juliane Ziegler, deutsche Fernsehmoderatorin
- 30. September: Cecelia Ahern, irische Schriftstellerin, Dramatikerin und Drehbuchautorin
- 00. September: Paul Sedlmeir, deutscher Schauspieler und Sprecher

### Oktober

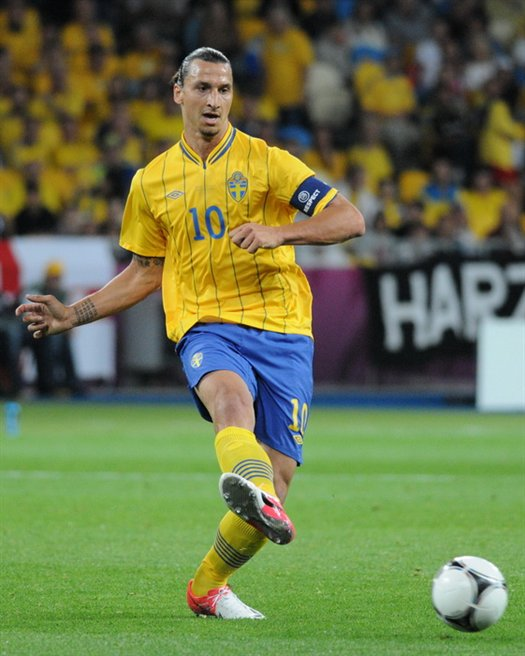
Zlatan Ibrahimović

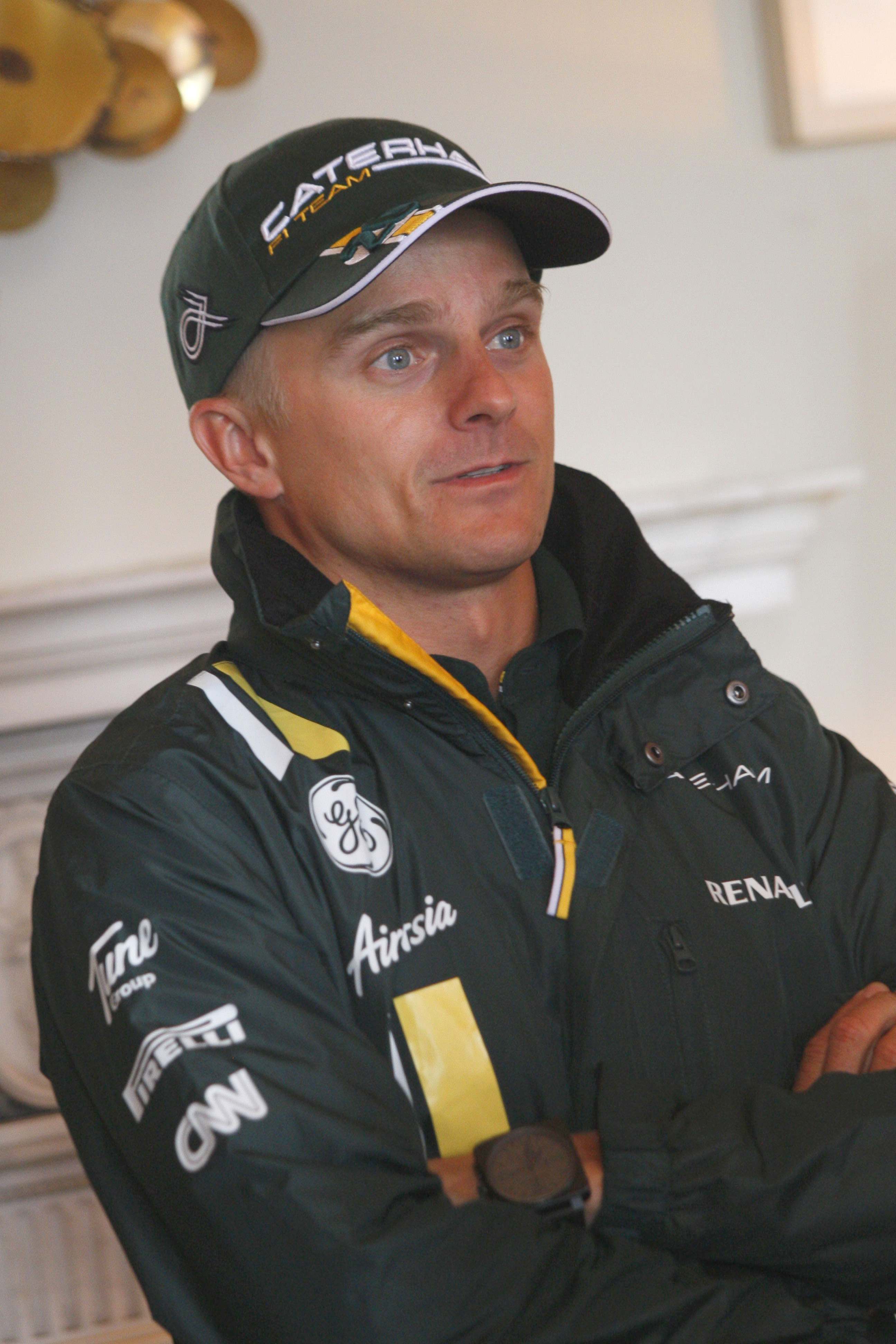
Heikki Kovalainen

- 01. Oktober: Júlio Baptista, brasilianischer Fußballspieler
- 01. Oktober: Gaby Mudingayi, belgischer Fußballspieler
- 01. Oktober: Christina Murphy, US-amerikanische Schauspielerin
- 02. Oktober: Jamie Cerretani, US-amerikanischer Tennisspieler
- 02. Oktober: Erik Fellows, US-amerikanischer Schauspieler
- 02. Oktober: Lukas Piloty, deutscher Schauspieler
- 02. Oktober: Sidney Samson, niederländischer DJ
- 02. Oktober: Annette Strasser, deutsche Schauspielerin
- 02. Oktober: Luke Wilkshire, australischer Fußballspieler
- 03. Oktober: Seth Gabel, US-amerikanischer Schauspieler
- 03. Oktober: Zlatan Ibrahimović, schwedischer Fußballspieler
- 03. Oktober: Johannes Quester, deutscher Schauspieler
- 03. Oktober: Vera Vitali, schwedische Schauspielerin
- 04. Oktober: Yakubu Adamu, nigerianischer Fußballspieler
- 04. Oktober: Birthe Wolter, deutsche Schauspielerin
- 05. Oktober: Zhang Yining, chinesische Tischtennisspielerin
- 06. Oktober: Abdelkarim, deutsch-marokkanischer Komiker
- 06. Oktober: Lutz Altepost, deutscher Kanute
- 06. Oktober: Geert De Vos, belgischer Dartspieler
- 06. Oktober: Udomporn Polsak, thailändische Gewichtheberin
- 07. Oktober: Geoffrey Kiprono Mutai, kenianischer Langstreckenläufer
- 08. Oktober: Anja Gräfenstein, deutsche Schauspielerin
- 08. Oktober: Patrick Pilet, französischer Automobilrennfahrer
- 09. Oktober: Zachery Ty Bryan, US-amerikanischer Schauspieler
- 09. Oktober: Svenja Spriestersbach, deutsche Handballspielerin
- 10. Oktober: Chara, angolanischer Fußballspieler
- 12. Oktober: Shola Ameobi, englisch-nigerianischer Fußballspieler
- 13. Oktober: Susann Blum, deutsche Journalistin und Fernsehmoderatorin
- 15. Oktober: Francesco Benussi, italienischer Fußballspieler
- 15. Oktober: Andreas Christ, deutscher Schauspieler
- 15. Oktober: Jelena Dementjewa, russische Tennisspielerin
- 15. Oktober: Mohamed Shawky, ägyptischer Fußballspieler
- 16. Oktober: Aygül Berîvan Aslan, österreichische Politikwissenschaftlerin, Juristin und Politikerin
- 16. Oktober: Caterina Scorsone, kanadische Schauspielerin
- 17. Oktober: Jamie Barton, amerikanische Sängerin
- 17. Oktober: Sophie Dal, deutsche Schauspielerin
- 17. Oktober: Snorri Guðjónsson, isländischer Handballspieler und -trainer
- 17. Oktober: Timo Ochs, deutscher Fußballspieler
- 18. Oktober: Daniel Sauer, deutscher Handballspieler
- 18. Oktober: Sophie Wepper, deutsche Schauspielerin
- 19. Oktober: Heikki Kovalainen, finnischer Automobilrennfahrer
- 19. Oktober: Jonathan Santana, paraguayisch-argentinischer Fußballspieler
- 19. Oktober: Karoline Schuch, deutsche Schauspielerin
- 19. Oktober: Lucas Thwala, südafrikanischer Fußballspieler
- 20. Oktober: Kaori Kobayashi, japanische Jazz-Saxophonistin und Flötistin
- 20. Oktober: Heike Klüver, deutsche Politikwissenschaftlerin
- 20. Oktober: Michael Krabbe, deutscher Schauspieler
- 23. Oktober: Elina Valtonen, finnische Politikerin
- 24. Oktober: Kemal Aslan, türkischer Fußballspieler
- 24. Oktober: Jemima Rooper, britische Schauspielerin
- 24. Oktober: Natalie Langer, deutsche Fernsehmoderatorin
- 25. Oktober: Hiroshi Aoyama, japanischer Motorradrennfahrer
- 25. Oktober: Shaun Wright-Phillips, englischer Fußballspieler
- 26. Oktober: Lorenzo Lanzi, italienischer Motorradrennfahrer
- 26. Oktober: Mira Mazumdar, deutsche Schauspielerin
- 27. Oktober: Salem Al Fakir, schwedischer Musiker und Sänger
- 27. Oktober: Jenni Dahlman, Ehefrau des Formel-1-Rennfahrers Kimi Räikkönen
- 28. Oktober: Milan Baroš, tschechischer Fußballspieler
- 28. Oktober: Jan Komasa, polnischer Regisseur und Drehbuchautor
- 28. Oktober: Omer Meir Wellber, israelischer Dirigent
- 29. Oktober: Amanda Beard, US-amerikanische Schwimmerin
- 30. Oktober: Ina-Lena Elwardt, deutsche Handballspielerin
- 30. Oktober: Jun Ji-hyun, südkoreanische Schauspielerin
- 30. Oktober: Muna Lee, US-amerikanische Leichtathletin
- 31. Oktober: Frank Iero, US-amerikanischer Musiker
- 31. Oktober: Valezka, deutsche R&B-Sängerin

### November

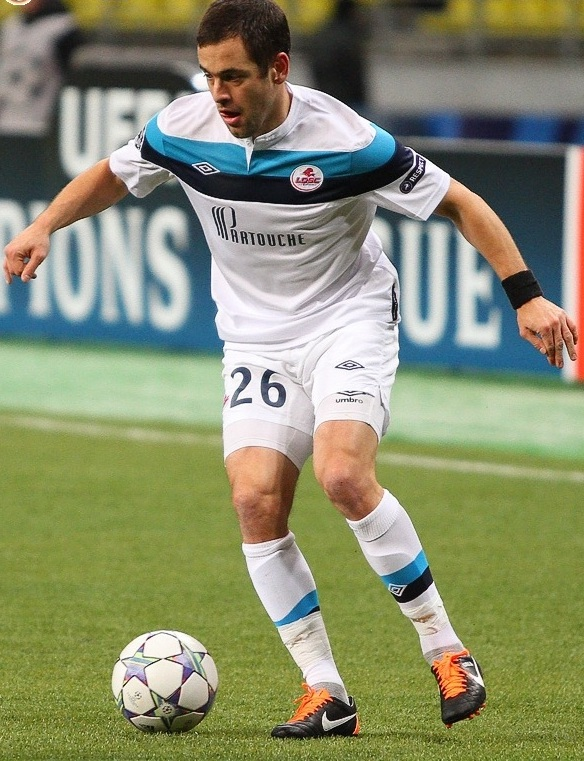
Joe Cole

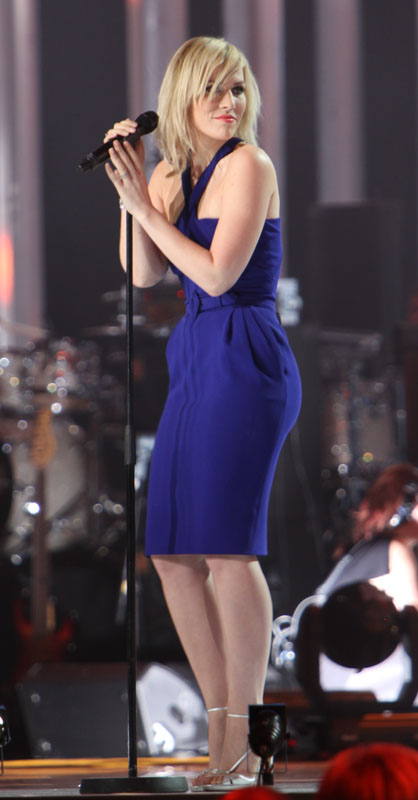
Natasha Bedingfield

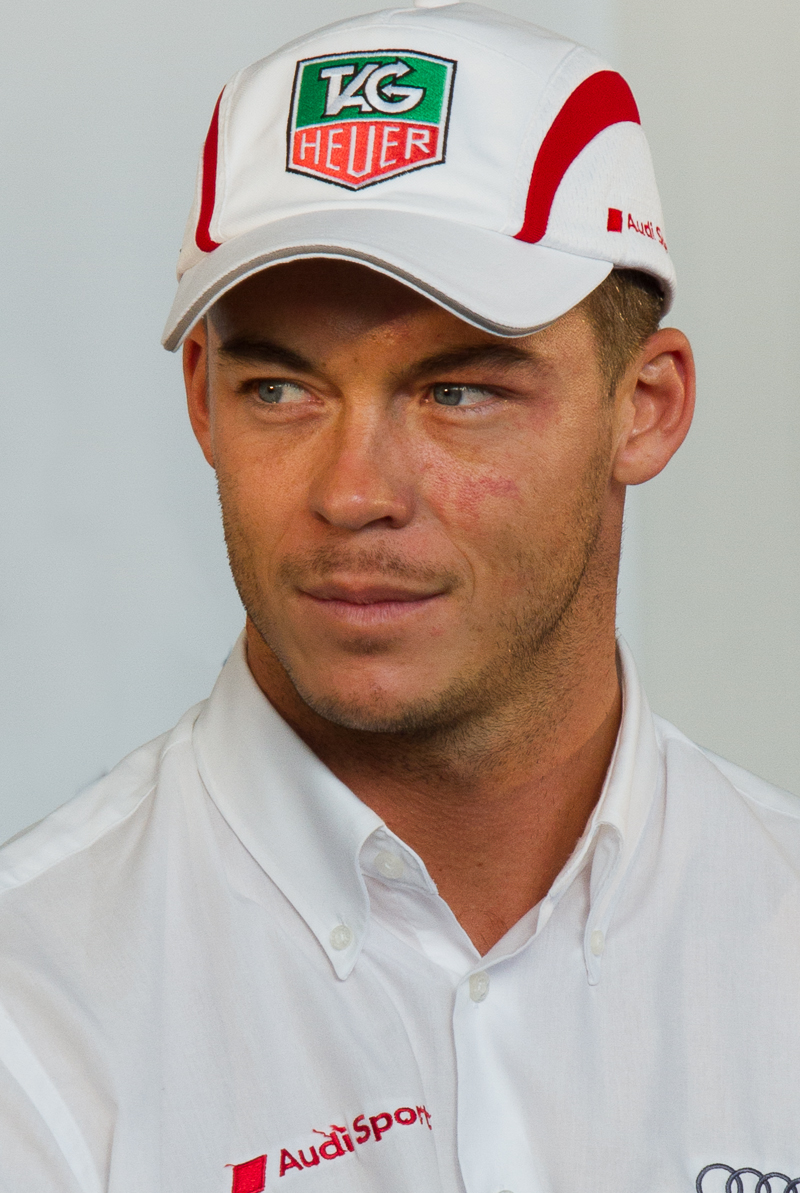
André Lotterer

- 01. November: Marie Luv, US-amerikanische Pornodarstellerin
- 01. November: Dionne Wudu, deutsche Schauspielerin, Sängerin und Moderatorin
- 02. November: Ai, japanische Sängerin
- 02. November: Katharine Isabelle, kanadische Schauspielerin
- 02. November: Tatjana Iwanowna Totmjanina, russische Eiskunstläuferin und Olympiasiegerin
- 03. November: Jermaine Jones, deutsch-amerikanischer Fußballspieler
- 03. November: Navina Omilade, deutsche Fußballspielerin
- 03. November: Sten Pentus, estnischer Automobilrennfahrer
- 04. November: Ryad Assani-Razaki, kanadischer Schriftsteller
- 04. November: Nicole Dieker, US-amerikanische Komponistin
- 04. November: Christina Krogshede, dänische Handballspielerin
- 04. November: Guy Martin, britischer Motorradrennfahrer
- 07. November: Gitte Aaen, dänische Handballspielerin
- 07. November: Mike Larrison, US-amerikanischer Automobilrennfahrer
- 08. November: Jéssica Augusto, portugiesische Langstrecken- und Hindernisläuferin
- 08. November: Joe Cole, englischer Fußballspieler
- 08. November: Arne Niemeyer, deutscher Handballspieler
- 08. November: Brian Rast, US-amerikanischer Pokerspieler
- 09. November: Joseph Bastian, französisch-schweizerischer Dirigent
- 09. November: Christoph Rehage, deutscher Autor
- 10. November: Alexander Eisenfeld, deutscher Schauspieler
- 10. November: Constantin Luger, österreichischer Musiker
- 11. November: Guillaume von Luxemburg, Großherzog von Luxemburg
- 11. November: Justin Smiley, US-amerikanischer American-Football-Spieler
- 11. November: Nike Wessel, Sprecherin der Grünen Jugend
- 12. November: Phil Aucoin, US-amerikanischer Eishockeyspieler
- 12. November: Annika Becker, deutsche Leichtathletin
- 12. November: Sergio Floccari, italienischer Fußballspieler
- 13. November: Wesley Hunt, US-amerikanischer Politiker
- 14. November: Russell Tovey, britischer Schauspieler
- 14. November: Janin Ullmann, deutsche Fernsehmoderatorin
- 16. November: Marcel Heinig, deutscher Triathlet
- 17. November: Sarah Harding, britische Sängerin († 2021)
- 17. November: Anna Bornhoff, deutsche Fußballspielerin
- 19. November: André Lotterer, deutscher Automobilrennfahrer
- 20. November: Carlos Boozer, US-amerikanischer Basketballspieler
- 20. November: Jim Goodwin, irischer Fußballspieler und -trainer
- 22. November: Asmaa Abdol-Hamid, dänisch-palästinensische Politikerin und Sozialarbeiterin
- 22. November: Ben Adams, britischer Sänger
- 22. November: Stefan Mücke, deutscher Automobilrennfahrer
- 22. November: Song Hye-kyo, südkoreanische Schauspielerin und Model
- 22. November: Shangela Laquifa Wadley, US-amerikanische Dragqueen
- 23. November: Nick Carle, australischer Fußballspieler
- 24. November: Vule Avdalović, serbischer Basketballspieler
- 24. November: Randy Bülau, deutsche Handballspielerin
- 24. November: Dagny Dewath, deutsche Schauspielerin
- 25. November: Xabi Alonso, spanischer Fußballspieler
- 25. November: Jenna Bush, Tochter des US-Präsidenten George W. Bush
- 25. November: Alexander Gier, deutscher Schauspieler
- 25. November: Annika Meier, deutsche Schauspielerin
- 25. November: Mauricio Rua, brasilianischer Kampfsportler
- 26. November: Ibrahim Adamu, nigerianischer Badmintonspieler
- 26. November: Stephan Andersen, dänischer Fußballspieler
- 26. November: Natasha Bedingfield, britische Sängerin
- 26. November: Natalie Gauci, italienisch-maltesische Sängerin
- 26. November: Aurora Snow, US-amerikanische Pornodarstellerin
- 27. November: Theo Eltink, niederländischer Radrennfahrer
- 27. November: Sabine Englert, deutsche Handballspielerin
- 27. November: Jay Freeman, US-amerikanischer Software-Entwickler
- 30. November: Edu, brasilianischer Fußballspieler
- 30. November: Elroy Smith, belizischer Fußballspieler

### Dezember
- 01. Dezember: Rolf Hermann, deutscher Handballspieler
- 01. Dezember: Nora Waldstätten, österreichische Schauspielerin

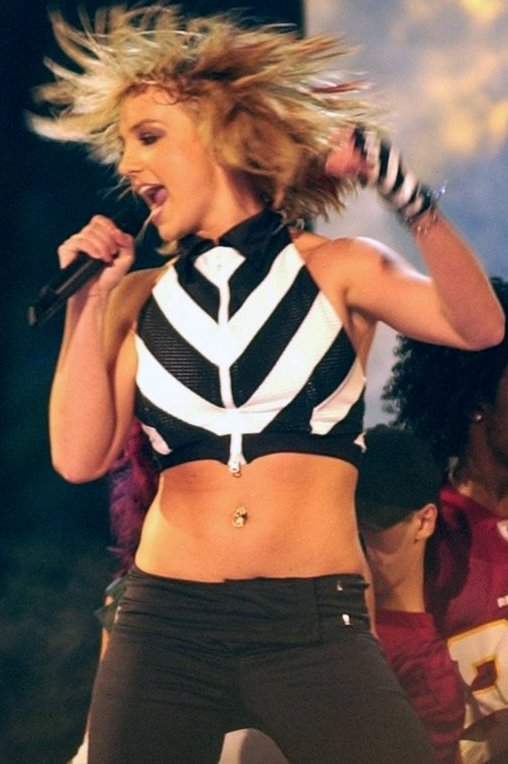
Britney Spears

- 02. Dezember: Britney Spears, US-amerikanische Popsängerin
- 02. Dezember: Thomas Pöck, österreichischer Eishockeyspieler
- 02. Dezember: Vladimir Efimkin, russischer Radrennfahrer
- 03. Dezember: Ioannis Amanatidis, griechischer Fußballspieler
- 03. Dezember: Mirjam Heimann, deutsche Schauspielerin
- 03. Dezember: Choi Heung-chul, koreanischer Skispringer
- 03. Dezember: David Villa, spanischer Fußballspieler
- 04. Dezember: Matilda Boson, schwedische Handballspielerin
- 04. Dezember: Kim Viljanen, finnischer Dartspieler
- 04. Dezember: Thorsten Willer, deutscher Musiker
- 05. Dezember: Gamal Hamza, ägyptischer Fußballspieler
- 06. Dezember: Federico Balzaretti, italienischer Fußballspieler
- 06. Dezember: Lior Suchard, israelischer Mentalist
- 07. Dezember: Tommy Egeberg, norwegischer Skispringer
- 07. Dezember: Martin Tomczyk, deutscher Automobilrennfahrer

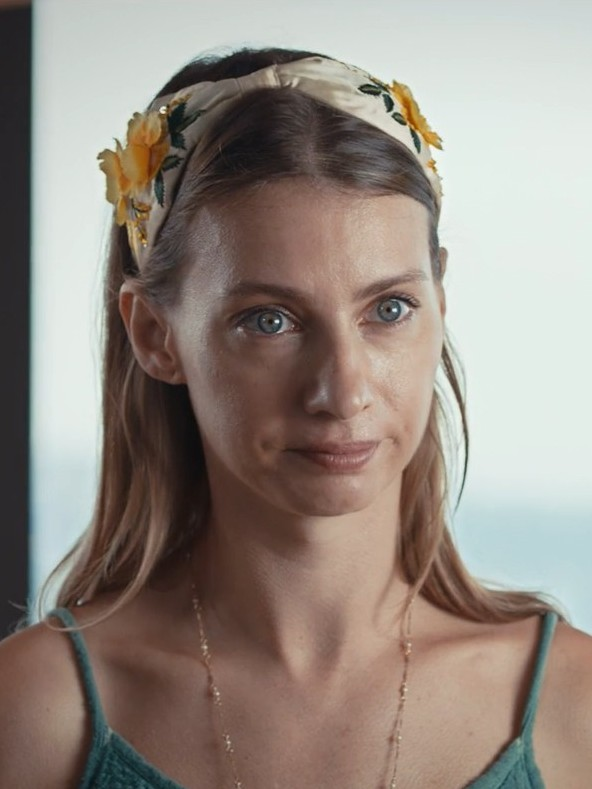
Tuba Ünsal

- 07. Dezember: Tuba Ünsal, türkische Schauspielerin und Fotomodell
- 08. Dezember: Azra Akın, türkisches Model und Schauspielerin
- 08. Dezember: Haley Johnson, US-amerikanische Biathletin
- 08. Dezember: David Martínez, mexikanischer Automobilrennfahrer
- 10. Dezember: Sanel Jahić, bosnisch-herzegowinischer Fußballspieler
- 11. Dezember: Bruno Rangel, brasilianischer Fußballspieler († 2016)
- 11. Dezember: Javier Saviola, argentinischer Fußballspieler
- 11. Dezember: Mohamed Zidan, ägyptischer Fußballspieler
- 13. Dezember: Hans Grugger, österreichischer Skirennläufer

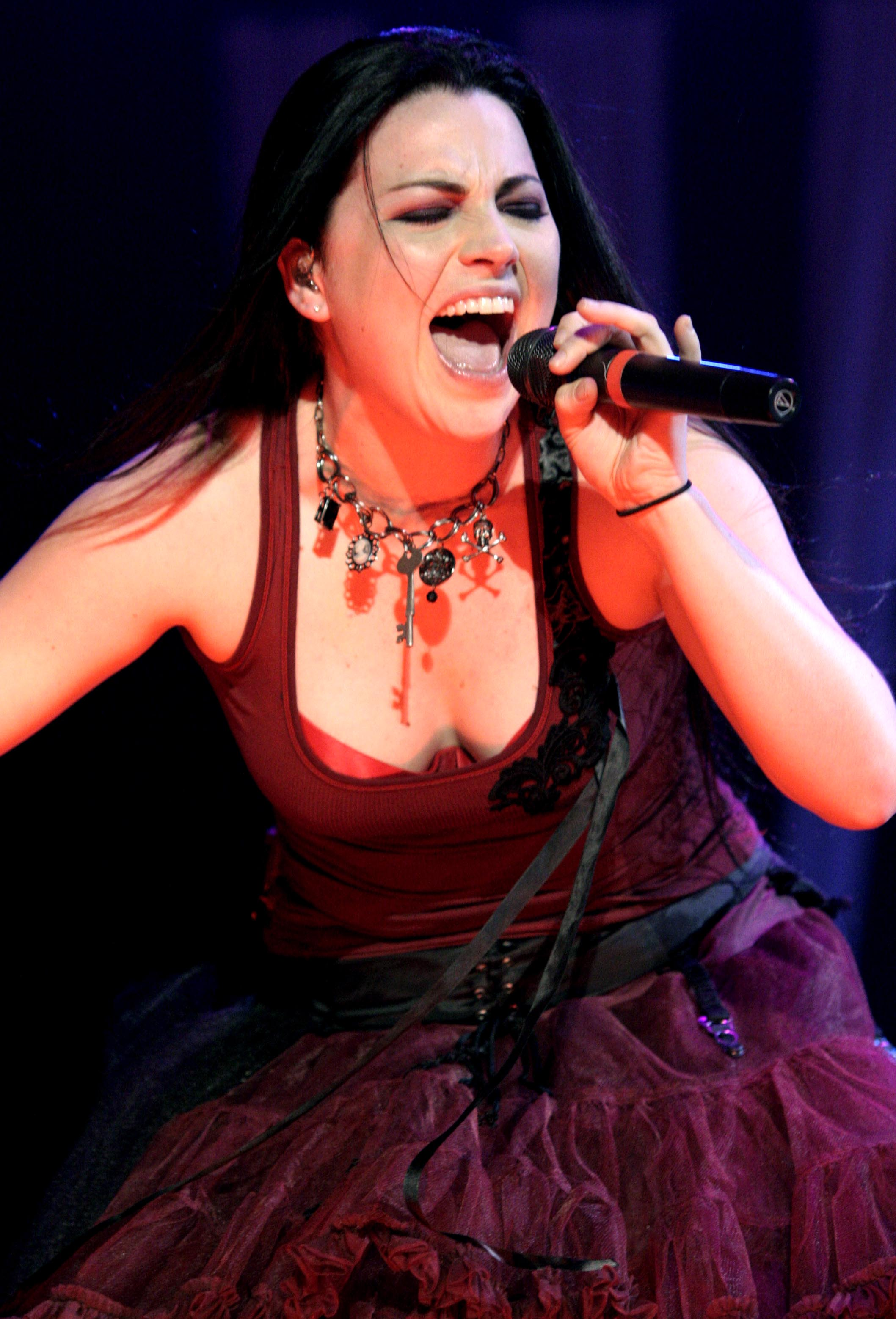
Amy Lee

- 13. Dezember: Amy Lee, US-amerikanische Sängerin
- 15. Dezember: Brendan Fletcher, kanadischer Schauspieler
- 15. Dezember: Hossam Ghaly, ägyptischer Fußballspieler
- 15. Dezember: Thomas Herrion, US-amerikanischer American-Football-Spieler († 2005)
- 16. Dezember: Reanna Solomon, nauruische Gewichtheberin († 2022)
- 17. Dezember: Tim Wiese, deutscher Fußballtorwart
- 19. Dezember: Hubert Auer, österreichischer Fußballtorwart
- 19. Dezember: Leandra Ophelia Dax, weißrussisch-deutsche Musikerin
- 21. Dezember: Cristian Zaccardo, italienischer Fußballspieler
- 22. Dezember: Anja Antonowicz, deutsch-polnische Schauspielerin
- 22. Dezember: Cheek, finnischer Hip-Hop-Musiker
- 22. Dezember: Karin Hanczewski, deutsche Schauspielerin
- 22. Dezember: Momir Ilić, serbischer Handballspieler und -trainer
- 22. Dezember: Sandra Kuhn, deutsche Fernsehmoderatorin
- 22. Dezember: Troy Mellanson, antiguanischer Fußballspieler
- 23. Dezember: Angelo Kelly, Sänger / Songwriter, Mitglied der Band The Kelly Family
- 24. Dezember: Dima Bilan, russischer Popsänger

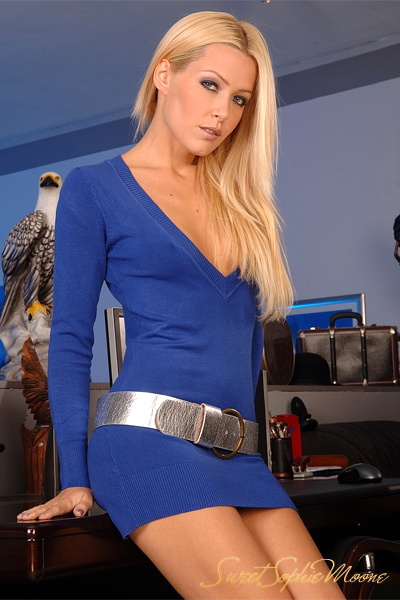
Sophie Moone

- 24. Dezember: Sophie Moone, ungarisches Fotomodell und Pornodarstellerin
- 24. Dezember: Xatar, deutscher Rapper und Musikproduzent († 2025)
- 25. Dezember: David Andersson, schwedischer Orientierungs- und Ski-Orientierungsläufer
- 25. Dezember: Mario Alberto Santana, argentinischer Fußballspieler
- 26. Dezember: Nikolai Nikolaeff, australischer Schauspieler
- 27. Dezember: Lise Darly, französische Sängerin
- 27. Dezember: Javine, britische Sängerin
- 27. Dezember: Emilie de Ravin, Schauspielerin
- 27. Dezember: Jana Schadrack, deutsche Fußballspielerin
- 28. Dezember: Nicolas Antonoff, französischer Eishockeyspieler

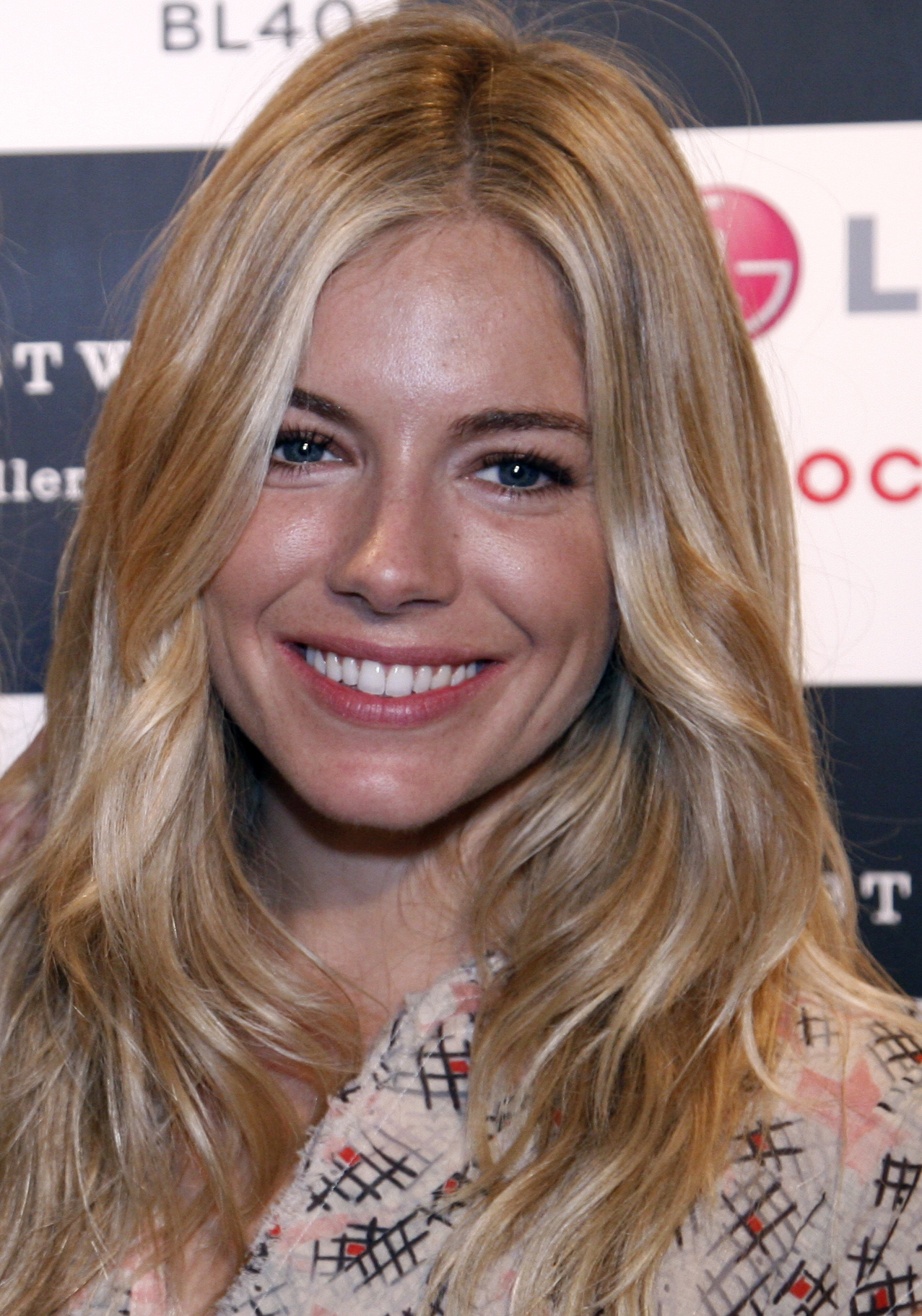
Sienna Miller

- 28. Dezember: Sienna Miller, US-amerikanische Schauspielerin
- 28. Dezember: Katrin Röver, deutsche Schauspielerin
- 29. Dezember: Shizuka Arakawa, japanische Eiskunstläuferin
- 29. Dezember: Cosimo Citiolo, deutsch-italienischer Sänger und Realityshow-Teilnehmer
- 29. Dezember: Vjatšeslav Zahovaiko, estnischer Fußballspieler
- 30. Dezember: Ali Abdullah Harib al-Habsi, omanischer Fußballspieler

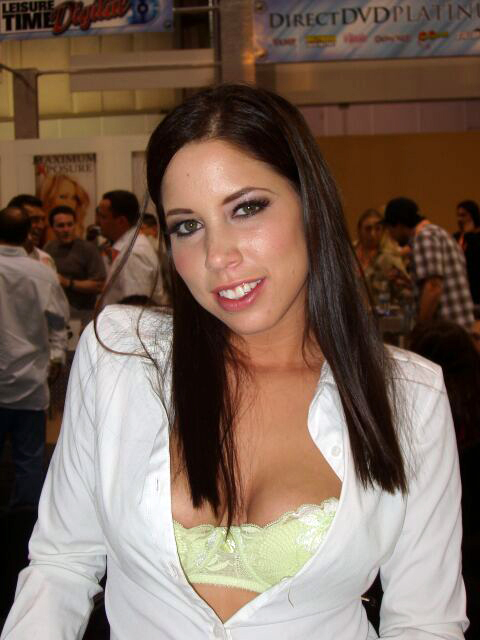
Haley Paige

- 30. Dezember: Haley Paige, US-amerikanische Pornodarstellerin und -regisseurin mexikanischer und walisischer Herkunft († 2007)
- 30. Dezember: Vladimir Cuc, moldauischer Diplomat
- 31. Dezember: Gabriel Andrade, deutscher Schauspieler
- 31. Dezember: Joe Judge, US-amerikanischer American-Football-Trainer
- 31. Dezember: Tobias Rau, deutscher Fußballspieler
- 31. Dezember: Margaret Simpson, Leichtathletin (Siebenkampf) aus Ghana
- 00. Dezember: Gary Lundy, US-amerikanischer Schauspieler

### Tag unbekannt
- Lars Gunnar Abusdal, norwegischer Badmintonspieler
- Björn Ahrens, deutscher Schauspieler
- Airen, deutscher Blogger und Schriftsteller
- Jasmin Al-Safi, deutsche Fernsehmoderatorin
- Yūsuke Amano, japanischer Spieleentwickler
- Ivan Anderson, deutsche Schauspielerin
- Nicole Ansperger, deutsche Musikerin
- Nine Antico, französische Comiczeichnerin und Illustratorin
- Cam Archer, US-amerikanischer Filmer und Fotograf
- Helwig Arenz, deutscher Schauspieler und Schriftsteller
- Michael Baral, deutscher Schauspieler und Synchronsprecher
- Katharina Behrens, deutsche Schauspielerin
- Ferenc Bernáth, ukrainisch-ungarischer Gitarrist und Komponist
- Benjamin Bistram, deutscher Musikproduzent und Rapper
- Yvonne Yung Hee Bormann, deutsch-südkoreanische Schauspielerin
- Evangelina Carrozzo, argentinische Karnevalskönigin
- Lana Cooper, deutsche Schauspielerin
- Daso, deutscher Musikproduzent und DJ († 2018)
- Israa Abdel Fattah, ägyptische politische Internetaktivistin und Mitbegründerin der Jugendbewegung des 6. April
- Kimball Gallagher, US-amerikanischer Pianist und Komponist
- Felix Hassenfratz, deutscher Filmregisseur
- Katja Huhn, russische Pianistin
- Franziska Junge, deutsche Schauspielerin und Sängerin
- Claudia Kottal, österreichische Schauspielerin
- Meike Leluschko, deutsche Sopranistin
- Friederike Linke, deutsche Schauspielerin
- Frederic Linkemann, deutscher Schauspieler und Synchronsprecher
- Sven Ludwig, deutscher Musikproduzent
- Valzhyna Mort, weißrussische Lyrikerin
- Julia Nachtmann, deutsche Schauspielerin
- Salar Nader, afghanisch-amerikanischer Tablaspieler, Komponist und Musikpädagoge
- Elmira Rafizadeh, deutsche Schauspielerin
- Benedikt Rubey, österreichischer Filmeditor
- Giorgio Spiegelfeld, österreichischer Schauspieler
- Rafael Stachowiak, deutscher Schauspieler
- Judith Toth, deutsche Schauspielerin und Sprecherin
- Veronika Trisko, österreichische Pianistin
- Misha Verollet, britisch-deutscher Schriftsteller
- Martin Vischer, Schweizer Schauspieler
- Zhang Daxun, chinesischer Kontrabassist

## Gestorben

### Januar
- 01. Januar: Mauri Rose, US-amerikanischer Automobilrennfahrer (* 1906)
- 04. Januar: Friedrich Werber, deutscher Politiker (* 1901)
- 05. Januar: Harold Clayton Urey, US-amerikanischer Chemiker und Nobelpreisträger (* 1893)

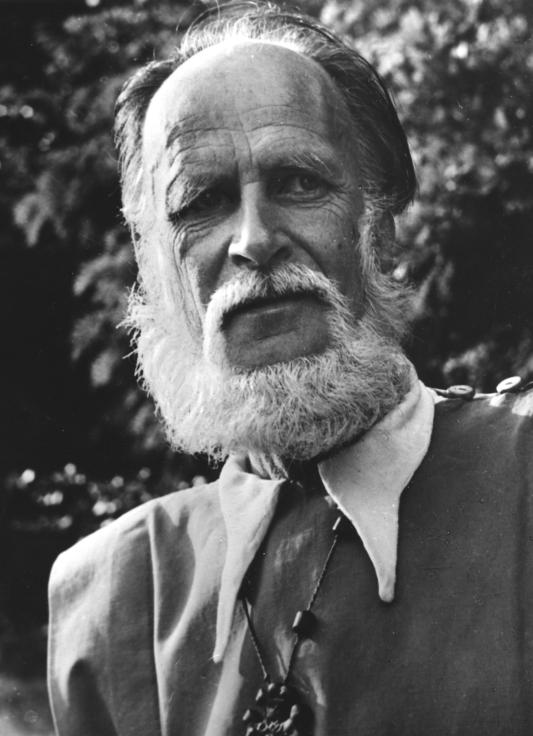
Lanza del Vasto

- 05. Januar: Lanza del Vasto, italienischer Philosoph und Dichter, Theoretiker (* 1901)
- 05. Januar: Fritz Walter, deutscher Sportfunktionär (* 1900)
- 06. Januar: A. J. Cronin, schottischer Arzt und Schriftsteller (* 1896)
- 06. Januar: Wesley Powell, US-amerikanischer Politiker (* 1915)
- 07. Januar: José Ardévol, kubanischer Komponist spanischer Herkunft (* 1911)
- 08. Januar: Alexander Kotow, russischer Schachspieler und -autor (* 1913)
- 08. Januar: Francis Samuelson, 4. Baronet, britischer Autorennfahrer (* 1890)
- 09. Januar: Sammy Davis, britischer Automobilrennfahrer und Journalist (* 1887)
- 09. Januar: Kazimierz Serocki, polnischer Komponist (* 1922)
- 10. Januar: Aleksander Marczewski, polnischer Komponist, Dirigent und Organist (* 1911)
- 12. Januar: Karl Fred Dahmen, deutscher Künstler (* 1917)
- 12. Januar: Elma Grohs-Hansen, deutsche Bildhauerin und Textilkünstlerin (* 1892)
- 13. Januar: Finn Olav Gundelach, dänischer Diplomat (* 1925)
- 14. Januar: G. Lloyd Spencer, US-amerikanischer Politiker (* 1893)
- 15. Januar: Graham Whitehead, britischer Automobilrennfahrer (* 1922)
- 16. Januar: Gordon Delamont, kanadischer Komponist, Trompeter und Musikpädagoge (* 1918)
- 16. Januar: Bernard Lee, britischer Schauspieler (* 1908)
- 17. Januar: Hugo Aufderbeck, Theologe und Bischof (* 1909)
- 19. Januar: Marietta di Monaco, deutsche Kabarettistin, Lyrikerin und Diseuse (* 1893)
- 19. Januar: Francesca Woodman, Fotografin (* 1958)
- 21. Januar: Cuth Harrison, britischer Formel-1-Rennfahrer (* 1906)
- 23. Januar: Samuel Barber, US-amerikanischer Komponist (* 1910)
- 23. Januar: Liselott Baumgarten, deutsche Schauspielerin (* 1906)
- 23. Januar: Traugott Fricker, Schweizer Lehrer, Heimatforscher und Bühnenautor (* 1902)
- 23. Januar: Roland Hampe, deutscher Archäologe und Übersetzer (* 1908)
- 23. Januar: Roman Rudenko, sowjetische Hauptankläger bei den Nürnberger Prozessen (* 1907)
- 24. Januar: Suzanne de Dietrich, französische Ingenieurin, Theologin und Autorin (* 1891)
- 24. Januar: Hans Lauscher, deutscher Politiker (* 1904)
- 24. Januar: Leni Matthaei, deutsche Künstlerin (* 1873)
- 25. Januar: Adele Astaire, US-amerikanische Tänzerin und Entertainerin (* 1896)
- 27. Januar: Rudolf Attig, deutscher Sanitätsoffizier (* 1893)
- 27. Januar: Helmut Bertram, deutscher Politiker (* 1910)
- 30. Januar: John E. Miller, US-amerikanischer Politiker (* 1888)
- 000Januar: Carl Adloff, deutscher Tischtennisfunktionär (* 1896)

### Februar
- 01. Februar: Mischa Mischakoff, Geiger und Musikpädagoge ukrainischer Herkunft (* 1895)
- 01. Februar: Ernst Pepping, deutscher Komponist (* 1901)

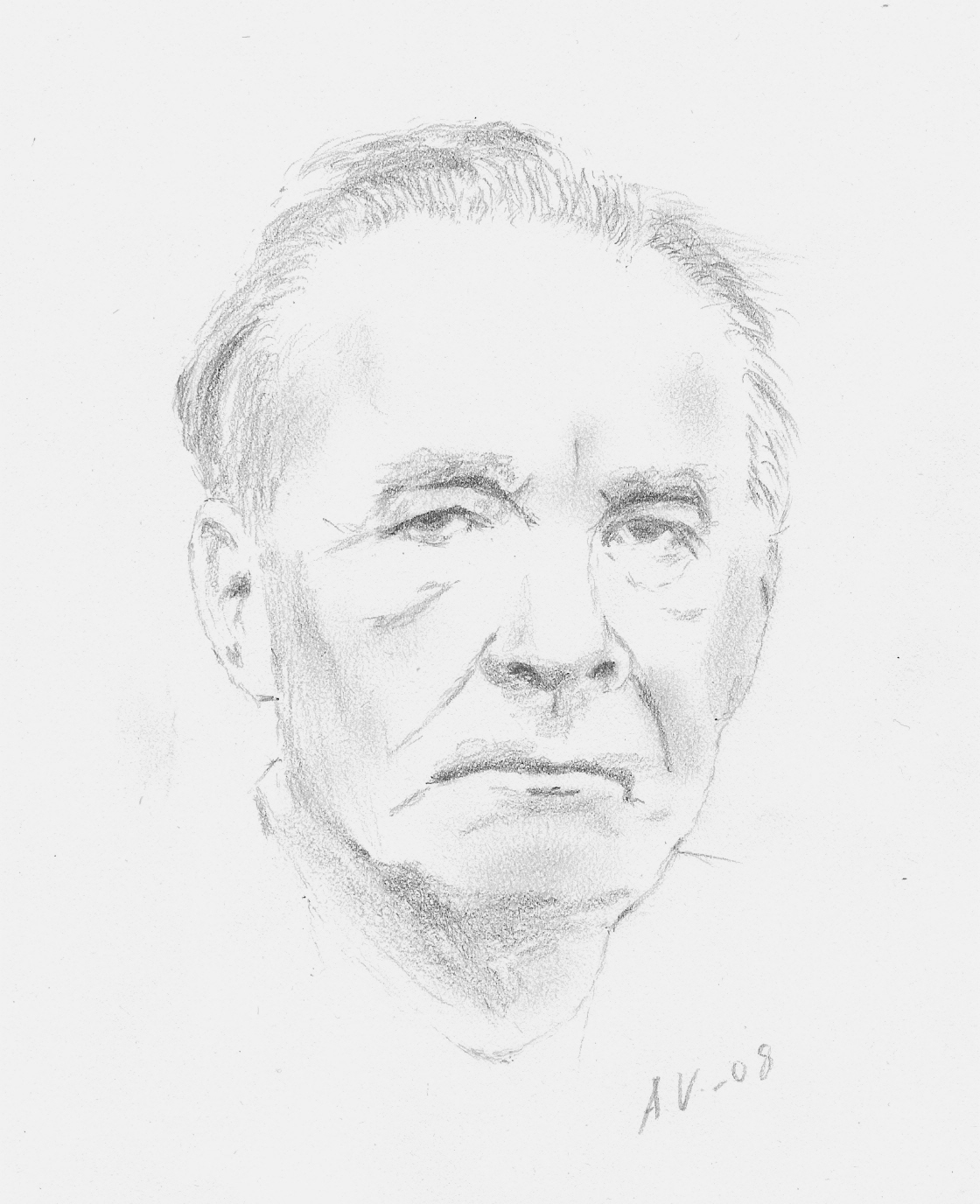
Geirr Tveitt

- 01. Februar: Geirr Tveitt, norwegischer Komponist und Pianist (* 1908)
- 01. Februar: Donald Wills Douglas, US-amerikanischer Flugzeugbauer (* 1892)
- 01. Februar: Arnold Huebner, deutscher Soldat und Ritterkreuzträger (* 1919)
- 01. Februar: Eric Hultén, schwedischer Botaniker und Phytogeograph (* 1894)
- 02. Februar: Hugh Joseph Addonizio, US-amerikanischer Politiker (* 1914)
- 02. Februar: Richard Muckermann, deutscher Politiker (* 1891)
- 03. Februar: Gisela Praetorius, deutsche Politikerin (* 1902)
- 06. Februar: Heinz Benthien, deutscher Tischtennisspieler (* 1917)
- 06. Februar: Friederike von Hannover, Königin der Hellenen (* 1917)
- 07. Februar: Paul Mattick, deutscher Kommunist und politischer Schriftsteller (* 1904)
- 07. Februar: Hermann Esser, Funktionär der NSDAP (* 1900)
- 08. Februar: Jakob Bender, deutscher Fußballspieler (* 1910)
- 08. Februar: Konrad Wittmann, deutscher Politiker (* 1905)
- 09. Februar: John Zuinglius Anderson, US-amerikanischer Politiker (* 1904)
- 09. Februar: Franz Andrysek, österreichischer Gewichtheber (* 1906)
- 09. Februar: Quin Blackburn, US-amerikanischer Geologe, Geodät, Bergsteiger und Polarforscher (* 1899)

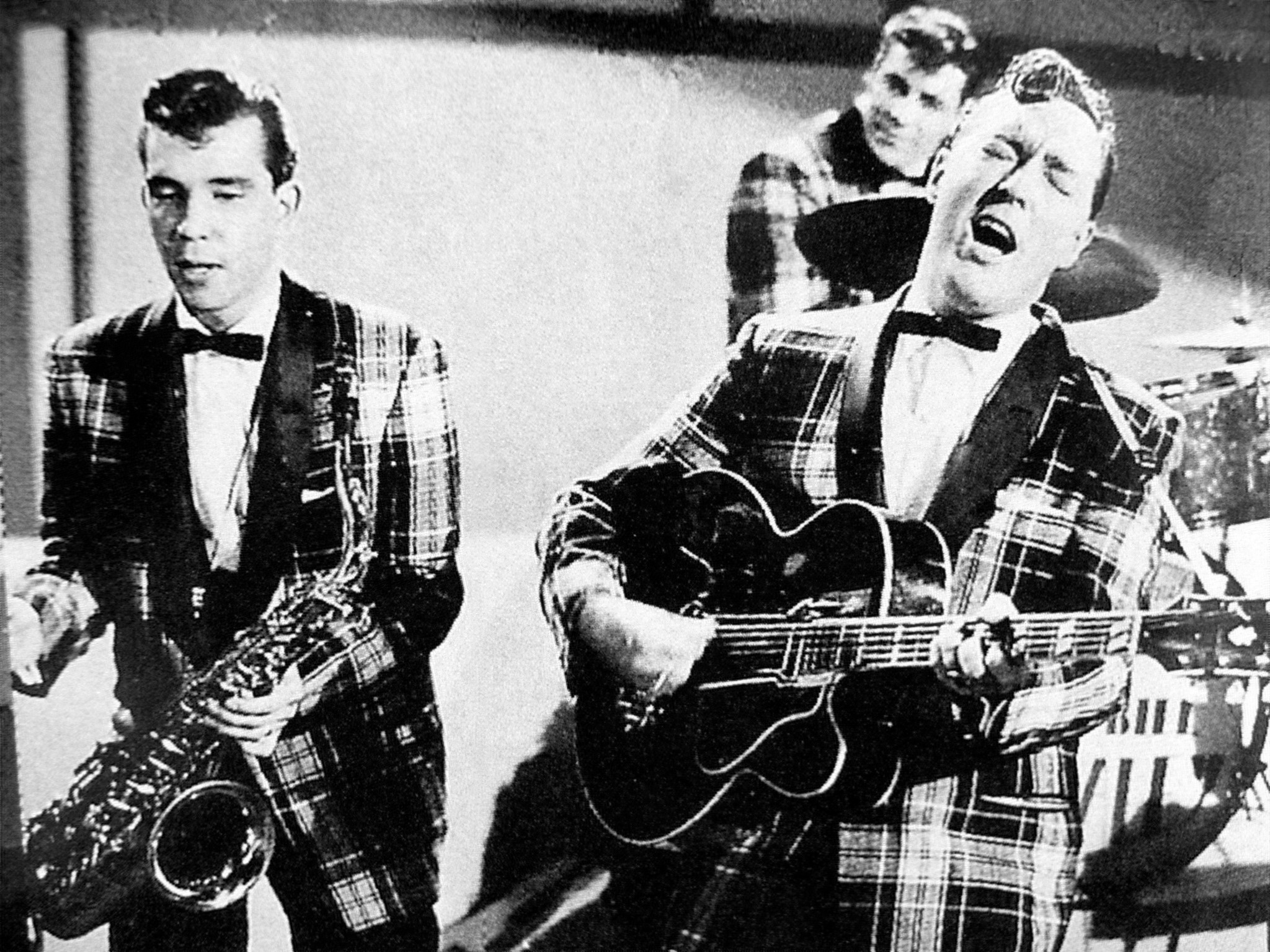
Bill Haley & his Comets, 1954

- 09. Februar: Bill Haley, US-amerikanischer Rockmusiker (* 1925)
- 11. Februar: Léon Coulibeuf, französischer Autorennfahrer und Unternehmer (* 1905)
- 11. Februar: Kermit Murdock, US-amerikanischer Schauspieler (* 1908)
- 11. Februar: Franz Sondheimer, deutscher Chemiker (* 1926)
- 13. Februar: Rolf Schwedler, Senator für Bau- und Wohnungswesen von Berlin (* 1914)
- 15. Februar: Michael Bernard Bloomfield, US-amerikanischer Blues-Gitarrist (* 1943)
- 15. Februar: Esteban Canal, peruanischer Schach-Großmeister (* 1896)
- 15. Februar: Karl Richter in München, Chorleiter, Dirigent, Organist und Cembalist (* 1926)
- 19. Februar: Jan Volkert Rijpperda Wierdsma, niederländischer Rechtswissenschaftler (* 1904)
- 20. Februar: Athanasios Toutoungi, syrischer Erzbischof (* 1899)
- 20. Februar: Hans Fleischer, deutscher Komponist (* 1896)
- 21. Februar: Ron Grainer, australischer Komponist (* 1922)
- 22. Februar: Hans Arnold, deutscher SPD-Politiker (* 1904)
- 22. Februar: Guy Butler, britischer Leichtathlet und Olympiasieger (* 1899)
- 22. Februar: Ilo Wallace, US-amerikanische Politikergattin (* 1888)
- 23. Februar: Roy Newman, US-amerikanischer Country-Musiker (* 1899)
- 24. Februar: Fritz Knoll, österreichischer Botaniker und Rektor der Universität Wien (* 1883)
- 23. Februar: Robert L. Fish, US-amerikanischer Schriftsteller (* 1912)
- 25. Februar: Ulrich Scheuner, Staatsrechtler (* 1903)
- 25. Februar: Mikawa Gun’ichi, Vizeadmiral der Kaiserlich-Japanischen Marine (* 1888)
- 26. Februar: Howard Hanson, US-amerikanischer Pianist und Komponist (* 1896)
- 26. Februar: William Oliver, britischer Offizier (* 1901)
- 28. Februar: Albin Lesky, österreichischer Altphilologe (* 1896)
- 28. Februar: August Wilhelm Raapke, deutscher Kaufmann und Behördenleiter (* 1910)

### März
- 01. März: Roberto Francisco Chiari Remón, 31. Präsident von Panama (* 1905)
- 02. März: Fridolin Stier, deutscher Bibelübersetzer (* 1902)
- 05. März: Brenda de Banzie, britische Schauspielerin (* 1915)

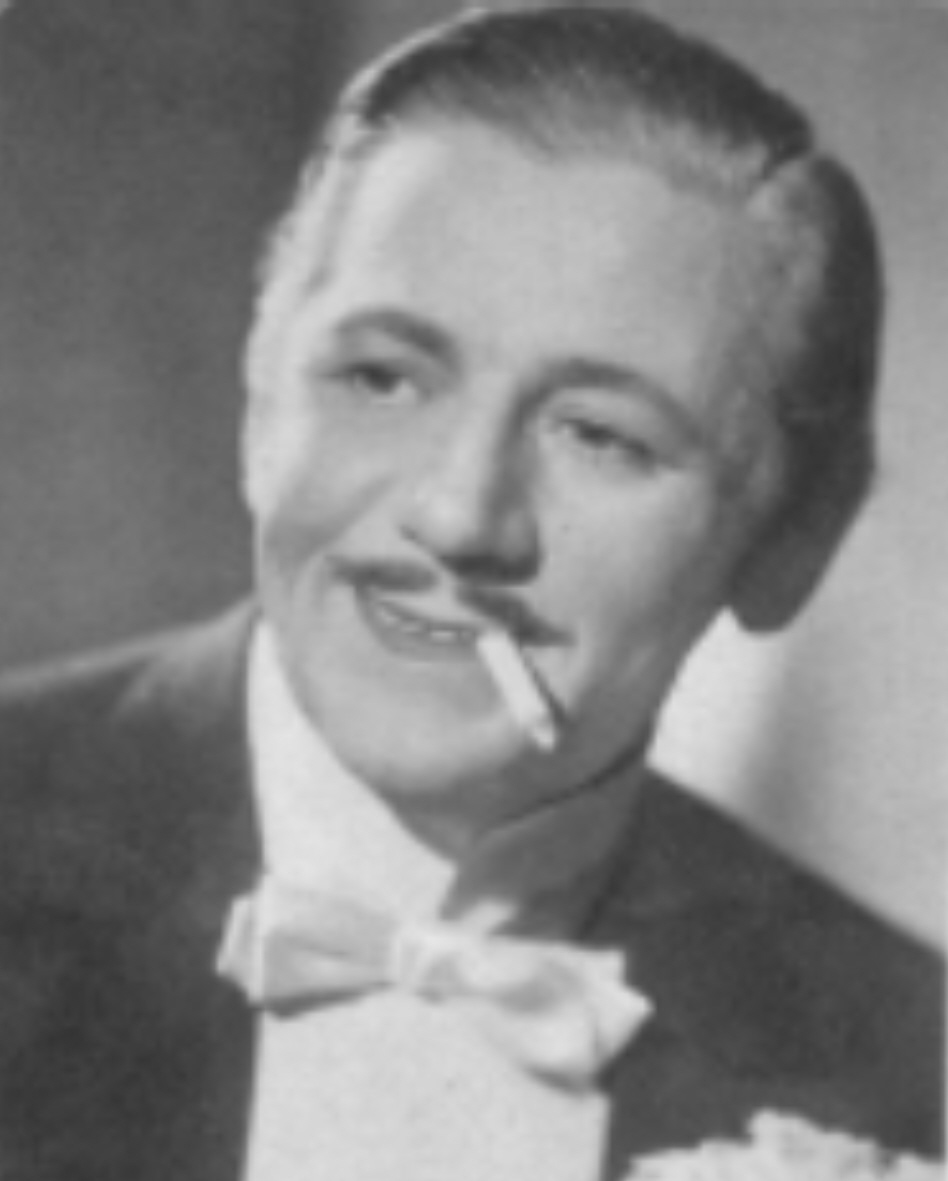
Paul Hörbiger

- 05. März: Paul Hörbiger, österreichischer Schauspieler (* 1894)
- 05. März: Karl Springenschmid, österreichischer Schriftsteller (* 1897)
- 07. März: Giovanni Bianconi, Schweizer Lehrer, Holzschnitzer und Heimatforscher (* 1891)
- 07. März: Bosley Crowther, US-amerikanischer Filmkritiker (* 1905)
- 07. März: Little Hat Jones, US-amerikanischer Bluesmusiker (* 1899)
- 07. März: Hilde Sperling, deutsche Tennisspielerin (* 1908)

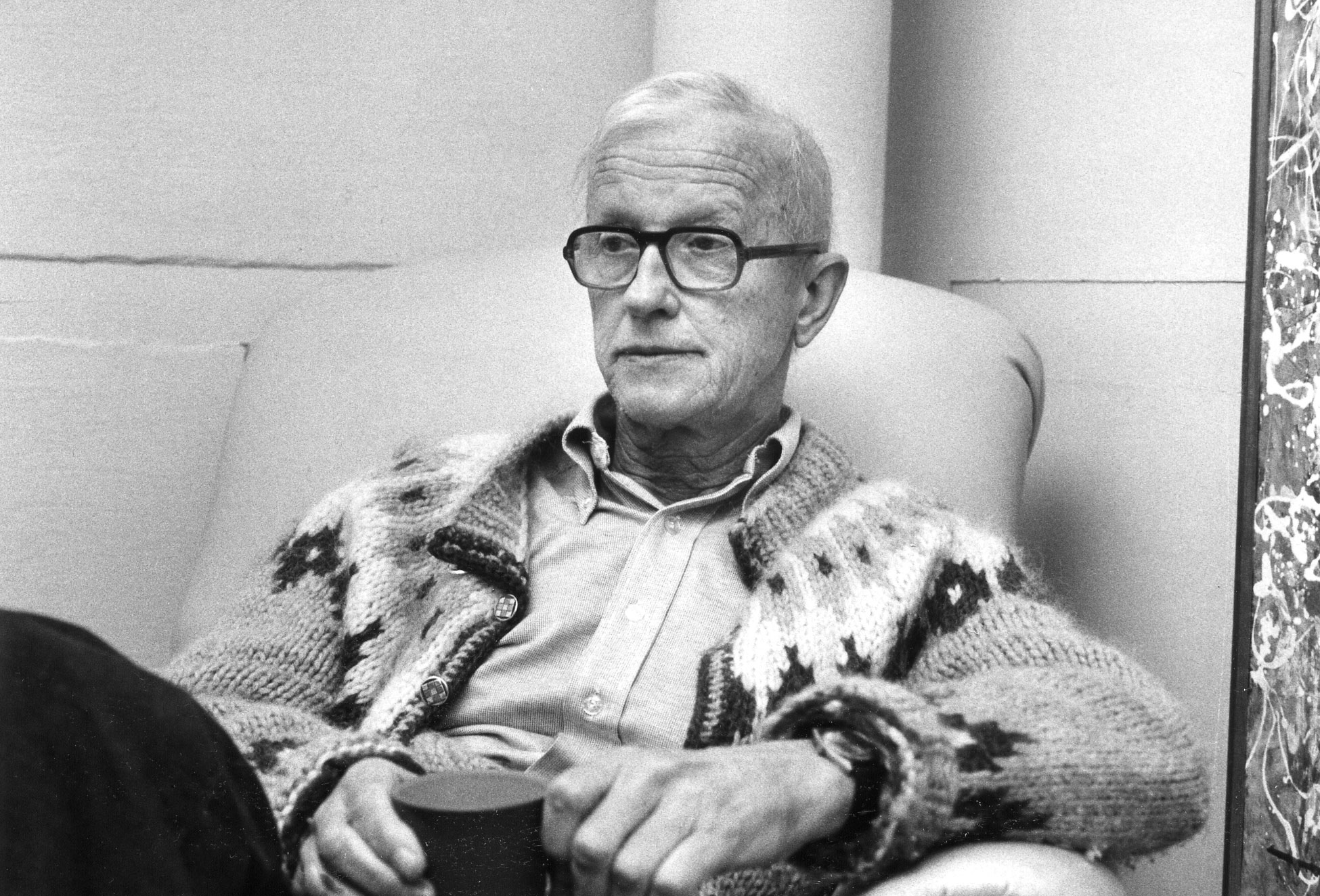
Max Delbrück

- 09. März: Max Delbrück, deutsch-amerikanischer Genetiker, Biophysiker und Nobelpreisträger (* 1906)
- 14. März: Giancarlo Sala, italienischer Autorennfahrer (* 1926)
- 15. März: René Clair, französischer Filmregisseur (* 1898)
- 15. März: Horiguchi Daigaku, japanischer Schriftsteller und Übersetzer (* 1892)
- 17. März: William Lawrence, US-amerikanischer Pianist, Sänger und Musikpädagoge (* 1895)
- 18. März: Peter H. Dominick, US-amerikanischer Politiker (* 1915)
- 19. März: Tampa Red, US-amerikanischer Sänger und Gitarrist (* 1904)
- 20. März: Väinö Auer, finnischer Geologe und Geograph (* 1895)
- 20. März: Edith Schultze-Westrum, deutsche Schauspielerin (* 1904)
- 23. März: Mike Hailwood, britischer Motorradrennfahrer (* 1940)
- 24. März: Walther Bringolf, Schweizer Politiker (* 1895)
- 25. März: Edward Lasker, US-amerikanischer Schach- und Go-Spieler (* 1885)
- 26. März: Roger Gauthier, französischer Autorennfahrer (* 1902)
- 27. März: Jakob Ackeret, Schweizer Aerodynamiker (* 1898)
- 27. März: Margarete Berger-Heise, deutsche Politikerin (* 1911)
- 29. März: David Prophet, britischer Automobilrennfahrer (* 1937)
- 29. März: Eric Eustace Williams, Regierungschef von Trinidad und Tobago von 1956 bis 1981 (* 1911)

### April
- 01. April: Hans Ahrbeck, deutscher Erziehungswissenschaftler, Pädagoge und Hochschullehrer (* 1890)
- 01. April: Karl Bechert, deutscher Politiker (* 1901)
- 01. April: Carla Stüwe, deutsche Fotografin (* 1891)
- 03. April: Stefan Herman, polnischer Geiger und Musikpädagoge (* 1902)

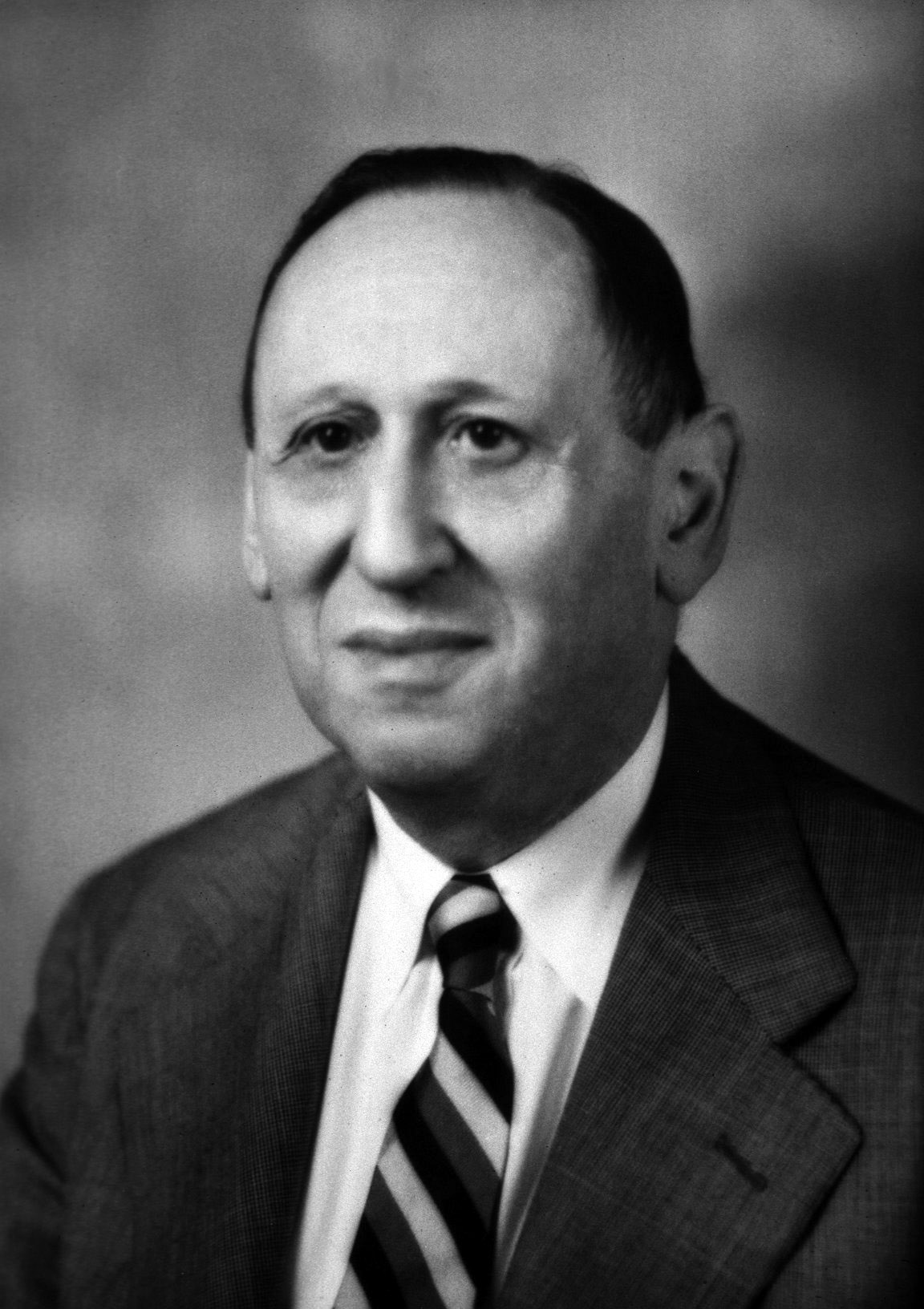
Leo Kanner ca. 1955

- 03. April: Leo Kanner, austro-amerikanischer Kinder- und Jugendpsychiater (* 1894)
- 03. April: Juan Trippe, US-amerikanischer Unternehmer und Pan-American-World-Airways-Gründer (* 1899)
- 04. April: Carl Ludwig Siegel, deutscher Mathematiker (* 1896)
- 05. April: Franziska Hamann, deutsche Malerin und Karikaturistin (* 1907)
- 06. April: Bob Hite, US-amerikanischer Sänger (* 1945)
- 07. April: Norman Taurog, US-amerikanischer Filmregisseur (* 1899)
- 08. April: Omar Bradley, US-amerikanischer Fünf-Sterne-General (* 1893)
- 08. April: Adrian Hoven, österreichischer Schauspieler, Regisseur und Filmproduzent (* 1922)
- 09. April: Ludwig von Andok, deutscher Maler (* 1890)
- 09. April: Christa Johannsen, deutsche Schriftstellerin (* 1914)
- 10. April: Gerhard Grüneberg, SED-Funktionär (* 1921)
- 12. April: Yasuhiko Asaka, japanischer Adeliger und General (* 1887)
- 12. April: Matthias Domaschk, Bürgerrechtler in der DDR (* 1957)
- 12. April: Joe Louis, US-amerikanischer Boxer (* 1914)
- 12. April: Hendrik Andriessen, niederländischer Komponist und Professor (* 1892)
- 12. April: Hans Chemin-Petit, deutscher Komponist und Dirigent (* 1902)
- 14. April: Sergio Amidei, italienischer Drehbuchautor (* 1904)
- 14. April: William Henry Vanderbilt III, US-amerikanischer Politiker (* 1901)
- 16. April: Sigurd Debus, inhaftierter deutscher RAF-Terrorist, zuletzt im Hungerstreik (* 1942)

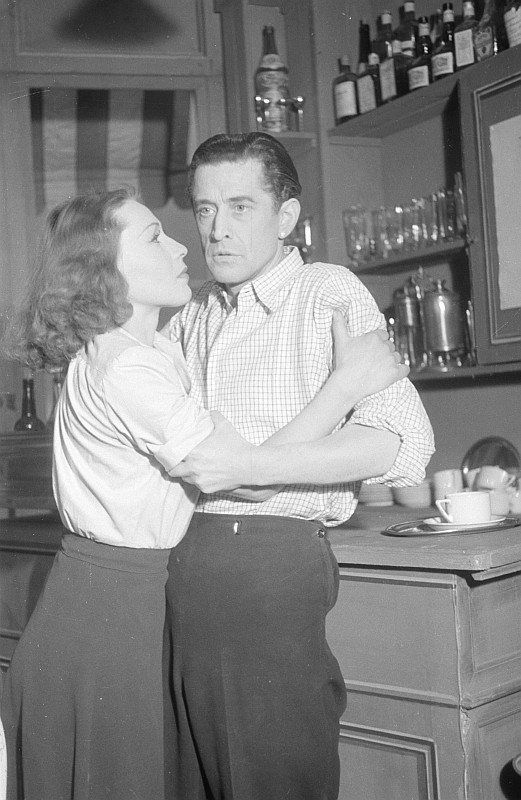
Hans Söhnker (1946)

- 20. April: Hans Söhnker in Berlin, deutscher Schauspieler (* 1903)
- 22. April: Max Aronoff, US-amerikanischer Bratschist und Musikpädagoge (* 1905)
- 26. April: Jim Davis, US-amerikanischer Schauspieler (* 1909)
- 28. April: Cliff Battles, US-amerikanischer American-Football-Spieler und Trainer (* 1910)
- 29. April: William Alonzo Anderson, US-amerikanischer Jazz-Trompeter (* 1916)
- 29. April: Jean Trévoux, französischer Autorennfahrer (* 1905)
- 30. April: Jan Filip, tschechischer Prähistoriker (* 1900)
- 30. April: Peter Huchel, deutscher Lyriker (* 1903)

### Mai
- 01. Mai: Edmond Romulus Amateis, US-amerikanischer Bildhauer und Lehrer (* 1897)
- 01. Mai: Tex Hamer, US-amerikanischer American-Football-Spieler (* 1901)
- 01. Mai: Heinz Nittel, österreichischer Politiker (* 1930)
- 01. Mai: Robert Stauch, deutscher Politiker (* 1898)
- 02. Mai: David Wechsler, US-amerikanischer Psychologe und Intelligenzforscher (* 1896)

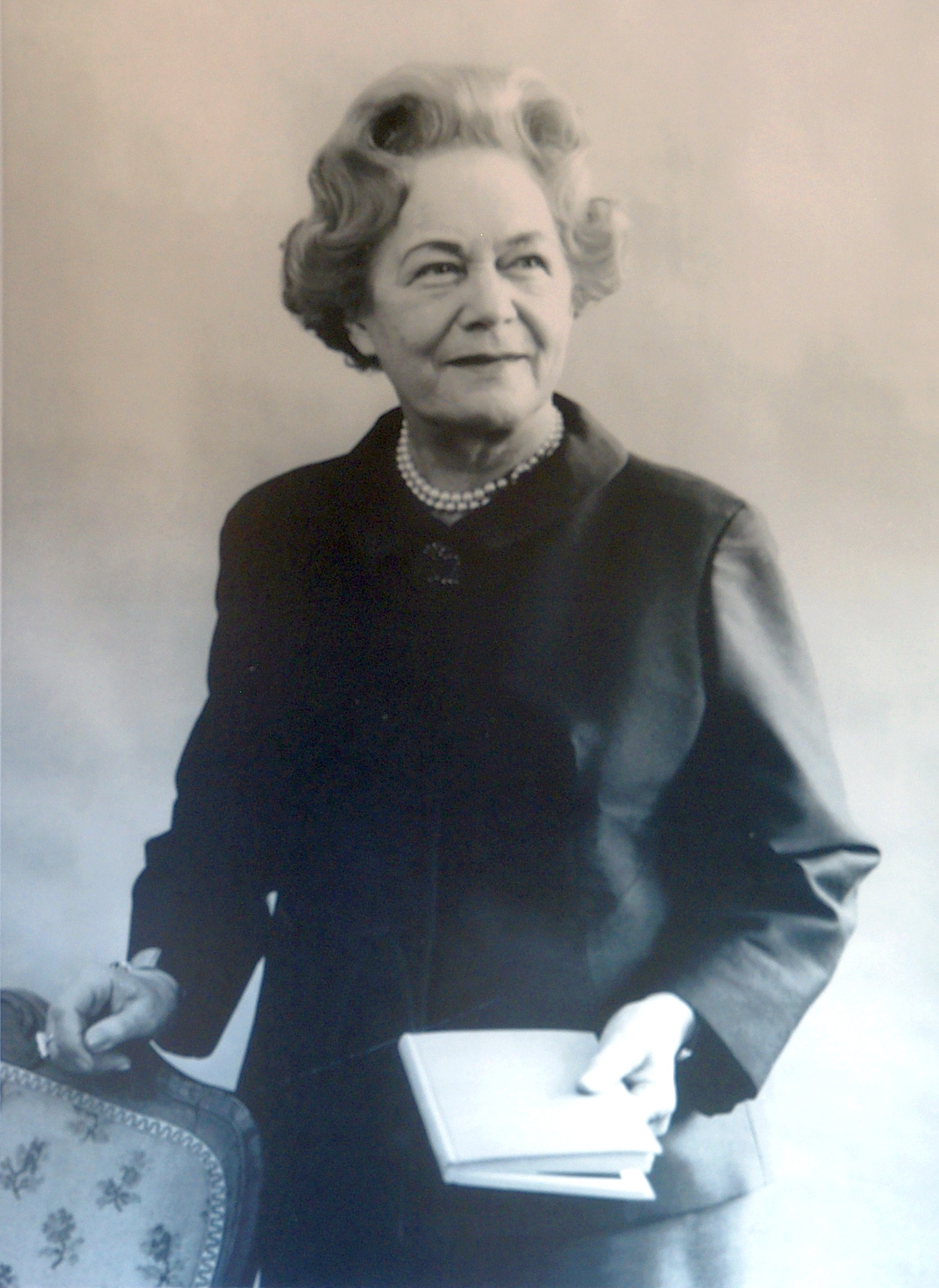
Wilhelmine Lübke

- 03. Mai: Wilhelmine Lübke, deutsche Politikerin, Vorsitzende des Müttergenesungswerks (* 1885)
- 05. Mai: Bobby Sands, nordirischer Widerstandskämpfer, Abgeordneter im britischen Unterhaus (* 1954)
- 06. Mai: Bahadır Alkım, türkischer Archäologe (* 1915)
- 08. Mai: Wolfgang Kunkel, deutscher Jurist und Rechtshistoriker (* 1902)
- 09. Mai: Nelson Algren, US-amerikanischer Schriftsteller (* 1909)
- 09. Mai: Fritz Umgelter, deutscher Film- und Fernsehregisseur (* 1922)
- 10. Mai: Bolesław Lewandowski, polnischer Komponist und Dirigent (* 1912)

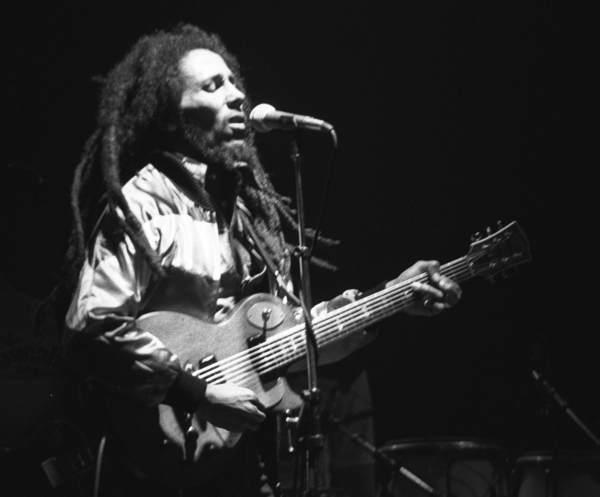
Bob Marley, 1980

- 11. Mai: Bob Marley, jamaikanischer Reggae-Musiker (* 1945)
- 11. Mai: Heinz-Herbert Karry, hessischer Wirtschaftsminister und stellvertretender Ministerpräsident (* 1920)
- 12. Mai: HAP Grieshaber, deutscher Maler und Grafiker (* 1909)
- 12. Mai: Benjamin Henry Sheares, singapurischer Politiker (* 1907)
- 13. Mai: Nathan Abshire, US-amerikanischer Akkordeonspieler (* 1913)
- 13. Mai: Joseph-Ernst Fugger von Glött, deutscher Politiker (* 1895)
- 14. Mai: Miguel Andreolo, uruguayisch-italienischer Fußballspieler (* 1912)
- 14. Mai: Karl-Axel Kullerstrand, schwedischer Hochspringer (* 1892)
- 14. Mai: Juan R. Posadas, argentinischer trotzkistischer Ideologe und Ufologe (* 1912)
- 15. Mai: Roger Crovetto, französischer Autorennfahrer (* 1918)
- 17. Mai: Hugo Friedhofer, US-amerikanischer Filmkomponist (* 1901)
- 17. Mai: Maurice Nussbaumer, französischer Autorennfahrer (* 1935)
- 17. Mai: Clara Porset, kubanische Möbeldesignerin und Innenarchitektin (* 1895)
- 18. Mai: William Saroyan, US-amerikanischer Schriftsteller (* 1908)
- 20. Mai: Dositej II., Erzbischof von Ohrid und Mazedonien (* 1906)
- 20. Mai: Noboru Nakamura, japanischer Regisseur und Drehbuchautor (* 1913)
- 20. Mai: Lauri Pihkala, finnischer Leichtathlet, Erfinder des Pesäpallo (* 1888)
- 20. Mai: Fritz Richter, deutscher Grafiker und Maler (* 1904)
- 22. Mai: Emil van Tongel, österreichischer Politiker (* 1902)
- 23. Mai: Karin Hahn-Hissink, deutsche Ethnologin (* 1907)
- 24. Mai: Charles-Émile Gadbois, kanadischer Geistlicher, Musikverleger und Komponist (* 1906)
- 24. Mai: Herb Lubalin, US-amerikanischer Typograf und Grafiker (* 1918)
- 24. Mai: Herbert Müller, Schweizer Automobilrennfahrer (* 1940)
- 24. Mai: Hans Wehr, deutscher Arabist (* 1909)
- 25. Mai: Roy Brown, US-amerikanischer Blues-Musiker (* 1925)
- 25. Mai: Georg Malmstén, finnischer Sänger, Musiker, Komponist, Orchesterleiter und Schauspieler (* 1902)
- 28. Mai: Garland Grange, US-amerikanischer American-Football-Spieler (* 1906)
- 28. Mai: Mary Lou Williams, US-amerikanische Jazz-Pianistin, -komponistin und -arrangeurin (* 1910)
- 28. Mai: Stefan Wyszyński, polnischer Geistlicher, seit 1948 Primas von Polen (* 1901)
- 29. Mai: Omar Khorshid, ägyptischer Gitarrist (* 1945)
- 29. Mai: Janusz Minkiewicz, polnischer Schriftsteller, Lyriker, Satiriker, Journalist und Übersetzer (* 1911)
- 29. Mai: Song Qingling, chinesische Politikerin (* 1893)
- 30. Mai: Donald Allan Ashby, kanadischer Eishockeyspieler (* 1955)
- 30. Mai: Sven Andersson, schwedischer Fußballspieler und -trainer (* 1907)
- 31. Mai: Gyula Lóránt, ungarischer Fußballspieler und -trainer (* 1923)

### Juni

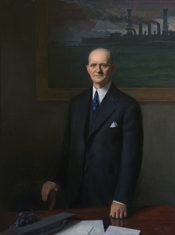
Carl Vinson

- 01. Juni: Carl Vinson, US-amerikanischer Politiker (* 1883)
- 01. Juni: Jan Zdeněk Bartoš, böhmischer Komponist (* 1908)
- 04. Juni: Fritz Steuben, deutscher Schriftsteller (* 1898)
- 04. Juni: Billy Starr, US-amerikanischer Country-Musiker (* ca. 1913)
- 08. Juni: Lydia Lopokova, russische Balletttänzerin (* 1892)
- 09. Juni: Colgate Darden, US-amerikanischer Politiker (* 1897)
- 09. Juni: Allen Ludden, US-amerikanischer Moderator und Schauspieler (* 1917)
- 09. Juni: Karl Walther, deutscher Maler (* 1905)
- 10. Juni: Georg Abeler, deutscher Goldschmiedemeister, Uhrmacher und Gründer des Wuppertaler Uhrenmuseums (* 1906)
- 12. Juni: Anton von Aretin, deutscher Politiker (* 1918)
- 12. Juni: Mahmud Fauzi, ägyptischer Politiker und Premierminister (* 1900)
- 12. Juni: Harri Bading, deutscher Politiker und MdB (* 1901)
- 13. Juni: Jean-Louis Lafosse, französischer Automobilrennfahrer (* 1941)
- 13. Juni: Alfredo Rampi, italienisches Unfallopfer (* 1975)
- 14. Juni: Alberto Winkler, italienischer Ruderer (* 1932)
- 16. Juni: Jule Gregory Charney, US-amerikanischer Meteorologe (* 1917)
- 19. Juni: Lotte Reiniger, Scherenschneiderin, Silhouetten-Animationsfilmerin, Buchillustratorin (* 1899)
- 20. Juni: Paul Joseph Z’dun, deutscher „komischer Radfahrer“ (* 1904)
- 21. Juni: Johan Fabricius, niederländischer Schriftsteller, Illustrator, Journalist und Abenteurer (* 1899)
- 22. Juni: Ernst Duschön, deutscher Politiker (* 1904)
- 23. Juni: Zarah Leander, schwedische Schauspielerin (* 1907)
- 23. Juni: Willi Bleicher, deutscher IG-Metall Bezirksleiter (* 1907)
- 26. Juni: Werner Teske, Hauptmann des MfS und letztes Opfer der Todesstrafe in Deutschland (* 1942)
- 26. Juni: Rosl Mayr, bayerische Volksschauspielerin (* 1896)
- 28. Juni: Edward Anseele jr., belgischer Politiker und Widerstandskämpfer (* 1902)
- 28. Juni: Peter Kreuder, deutscher Komponist, Pianist und Dirigent (* 1905)
- 28. Juni: Terry Fox, kanadischer Sportler und Aktivist (* 1958)
- 28. Juni: Ajatollah Mohammad Beheschti, iranischer Politiker, Vorsitzender des Revolutionsrats (* 1928)
- 30. Juni: Eduard Marks, deutscher Schauspieler, Schauspiellehrer und Hörspielsprecher (* 1901)
- 30. Juni: Bud Tingelstad, US-amerikanischer Automobilrennfahrer (* 1928)

### Juli
- 01. Juli: Zdeněk Burian, tschechischer Zeichner und Grafiker (* 1905)
- 01. Juli: Wolfgang Weber, deutscher Problemkomponist (* 1909)

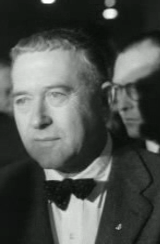
Marcel Breuer, 1957

- 01. Juli: Marcel Breuer, ungarischer Architekt und Designer (* 1902)
- 01. Juli: Nana de Varennes, kanadische Schauspielerin (* 1885)
- 04. Juli: Helmut Gröttrup, deutscher Ingenieur und Erfinder (* 1916)
- 04. Juli: Michael Kohl, deutscher Diplomat, 1974–1978 Leiter der ständigen Vertretung der DDR in der Bundesrepublik Deutschland (* 1929)
- 04. Juli: Klaus Thormaehlen, Erfinder der Mulchmähsichel und Winzer (* 1892)
- 05. Juli: Otto Andersen, deutscher Architekt (* 1924)
- 05. Juli: Hermann Anselment, deutscher Maler (* 1905)
- 05. Juli: Jorge Urrutia Blondel, chilenischer Komponist (* 1905)
- 06. Juli: Hans Achinger, deutscher Nationalökonom und Sozialwissenschaftler (* 1899)
- 06. Juli: Martin Jahn, deutscher Zeichner, Maler und Kunstpädagoge (* 1898)
- 08. Juli: Walther Ahrens, deutscher Mikrobiologe und Hygieniker (* 1910)
- 09. Juli: Hermann Weinkauff, erster Präsident des Bundesgerichtshofs (* 1894)
- 09. Juli: Willi Beuster, deutscher Politiker und MdB (* 1908)
- 10. Juli: Valter Ever, estnischer Leichtathlet (* 1902)
- 10. Juli: Elimar Freiherr von Fürstenberg, deutscher Politiker (* 1910)
- 11. Juli: August Berlin, deutscher Politiker (* 1910)
- 12. Juli: Boris Polewoi, Autor und Journalist (* 1908)
- 14. Juli: Peter von Tramin, österreichischer Schriftsteller (* 1932)
- 16. Juli: Alexander Grundner-Culemann, deutscher Forstmann und Politiker (* 1885)
- 17. Juli: Karl Hoffmann, deutscher Politiker (* 1901)
- 19. Juli: Roger Doucet, kanadischer Sänger (* 1919)
- 19. Juli: José María Pemán, spanischer Schriftsteller (* 1898)
- 19. Juli: Karl Steinhoff, Ministerpräsident des Landes Brandenburg und Minister des Inneren der DDR (* 1892)
- 21. Juli: Jean Vaurez, französischer Automobilrennfahrer (* 1897)
- 23. Juli: Ivan Eklind, schwedischer Fußballschiedsrichter (* 1905)
- 23. Juli: Franz Solan Schäppi, Schweizer Kapuziner und Missionswissenschaftler (* 1901)
- 25. Juli: Conrad Fink, deutscher Politiker (* 1900)
- 26. Juli: John Passmore Widgery, Lord Chief Justice of England and Wales (* 1911)
- 27. Juli: William Wyler, Filmregisseur (* 1902)
- 29. Juli: Robert Moses, US-amerikanischer Stadtplaner (* 1888)

### August
- 01. August: Julius Arigi, österreich-ungarischer Jagdflieger (* 1895)

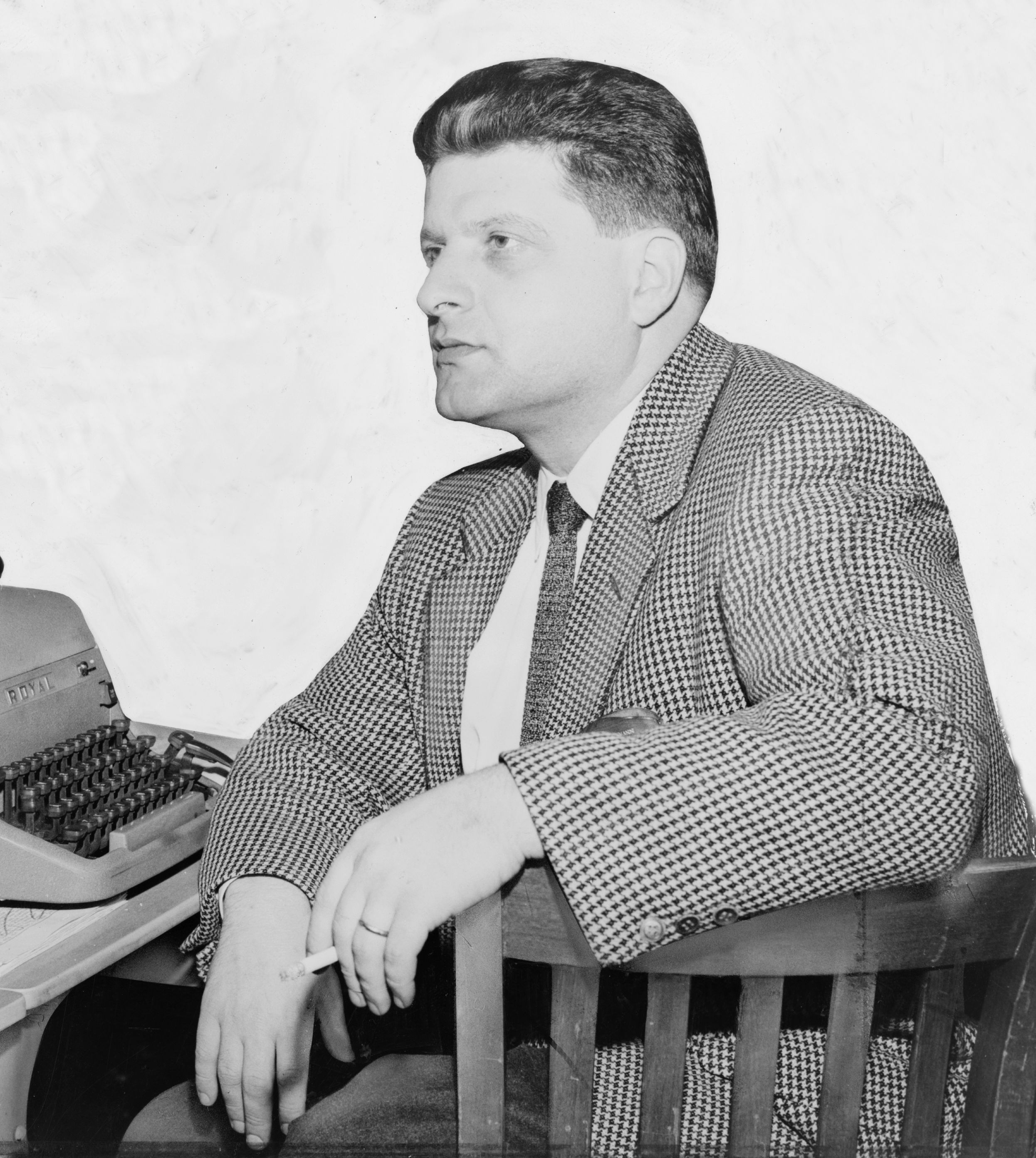
Paddy Chayefsky

- 01. August: Paddy Chayefsky, US-amerikanischer Autor (* 1923)
- 01. August: Pearl Chertok, US-amerikanische Harfenistin, Musikpädagogin und Komponistin (* 1918)
- 02. August: Delfo Cabrera, argentinischer Marathonläufer (* 1919)
- 02. August: Josef Breuer, deutscher Problemkomponist (* 1903)
- 04. August: Melvyn Douglas, US-amerikanischer Schauspieler (* 1901)
- 05. August: Jean Bobescu, rumänischer Violinist, Dirigent und Musikpädagoge (* 1890)
- 06. August: Mario Abbate, italienischer Sänger und Schauspieler (* 1927)
- 08. August: Lazar Wechsler, bedeutendster Filmproduzent des frühen Schweizer Films (* 1896)
- 12. August: Fritz Gögel, deutscher Steinbildhauer (* 1905)
- 14. August: Karl Böhm, österreichischer Dirigent (* 1894)
- 16. August: Viktor Achter, deutscher Jurist, Hochschullehrer und Unternehmer (* 1905)
- 17. August: Alexander Zschokke, Schweizer Bildhauer und Maler (* 1894)
- 18. August: Robert Russell Bennett, US-amerikanischer Komponist (* 1894)
- 22. August: Karl von Appen, deutscher Bühnenbildner (* 1900)
- 22. August: Ludwig Janda, deutscher Fußballspieler (* 1919)
- 22. August: Kuniko Mukōda, japanische Schriftstellerin (* 1929)
- 22. August: Glauber Rocha, brasilianischer Filmregisseur (* 1938)
- 23. August: Rolf Herricht, deutscher Schauspieler und Komiker (* 1927)
- 27. August: Waleri Borissowitsch Charlamow, russischer Eishockeyspieler (* 1948)
- 28. August: Paul Anspach, belgischer Fechtsportler (* 1882)
- 28. August: Béla Guttmann, ungarischer Fußballspieler und -trainer (* 1899)
- 30. August: Mohammad Dschawad Bahonar, iranischer Politiker (* 1933)
- 30. August: Mohammad Ali Radschāʾi, iranischer Politiker (* 1933)

### September
- 01. September: Vincenzo Agnetti, italienischer Konzeptkünstler, Fotograf, Kunsttheoretiker und Schriftsteller (* 1926)
- 01. September: Paul Bausch, deutscher Politiker (* 1895)
- 01. September: Ann Harding, US-amerikanische Schauspielerin (* 1902)
- 01. September: Albert Speer, deutscher Architekt und hoher Funktionär während der NS-Zeit (* 1905)

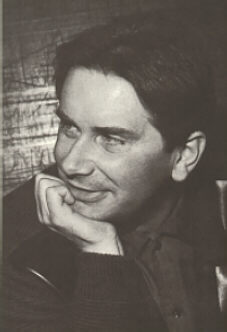
Tadeusz Baird

- 02. September: Tadeusz Baird, polnischer Komponist (* 1928)
- 02. September: Janko Ravnik, slowenischer Komponist, Musikpädagoge und Regisseur (* 1891)
- 03. September: Ernst Widmer, Schweizer Zollbeamter (* 1903)
- 06. September: Christy Brown, irischer Maler und Autor (* 1932)
- 07. September: Werner Berg, deutscher Maler (* 1904)
- 08. September: Paul Collart, Schweizer Archäologe (* 1902)
- 08. September: Yukawa Hideki, japanischer Physiker und Nobelpreisträger (* 1907)
- 08. September: Nisargadatta Maharaj, indischer Spiritueller und Yogi (* 1897)
- 08. September: Carlo Alberto Pizzini, italienischer Komponist und Dirigent (* 1905)
- 09. September: Jacques Lacan, französischer Psychoanalytiker (* 1901)
- 11. September: Gregory Breit, US-amerikanischer Physiker (* 1899)
- 11. September: Walter Heinrich Fuchs, deutscher Phytomediziner (* 1904)
- 12. September: Eugenio Montale, italienischer Schriftsteller und Literaturnobelpreisträger (* 1896)
- 14. September: Walter „Furry“ Lewis, US-amerikanischer Blues-Gitarrist und -Sänger (* 1893)
- 15. September: Robert Sidney Cahn, britischer Chemiker (* 1899)
- 16. September: Fritz Lange, Minister für Volksbildung der DDR (* 1898)
- 16. September: Michael DiSalle, US-amerikanischer Politiker (* 1908)
- 21. September: Tony Aubin, französischer Komponist (* 1907)
- 21. September: Carlo Bandirola, italienischer Motorradrennfahrer (* 1915)
- 21. September: Nigel Patrick, britischer Schauspieler (* 1913)
- 22. September: Klaus-Jürgen Rattay, deutscher Hausbesetzer (* 1962)
- 25. September: Hermann Glüsing, deutscher Landwirt und Politiker der CDU (* 1908)
- 26. September: Ludwig Goldbrunner, deutscher Fußballspieler (* 1908)
- 27. September: Bronisław Malinowski, polnischer Leichtathlet, Olympiasieger (* 1951)
- 27. September: Robert Montgomery, US-amerikanischer Schauspieler und Filmregisseur (* 1904)
- 28. September: Karl Artelt, deutscher Politiker (* 1890)
- 28. September: Herbert Mensching, deutscher Schauspieler (* 1928)
- 30. September: Boyd Neel, englisch-kanadischer Dirigent und Musikpädagoge (* 1905)
- 30. September: Flemming Weis, dänischer Komponist (* 1898)

### Oktober
- 03. Oktober: José Alberto Albano do Amarante, brasilianischer Elektroingenieur (* 1935)
- 03. Oktober: Tadeusz Kotarbiński, polnischer Philosoph (* 1886)
- 3. Oktober: Walter Mehring, deutscher Schriftsteller (* 1896)
- 04. Oktober: Franz Amrehn, deutscher Politiker (* 1912)

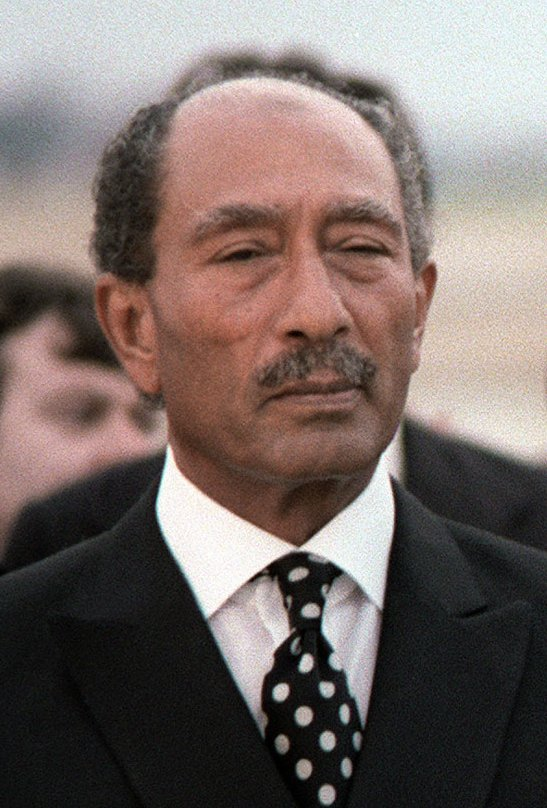
Anwar as-Sadat, 1980

- 06. Oktober: Anwar as-Sadat, ägyptischer Staatspräsident 1970–1981 und Friedensnobelpreisträger (* 1918)
- 06. Oktober: Werner Zech, deutscher General (* 1895)
- 09. Oktober: Julio “Matador” Libonatti, argentinischer Fußballspieler (* 1901)
- 09. Oktober: Karl Lütgendorf, österreichischer Politiker (* 1914)
- 09. Oktober: Peter Steinforth, deutscher Künstler (* 1923)
- 11. Oktober: Lawrence Brooks Hays, US-amerikanischer Politiker (* 1898)
- 13. Oktober: Hans Christoph Ade, deutscher Schriftsteller (* 1888)
- 13. Oktober: Nils Anton Alfhild Asther, schwedischer Schauspieler (* 1897)
- 13. Oktober: Eugen Bodart, deutscher Komponist und Dirigent (* 1905)
- 14. Oktober: Elsa Scholten, deutsche Schauspielerin (* 1902)
- 15. Oktober: Philip Fotheringham-Parker, britischer Automobilrennfahrer (* 1907)
- 16. Oktober: Mosche Dajan, israelischer General und Politiker (* 1915)
- 16. Oktober oder 21. Oktober: Elias Lauf, grönländischer Politiker, Pastor und Redakteur (* 1894)
- 17. Oktober: Albert Cohen, Schweizer Schriftsteller (* 1895)
- 19. Oktober: Wilhelm Auerswald, österreichischer Physiologe und Hochschullehrer (* 1917)
- 20. Oktober: Annot, deutsche Malerin, Kunstpädagogin, Kunstschriftstellerin und Pazifistin (* 1894)
- 20. Oktober: Mary Chase, US-amerikanische Schriftstellerin (* 1907)
- 22. Oktober: Edward Caton, US-amerikanischer Tänzer, Ballettlehrer und Choreograph (* 1900)
- 22. Oktober: David Cecil, 6. Marquess of Exeter (Lord Burghley), britischer Leichtathlet, Olympiasieger und Präsident der IAAF (* 1905)
- 22. Oktober: George Ziegler, kanadischer Organist, Chorleiter, Dirigent, Komponist und Musikpädagoge (* 1889)
- 24. Oktober: Edith Head, US-amerikanische Kostüm-Entwerferin (* 1897)
- 25. Oktober: Ariel Durant, US-amerikanische Schriftstellerin (* 1898)
- 25. Oktober: Franz Grasberger, österreichischer Musikwissenschaftler (* 1915)
- 26. Oktober: Francisco Amicarelli, argentinischer Pianist und Musikpädagoge (* 1905)
- 26. Oktober: Charles Glenn Anders, US-amerikanischer Theater- und Filmschauspieler (* 1889)
- 27. Oktober: Nico Dostal, österreichischer Operetten- und Filmmusikkomponist (* 1895)
- 27. Oktober: Louis Metcalf, US-amerikanischer Jazz-Musiker (* 1905)
- 28. Oktober: Gerhard Gregor, deutscher Organist und Pianist (* 1906)
- 29. Oktober: Georges Brassens, französischer Dichter, Autor, und Interpret von Chansons (* 1921)
- 29. Oktober: Karl Joseph Leiprecht, Bischof der Diözese Rottenburg-Stuttgart (* 1903)
- 30. Oktober: Armando Cuitlahuac Amador Sandoval, mexikanischer Botschafter (* 1897)
- 31. Oktober: Georges Guignard, französischer Automobilrennfahrer (* 1892)
- 31. Oktober: Bernhard Günther, deutscher Politiker (* 1906)

### November

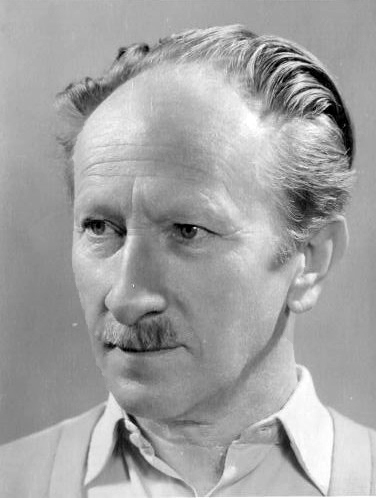
Edvard Kocbek.

- 03. November: Edvard Kocbek, slowenischer Schriftsteller und Publizist (* 1904)
- 03. November: Eraldo Monzeglio, italienischer Fußballspieler und -trainer (* 1906)
- 03. November: Walt Szot, US-amerikanischer American-Football-Spieler (* 1920)
- 05. November: Jean Eustache, französischer Filmregisseur (* 1938)
- 05. November: Herdis McCrary, US-amerikanischer American-Football-Spieler (* 1904)
- 07. November: Reinhard Braun, deutscher Augenarzt und Hochschullehrer (* 1902)
- 07. November: William James Durant, US-amerikanischer Philosoph und Schriftsteller (* 1885)
- 07. November: Werner Eisbrenner, deutscher Filmkomponist (* 1908)
- 09. November: Rolf von Goth, deutscher Schauspieler und Hörspielregisseur (* 1906)
- 10. November: Abel Gance, französischer Filmpionier (* 1889)
- 12. November: Herman Pilnik, deutsch-argentinischer Schachmeister (* 1914)
- 13. November: Gerhard Marcks, Bildhauer (* 1889)
- 13. November: Mestre Pastinha, brasilianischer Kampfsportler (* 1889)

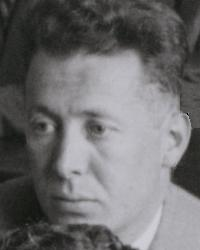
Walter Heitler, 1937

- 15. November: Walter Heitler, deutscher Physiker (* 1904)
- 15. November: Maulana Sadr ud-Din, Imam in der Wilmersdorfer Moschee zu Berlin, erster Missionar der islamischen Konfession Ahmadiyya Anjuman Ischat-i-Islam Lahore (* 1901)
- 16. November: William Holden, US-amerikanischer Filmschauspieler (* 1918)
- 20. November: Herbert Behrens-Hangeler, deutscher Maler, Grafiker und Schriftsteller (* 1898)
- 20. November: Gerhard Bergmann, deutscher evangelischer Pfarrer, Evangelisation und Autor (* 1914)
- 21. November: Harry von Zell, US-amerikanischer Rundfunk- und Fernsehsprecher, Schauspieler und Sänger (* 1906)

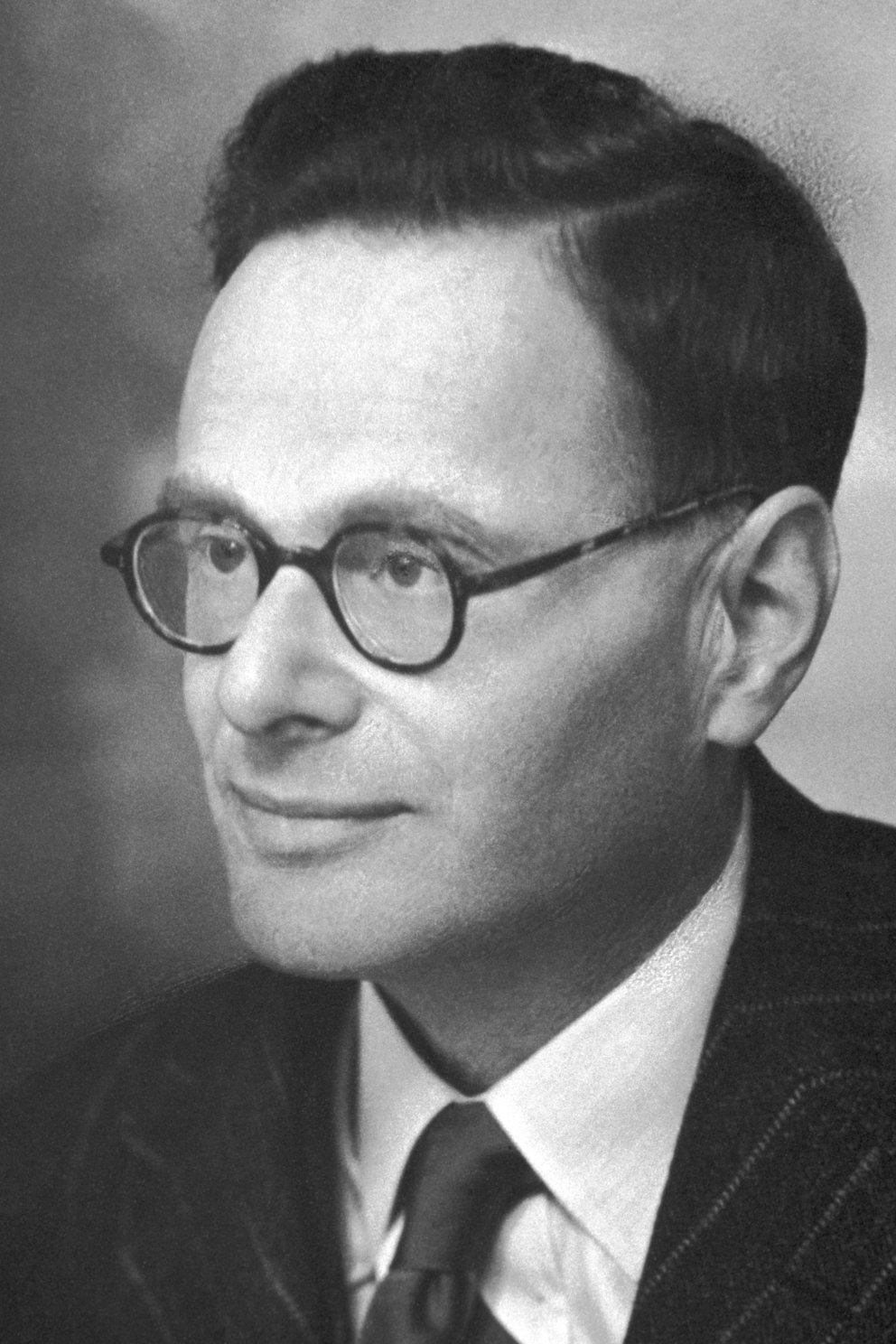
Hans Adolf Krebs.

- 22. November: Hans Adolf Krebs, deutsch-britischer Mediziner, Biochemiker und Nobelpreisträger (* 1900)
- 22. November: Dieter Bäumle, Schweizer Komponist (* 1935)
- 25. November: Morris Kirksey, US-amerikanischer Leichtathlet und Olympiasieger (* 1895)
- 25. November: Margot Kalinke, deutsche Politikerin (* 1909)
- 25. November: Shimamura Toshimasa, japanischer Schriftsteller (* 1912)
- 26. November: Max Euwe, niederländischer Schachspieler und der 5. Schachweltmeister (* 1901)
- 27. November: Lotte Lenya, österreichisch-US-amerikanische Schauspielerin und Sängerin (* 1898)
- 29. November: Natalie Wood, US-amerikanische Schauspielerin (* 1938)

### Dezember
- 02. Dezember: Rudolf Prack, österreichischer Schauspieler (* 1905)
- 02. Dezember: Iwan Wassiljewitsch Obreimow, russischer Physiker (* 1894)
- 04. Dezember: Karl Gilg, deutscher Schachspieler (* 1901)
- 06. Dezember: Harry Harlow, US-amerikanischer Psychologe und Verhaltensforscher (* 1905)
- 06. Dezember: Kurt Paupié, österreichischer Publizistikwissenschaftler (* 1920)
- 07. Dezember: Auguste Caralp, französischer Automobilrennfahrer (* 1892)
- 08. Dezember: Big Walter Horton, US-amerikanischer Blues-Musiker (* 1918)
- 14. Dezember: Edgar J. Anzola, venezolanischer Filmproduzent, Rundfunkpionier, Journalist und Karikaturist (* 1883)
- 14. Dezember: Paolo Mosconi, italienischer Erzbischof (* 1914)
- 15. Dezember: Max Steenbeck, deutscher Physiker (* 1904)
- 16. Dezember: Karl Struss, US-amerikanischer Kameramann (* 1886)
- 16. Dezember: Lawrence Edward Watkin, US-amerikanischer Schriftsteller und Drehbuchautor (* 1901)
- 17. Dezember: Mehmet Shehu, albanischer Politiker und Premierminister (* 1913)
- 17. Dezember: Franz Dahlem, SED-Funktionär, Mitglied des Politbüros des ZK und Kaderchef der SED (* 1892)
- 17. Dezember: Edwin Erich Dwinger, Schriftsteller (* 1898)
- 17. Dezember: Børge Ralov, dänischer Balletttänzer und Choreograph (* 1908)
- 23. Dezember: Luther H. Evans, US-amerikanischer Politikwissenschaftler (* 1902)
- 24. Dezember: René Barbier, belgischer Komponist und Professor (* 1890)
- 25. Dezember: Heinrich Welker, deutscher Physiker (* 1912)
- 26. Dezember: Günther Serres, deutscher Politiker (* 1910)
- 27. Dezember: Hoagy Carmichael, US-amerikanischer Komponist, Pianist, Schauspieler und Sänger (* 1899)
- 28. Dezember: Demetrio Aguilera Malta, ecuadorianischer Schriftsteller, Maler und Diplomat (* 1909)
- 28. Dezember: Allan Dwan, US-amerikanischer Regisseur, Produzent, Drehbuchautor (* 1885)
- 28. Dezember: Franco Giongo, italienischer Leichtathlet (* 1891)
- 28. Dezember: Walter Erich Schäfer, deutscher Dramaturg und Generalintendant des Württembergischen Staatstheaters (* 1901)
- 29. Dezember: Katharina Christine Augenstein, deutsche Fotografin (* 1899)
- 30. Dezember: Karl Arndt, deutscher Offizier (* 1892)
- 30. Dezember: Joseph Platz, deutsch-US-amerikanischer Schachspieler (* 1905)
- 30. Dezember: Franjo Šeper, Erzbischof von Zagreb und Kardinal (* 1905)

### Tag unbekannt
- Gabriel María Gregorio del Carmen Lucio Argüelles, mexikanischer Lehrer und Botschafter (* 1899)
- Janet Craxton, englische Oboistin (* 1929)
- Leonhard Joa, deutscher Automobilrennfahrer (* 1909)
- Michael Mosoeu Moerane, südafrikanischer Komponist und Chorleiter (* 1909)
- Jimmie Simpson, britischer Motorradrennfahrer (* 1898)